# Sauropoda
De Sauropoda zijn een onderverdeling van de Sauropodomorpha, plantenetende dinosauriërs.

## Naamgeving en definitie

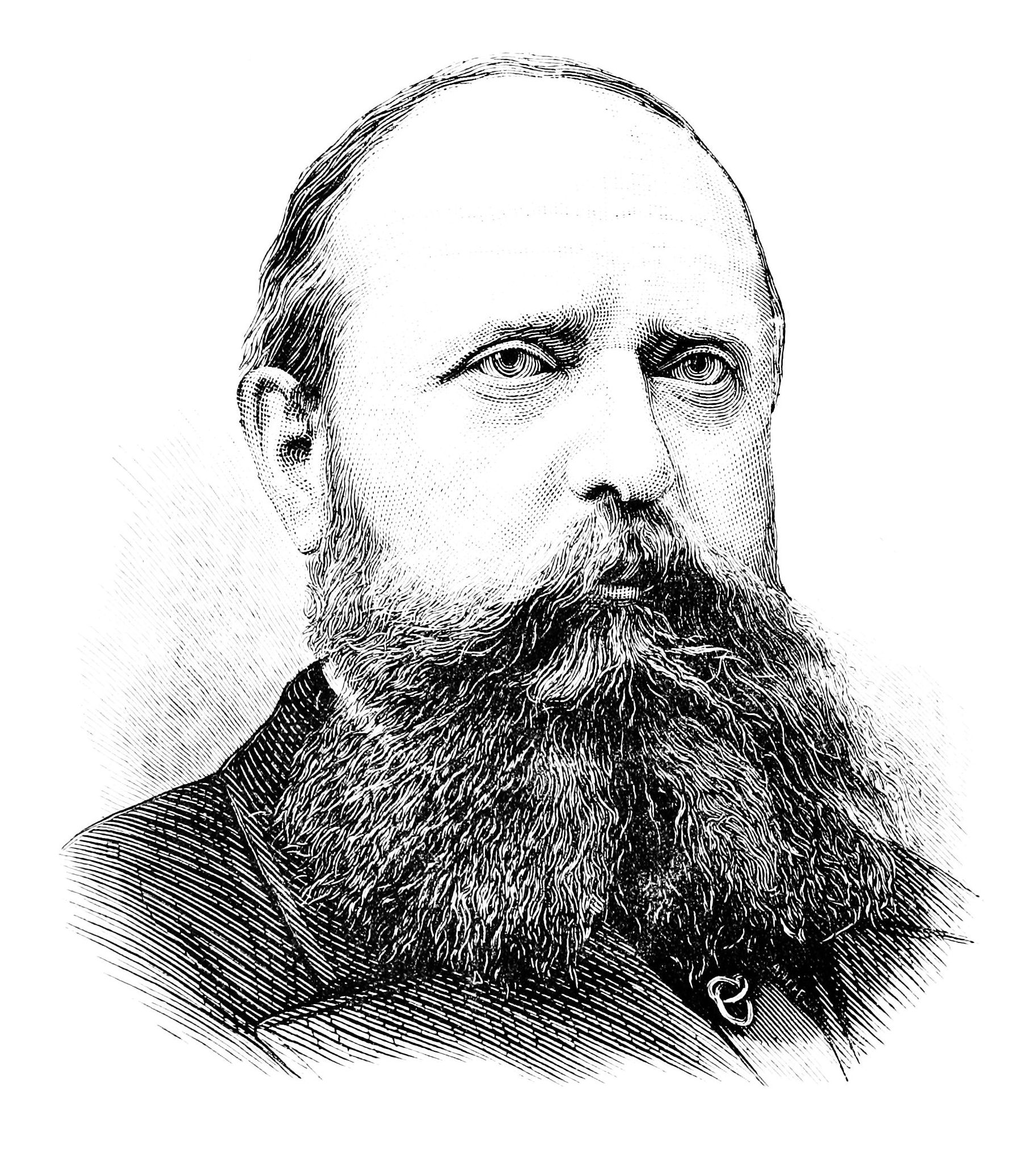
Charles Marsh benoemde de Sauropoda

De naam Sauropoda ("reptielvoeten") is voor het eerst gepubliceerd in 1878 door de Amerikaanse paleontoloog professor Othniel Charles Marsh. De naam is vaak bekritiseerd als nietszeggend of zelfs, indien hij als "hagedisvoeten" gelezen wordt, ronduit misleidend. Marsh wilde er mee aangeven dat de sauropoden, net als de meeste huidige koudbloedige reptielen, meer tenen hadden dan de twee andere dinosaurische hoofdgroepen die hij onderscheidde: de Ornithopoda ("vogelvoeten") en de Theropoda ("zoogdiervoeten").
In de tijd van Marsh werden diergroepen nog niet exact gedefinieerd. Voor de Sauropoda zou dat ook weinig nuttig geweest zijn. Bij die paar soorten welke goed bekend waren, bestond nooit twijfel of het om een sauropode ging of niet. In de loop van de twintigste eeuw veranderde dat. Er werden steeds meer soorten ontdekt en de begrenzing van het begrip ten opzichte van ruimere groepen vervaagde. Zonder definitie kon niet meer bepaald worden of de volgende ontdekking van een basale vorm een sauropode was of niet.
Een eerste definitie als klade werd in 1997 gegeven door Leonardo Salgado: de groep bestaande uit de laatste gemeenschappelijke voorouder van Vulcanodon karibaensis en de Eusauropoda; en al zijn afstammelingen. Hetzelfde jaar kwam John Stanton McIntosh met een afwijkende definitie als stamklade: alle cetiosauriërs, brachiosauriërs, diplodociden en titanosauriërs en alle Sauropodomorpha nauwer verwant aan deze groepen dan aan de Prosauropoda, mits deze laatsten een monofyletische groep vormen. In 1998 kwamen Wilson en Paul Sereno met een wat handzamer definitie: de groep bestaande uit Saltasaurus en alle soorten nauwer verwant aan Saltasaurus dan aan Plateosaurus. In de jaren daarna bleek echter dat de prosauropoden vermoedelijk helemaal geen monofyletische groep vormden maar, in de traditionele opvatting, parafyletisch waren: sommigen waren dus nauwer verwant aan de sauropoden in traditionele zin. Sereno koos er in 2005 voor om de definitie aan te passen, waarbij de meest direct aan de traditionele sauropoden verwante soorten als vertegenwoordigers van de uit te sluiten "prosauropoden" werden genomen: de groep bestaande uit Saltasaurus loricatus Bonaparte en Powell 1980 en alle soorten nauwer verwant aan Saltasaurus dan aan Jingshanosaurus xinwaensis Zhang & Yang 1994 of Mussaurus patagonicus Bonaparte & Vince 1979. In 2007 definieerde Adam Yates de Sauropoda als de groep bestaande uit Saltasaurus loricatus en alle soorten nauwer verwant aan Saltasaurus dan aan Melanorosaurus readi. Die definitie is tamelijk gangbaar geworden.

## Evolutie

### Afkomst en vroege ontwikkeling
De oorsprong van de Sauropoda ligt binnen de Sauropodomorpha. Dat waren oorspronkelijk kleine tweevoetige vleeseters of alleseters die tijdens het late Trias overgingen naar een dieet van planten. Ze ontwikkelden steeds langere nekken om hogere plantenlagen te bereiken, die voor die tijd niet door gewervelden gegeten werden. Ze hadden een kleine kop en tanden die geschikt waren om plantenmateriaal af te scheuren of rukken dat meteen ingeslikt werd om in de buikholte verteerd te worden. Dit bleek een zeer succesvolle tactiek en tegen het eind van het Trias konden ze snel in grootte toenemen. Ze leunden al vaak op hun armen en toen ze zwaarder werden, gingen ze helemaal over op een viervoetige gang. Dat hield ook in dat ze niet meer konden rennen en hun achterpoten werden recht om het gewicht beter te kunnen dragen.

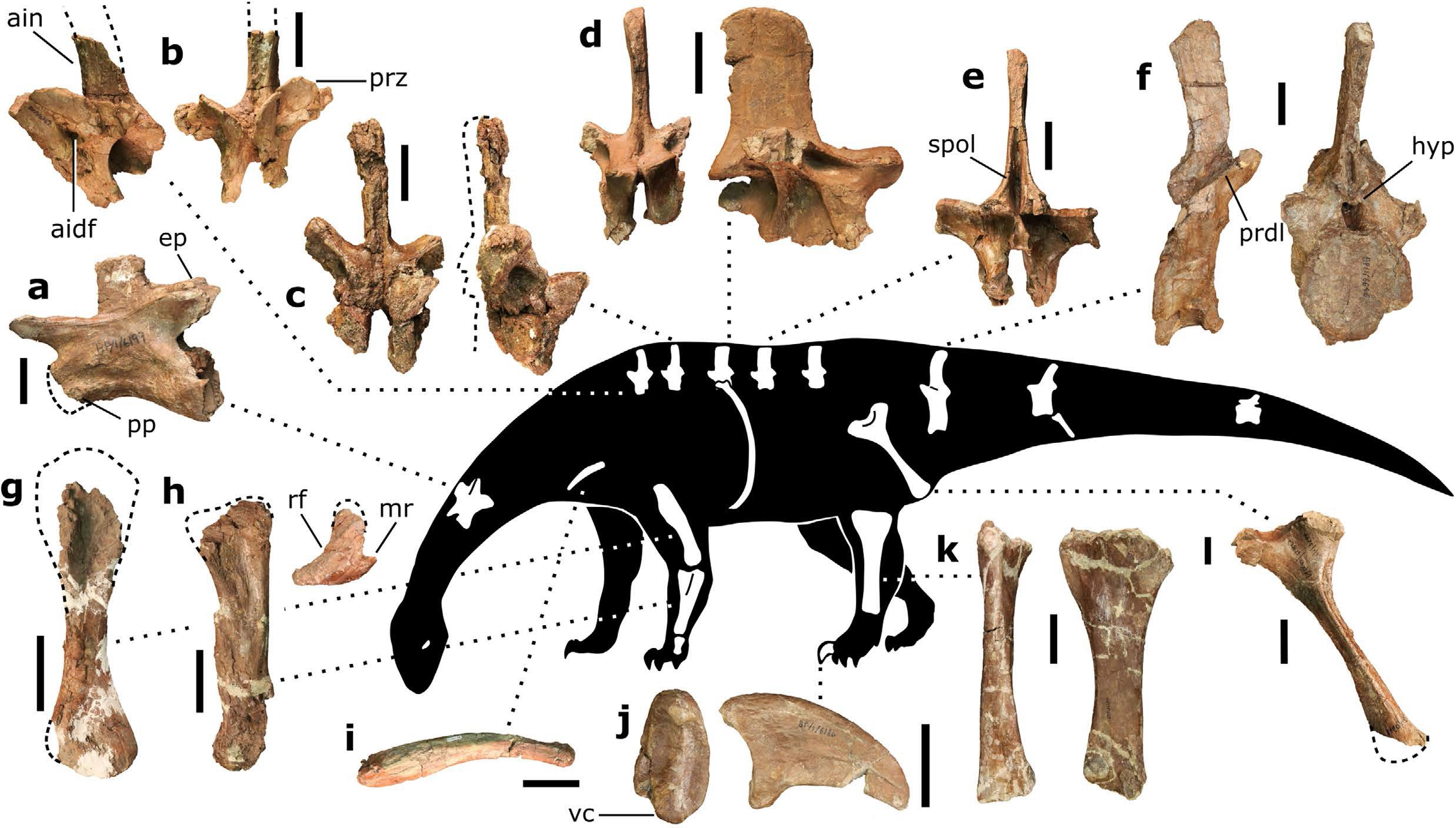
Pulanesaura, een vroege sauropode

Het is bij dergelijke verplicht viervoetige vormen dat de onderzoekers, enigszins willekeurig, tegenwoordig de grens trekken. Ze hebben de definitie zo aangepast dat ze onder de Sauropoda vallen. Er zijn ook soorten die in mindere mate zulke aanpassingen hebben, bijvoorbeeld doordat ze de knie nog permanent gebogen hielden of nog vrij korte armen hadden. Zulke vormen worden met de Sauropoda verenigd in de ruimere groep Sauropodiformes.
De eerste Sauropoda, die ook in de vroege Jura voorkwamen zoals Vulcanodon, verschilden nog niet sterk van meer basale Sauropodomorpha. Ze hadden een langwerpige kop, heel zwaargebouwde voorpoten, een lange romp, korte doornuitsteeksels op de wervels, een weinig verstevigd heiligbeen, een laag darmbeen en langwerpige schaambeenderen en zitbeenderen. Hun lijven waren nog niet erg efficiënt in het dragen van een hoog lichaamsgewicht. Toch werden ze al een twaalf meter lang.

### De Eusauropoda

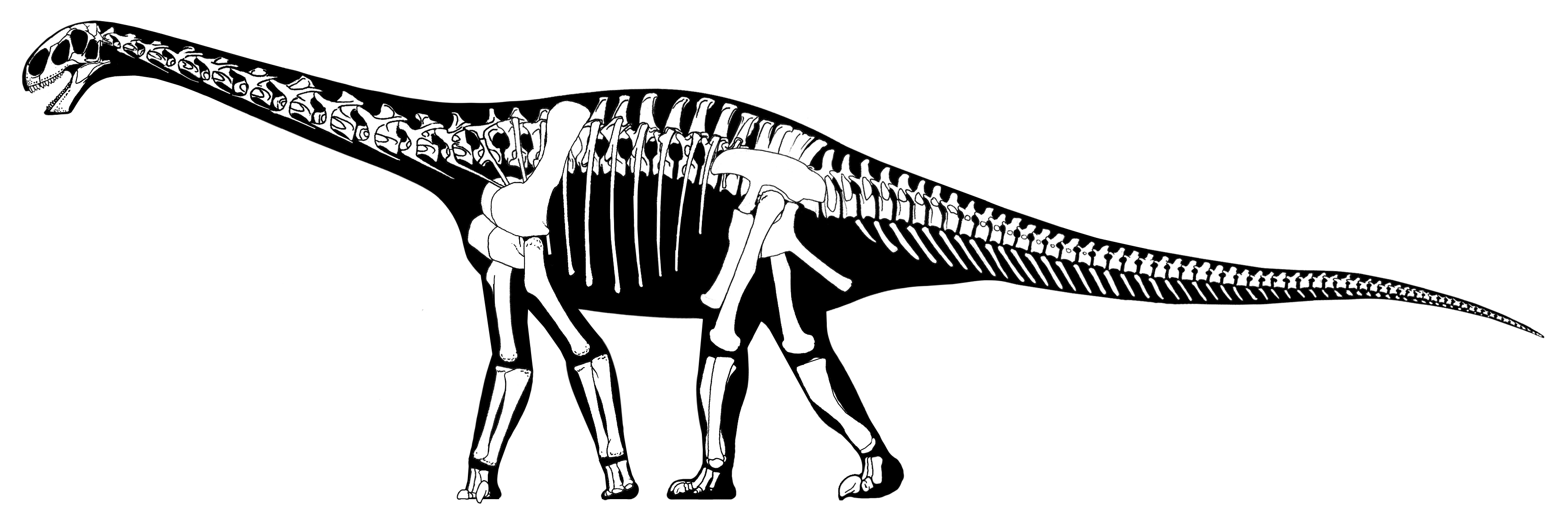
De eusauropode Cetiosaurus oxoniensis

Later in de Jura splitsen de Eusauropoda zich af, de "Ware Sauropoden". Die ontwikkelden veel sterkere aanpassingen aan een enorme lichaamsomvang. De kop werd breder om grotere happen te nemen. De doornuitsteeksels werden langer en de wervels raakten geleidelijk gepneumatiseerd. Dat betekent dat de luchtzakken van het ademhalingssysteem uitlopers kregen die het bot binnendrongen. Daardoor werden de wervels lichter en konden beter gekoeld worden. De wervel behield zijn stevigheid door een systeem van hoge richels, de laminae. De romp werd relatief korter, hoger en breder. Het heiligbeen omvatte meer sacrale wervels. De voorpoten werden langer en slanker. De middenhandsbeenderen gingen meer verticaal staan zodat de middenhand een cilinder vormde die het gewicht kon dragen. Het darmbeen werd hoger met een bol profiel zodat de dijbeenspieren de achterpoot als een slinger van voor naar achter konden zwaaien, wat een heel efficiënte bewegingswijze is. Ter ondersteuning van die beweging werden de schaambeenderen en zitbeenderen korter en dikker met richels voor de aanhechting van stevige spieren. Sommige soorten, zoals Shunosaurus, ontwikkelden een staartknuppel om zich te kunnen verdedigen.

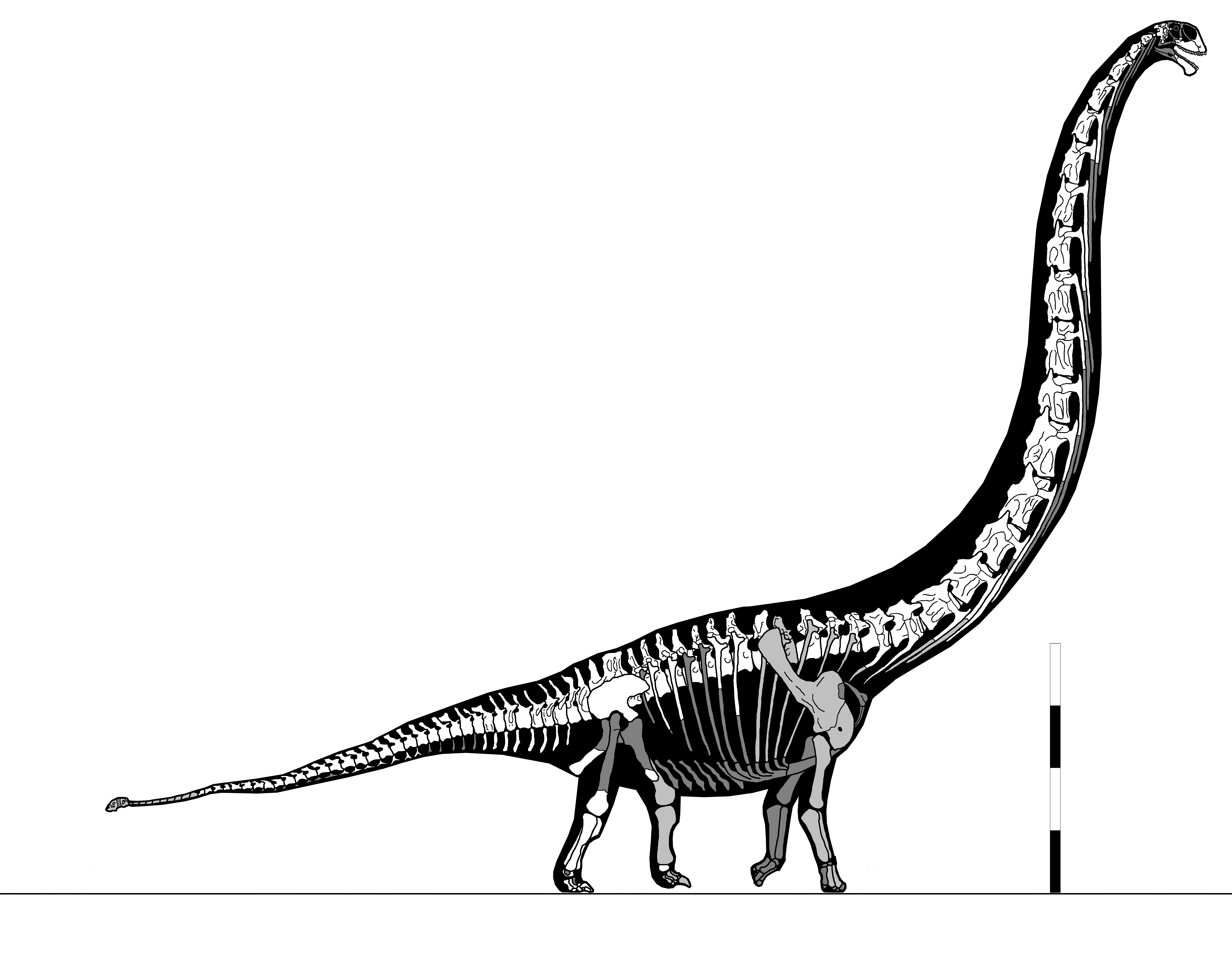
Mamenchisaurus

In China evolueerde de basaal eusauropode groep van de Mamenchisauridae. Deze vormen hadden extreem langwerpige nekken, tot wel zeventien meter lang, de langste die ooit in het dierenrijk zijn aangetroffen. Ze hadden daarmee ook een zeer aanzienlijke lichaamslengte. Hun bekken was achteraan wat naar boven geroteerd en de chevrons, de ondersteunende botten aan de onderzijde van de staart, waren sledevormig, misschien aanpassingen om op de staart te steunen tijdens het rechtopstaan om de kop zo hoog mogelijk te brengen. Een andere tactiek pasten de Turiasauria toe. Die waren zeer groot, tot wel dertig meter lang en vijftig ton zwaar, maar vergrootten hun verticaal voedingsbereik juist door zeer lange steltachtige poten.

### De Neosauropoda

Apatosaurus

Binnen de Eusauropoda splitsen tijdens de Jura de Neosauropoda zich af, de "Nieuwe Sauropoden". Deze vormen zijn vaak gigantisch groot, zozeer zelfs dat men wel gesproken heeft van een "trend" tot gigantisme bij deze groep. Fragmentarische resten, bijvoorbeeld van Amphicoelias, duiden op soorten die een lengte konden bereiken van veertig meter, een heuphoogte van acht meter en een gewicht van ruim honderd ton. Ze waren vrijwel zeker de grootste landdieren die ooit op de planeet Aarde geleefd hebben en sommige waren wellicht zwaarder dan de blauwe vinvis.
De Neosauropoda onderscheidden zich door een extreme pneumatisering van de wervels waarvan het binnenste soms vrijwel hol is of doortrokken van complexe luchtholten. De middenhand wordt nog smaller en hoger en de vingers raken gereduceerd tot stompjes. Het voorblad van het darmbeen buigt naar buiten om de brede buikholte te ondersteunen.

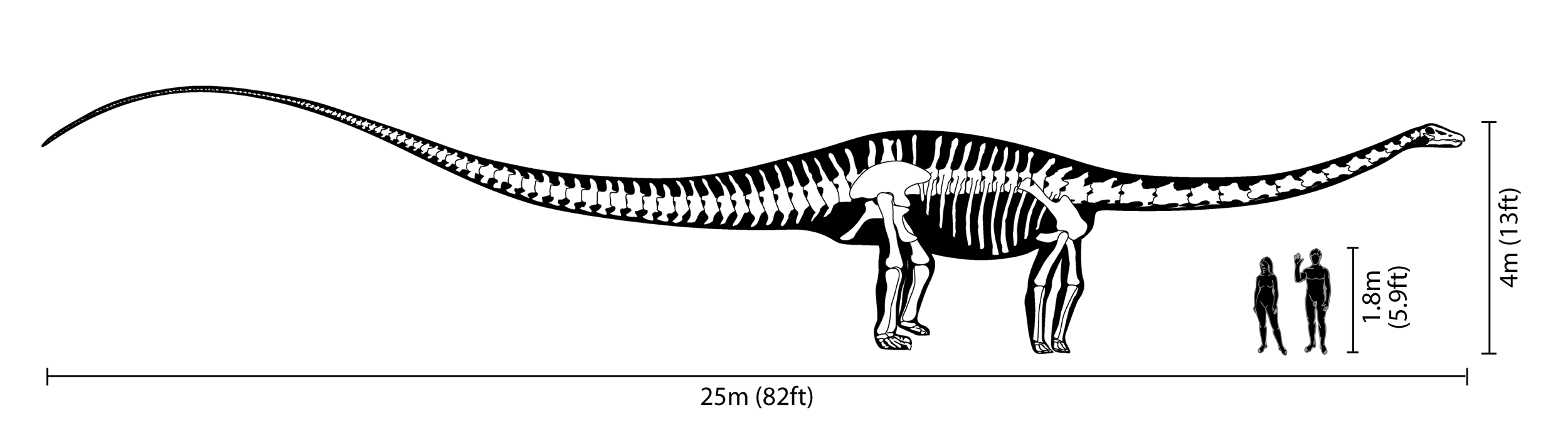
Diplodocus

Een belangrijke deelgroep zijn de Diplodocoidea. Hun neusgaten verplaatsten zich naar achteren, tot soms achter de oogkassen. De tanden werden vaak stiftvormig en beperkten zich dan tot de voorzijden van de kaken. Hun voorpoten werden korter dan de achterpoten. De nekken werden langer maar kregen kortere ribben zodat ze toch flexibel bleven. De staart was extreem lang, wellicht om als een zweep te dienen. De tak van de Diplodocidae omvat de bekende Apatosaurus en Diplodocus, met gevorkte doornuitsteeksels. Andere takken zijn de Rebbachisauridae, met een kam van lange doornuitsteeksels op de rug of extreem verbrede koppen, en de Dicraeosauridae, vrij kleine dieren met extreem lange doornuitsteeksels op de nek. Een afgeleide groep zijn de Macronaria waarbinnen de Camarasauromorpha waaronder Camarasaurus. De Macronaria hadden hoge koppen.

### De Titanosauriformes
Binnen de Macronaria kwamen, nog tijdens de Jura, de Titanosauriformes tot ontwikkeling. Deze vormen waren robuust gebouwd, met hoge voorpoten. Een beroemde soort is Giraffatitan, beter bekend als Brachiosaurus brancai, met zeer lange armen, een hoog oprijzende nek en een korte staart. Een andere tak waren de Somphospondyli.

### Krijt

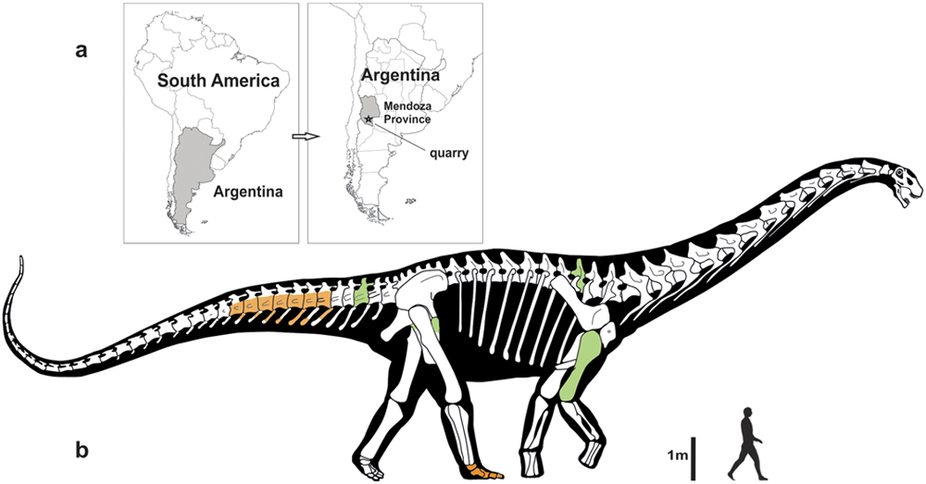
De titanosauriër Notocolossus

Tot enkele jaren geleden werd gedacht dat de sauropoden hun hoogtepunt in de Jura bereikten en toen in het vroege Krijt bijna uitstierven. Vondsten sinds de jaren tachtig tonen echter aan dat dit alleen voor Noord-Amerika geldt. Op de andere continenten bleef de vormenrijkdom welig tieren; ongeveer een vijfde van alle beschreven dinosauriërs behoort tot de sauropoden. De onderlinge verwantschap van al deze vormen is er echter niet duidelijker op geworden. Hierbij vormt het een groot probleem dat de resten vaak fragmentarisch zijn en juist de schedel, die als samensmelting van vele beenderen het meest informatief is, bij de fossielen van sauropoden vaak ontbreekt.
Binnen de Somphospondyli ontwikkelden zich de Titanosauria. Dat hadden wat vereenvoudigde wervels, beweeglijke staartbases, een breed bekken en soms een pantsering in de vorm van osteodermen, huidverbeningen. Hun schedels waren vaak langwerpig. Hun handen verloren alle vingers zodat de dieren direct op de verticale middenhanden liepen. Tijdens het vroege Krijt bleven Rebbachisauridae en Dicraeosauridae bestaan. In het late Krijt verdwenen die en bleven alleen de Titanosauria over. Dat heeft wel tot de conclusie geleid dat van de Sauropoda, gezien het uitsterven van de meeste deelgroepen, de ondergang al ingezet was. Dit is echter een illusie. Juist bij evolutionaire succesvolle diergroepen sterven vroege aftakkingen uit. Of de groep als geheel terugloopt hangt af van het tempo van soortvervanging en het ontwikkelen van nieuwe typen lichaamsbouw. De Titanosauria nu waren zeer soortenrijk en divers in morfologie. Er waren reuzen onder maar ook dwergen en ze waren zeer gevarieerd in schedelbouw. Op het eind van het Krijt waren de Sauropoda in Zuid-Amerika en Azië de dominante grote planteneters en in Afrika en India misschien zelfs de enige grote herbivoren.
De enorme lichaamsomvang van sauropoden maakte ze echter kwetsbaar voor massa-extincties die vooral grote dieren treffen. Op het eind van het Krijt, zesenzestig miljoen jaar geleden, veroorzaakte een catastrofe, de inslag van een reusachtige meteoriet, de Krijt-Paleogeengrens. Daarbij stierven alle sauropoden uit. De hypothese binnen de cryptozoölogie dat er in de bossen van het Kongogebied nog een brontosauriër zou leven, is juist hierom cryptozoölogisch (onwaarschijnlijk) dat zij uitgaat van allerlei onjuiste vooroordelen over sauropoden: dat ze in moerassen zouden leven — het waren juist uitgesproken landdieren — of dat ze niet zouden kunnen concurreren met moderne zoogdieren — er is juist geen enkel modern groot dier dat volwassen coniferen kan verteren.

## Fylogenie
Owen was in 1859 de eerste die een sauropode indeelde, Cetiosaurus in de Opisthocoelia, samen met Streptospondylus die overigens geen sauropode is. Hij zag ze als een groep krokodillen die zich onderscheidde door het bezit van wervels met een bolle voorkant. Tegenwoordig is duidelijk dat beiden dinosauriërs zijn, welke vaak zulke wervels bezitten. In 1874 gebruikte Harry Govier Seeley de naam Ceteosauria en zag de groep als dinosauriërs. In 1877 plaatste Marsh Atlantosaurus en Apatosaurus in de Atlantosauridae, de eerste sauropode "familie". Toen hij in 1878 de Sauropoda benoemde, werd dat zeker niet meteen algemeen geaccepteerd: tot ver in de twintigste eeuw zouden sommige onderzoekers de termen Opisthocoelia of Cetiosauria — nu gespeld met een "i" — blijven gebruiken.
Een mogelijke stamboom van de Sauropoda is de volgende:
|  | Omeisaurus     |
|  |                |
|  | Mamenchisaurus |
|  |                |

|                | Brachiosaurus                                              |
|                |                                                            |
| Somphospondyli | \| \| Euhelopus \| \| \| \| \| \| Titanosauria \| \| \| \| |
|                | \| \| Euhelopus \| \| \| \| \| \| Titanosauria \| \| \| \| |
|                | Euhelopus                                                  |
|                |                                                            |
|                | Titanosauria                                               |
|                |                                                            |

|  | Euhelopus    |
|  |              |
|  | Titanosauria |
|  |              |

|                | Brachiosaurus                                              |
|                |                                                            |
| Somphospondyli | \| \| Euhelopus \| \| \| \| \| \| Titanosauria \| \| \| \| |
|                | \| \| Euhelopus \| \| \| \| \| \| Titanosauria \| \| \| \| |
|                | Euhelopus                                                  |
|                |                                                            |
|                | Titanosauria                                               |
|                |                                                            |

|  | Euhelopus    |
|  |              |
|  | Titanosauria |
|  |              |

|                | Brachiosaurus                                              |
|                |                                                            |
| Somphospondyli | \| \| Euhelopus \| \| \| \| \| \| Titanosauria \| \| \| \| |
|                | \| \| Euhelopus \| \| \| \| \| \| Titanosauria \| \| \| \| |
|                | Euhelopus                                                  |
|                |                                                            |
|                | Titanosauria                                               |
|                |                                                            |

|  | Euhelopus    |
|  |              |
|  | Titanosauria |
|  |              |

|                | Brachiosaurus                                              |
|                |                                                            |
| Somphospondyli | \| \| Euhelopus \| \| \| \| \| \| Titanosauria \| \| \| \| |
|                | \| \| Euhelopus \| \| \| \| \| \| Titanosauria \| \| \| \| |
|                | Euhelopus                                                  |
|                |                                                            |
|                | Titanosauria                                               |
|                |                                                            |

|  | Euhelopus    |
|  |              |
|  | Titanosauria |
|  |              |

|                | Brachiosaurus                                              |
|                |                                                            |
| Somphospondyli | \| \| Euhelopus \| \| \| \| \| \| Titanosauria \| \| \| \| |
|                | \| \| Euhelopus \| \| \| \| \| \| Titanosauria \| \| \| \| |
|                | Euhelopus                                                  |
|                |                                                            |
|                | Titanosauria                                               |
|                |                                                            |

|  | Euhelopus    |
|  |              |
|  | Titanosauria |
|  |              |

|                | Brachiosaurus                                              |
|                |                                                            |
| Somphospondyli | \| \| Euhelopus \| \| \| \| \| \| Titanosauria \| \| \| \| |
|                | \| \| Euhelopus \| \| \| \| \| \| Titanosauria \| \| \| \| |
|                | Euhelopus                                                  |
|                |                                                            |
|                | Titanosauria                                               |
|                |                                                            |

|  | Euhelopus    |
|  |              |
|  | Titanosauria |
|  |              |

|                | Brachiosaurus                                              |
|                |                                                            |
| Somphospondyli | \| \| Euhelopus \| \| \| \| \| \| Titanosauria \| \| \| \| |
|                | \| \| Euhelopus \| \| \| \| \| \| Titanosauria \| \| \| \| |
|                | Euhelopus                                                  |
|                |                                                            |
|                | Titanosauria                                               |
|                |                                                            |

|  | Euhelopus    |
|  |              |
|  | Titanosauria |
|  |              |

|                | Brachiosaurus                                              |
|                |                                                            |
| Somphospondyli | \| \| Euhelopus \| \| \| \| \| \| Titanosauria \| \| \| \| |
|                | \| \| Euhelopus \| \| \| \| \| \| Titanosauria \| \| \| \| |
|                | Euhelopus                                                  |
|                |                                                            |
|                | Titanosauria                                               |
|                |                                                            |

|  | Euhelopus    |
|  |              |
|  | Titanosauria |
|  |              |

|  | Omeisaurus     |
|  |                |
|  | Mamenchisaurus |
|  |                |

|                | Brachiosaurus                                              |
|                |                                                            |
| Somphospondyli | \| \| Euhelopus \| \| \| \| \| \| Titanosauria \| \| \| \| |
|                | \| \| Euhelopus \| \| \| \| \| \| Titanosauria \| \| \| \| |
|                | Euhelopus                                                  |
|                |                                                            |
|                | Titanosauria                                               |
|                |                                                            |

|  | Euhelopus    |
|  |              |
|  | Titanosauria |
|  |              |

|                | Brachiosaurus                                              |
|                |                                                            |
| Somphospondyli | \| \| Euhelopus \| \| \| \| \| \| Titanosauria \| \| \| \| |
|                | \| \| Euhelopus \| \| \| \| \| \| Titanosauria \| \| \| \| |
|                | Euhelopus                                                  |
|                |                                                            |
|                | Titanosauria                                               |
|                |                                                            |

|  | Euhelopus    |
|  |              |
|  | Titanosauria |
|  |              |

|                | Brachiosaurus                                              |
|                |                                                            |
| Somphospondyli | \| \| Euhelopus \| \| \| \| \| \| Titanosauria \| \| \| \| |
|                | \| \| Euhelopus \| \| \| \| \| \| Titanosauria \| \| \| \| |
|                | Euhelopus                                                  |
|                |                                                            |
|                | Titanosauria                                               |
|                |                                                            |

|  | Euhelopus    |
|  |              |
|  | Titanosauria |
|  |              |

|                | Brachiosaurus                                              |
|                |                                                            |
| Somphospondyli | \| \| Euhelopus \| \| \| \| \| \| Titanosauria \| \| \| \| |
|                | \| \| Euhelopus \| \| \| \| \| \| Titanosauria \| \| \| \| |
|                | Euhelopus                                                  |
|                |                                                            |
|                | Titanosauria                                               |
|                |                                                            |

|  | Euhelopus    |
|  |              |
|  | Titanosauria |
|  |              |

|                | Brachiosaurus                                              |
|                |                                                            |
| Somphospondyli | \| \| Euhelopus \| \| \| \| \| \| Titanosauria \| \| \| \| |
|                | \| \| Euhelopus \| \| \| \| \| \| Titanosauria \| \| \| \| |
|                | Euhelopus                                                  |
|                |                                                            |
|                | Titanosauria                                               |
|                |                                                            |

|  | Euhelopus    |
|  |              |
|  | Titanosauria |
|  |              |

|                | Brachiosaurus                                              |
|                |                                                            |
| Somphospondyli | \| \| Euhelopus \| \| \| \| \| \| Titanosauria \| \| \| \| |
|                | \| \| Euhelopus \| \| \| \| \| \| Titanosauria \| \| \| \| |
|                | Euhelopus                                                  |
|                |                                                            |
|                | Titanosauria                                               |
|                |                                                            |

|  | Euhelopus    |
|  |              |
|  | Titanosauria |
|  |              |

|                | Brachiosaurus                                              |
|                |                                                            |
| Somphospondyli | \| \| Euhelopus \| \| \| \| \| \| Titanosauria \| \| \| \| |
|                | \| \| Euhelopus \| \| \| \| \| \| Titanosauria \| \| \| \| |
|                | Euhelopus                                                  |
|                |                                                            |
|                | Titanosauria                                               |
|                |                                                            |

|  | Euhelopus    |
|  |              |
|  | Titanosauria |
|  |              |

|                | Brachiosaurus                                              |
|                |                                                            |
| Somphospondyli | \| \| Euhelopus \| \| \| \| \| \| Titanosauria \| \| \| \| |
|                | \| \| Euhelopus \| \| \| \| \| \| Titanosauria \| \| \| \| |
|                | Euhelopus                                                  |
|                |                                                            |
|                | Titanosauria                                               |
|                |                                                            |

|  | Euhelopus    |
|  |              |
|  | Titanosauria |
|  |              |

|  | Omeisaurus     |
|  |                |
|  | Mamenchisaurus |
|  |                |

|                | Brachiosaurus                                              |
|                |                                                            |
| Somphospondyli | \| \| Euhelopus \| \| \| \| \| \| Titanosauria \| \| \| \| |
|                | \| \| Euhelopus \| \| \| \| \| \| Titanosauria \| \| \| \| |
|                | Euhelopus                                                  |
|                |                                                            |
|                | Titanosauria                                               |
|                |                                                            |

|  | Euhelopus    |
|  |              |
|  | Titanosauria |
|  |              |

|                | Brachiosaurus                                              |
|                |                                                            |
| Somphospondyli | \| \| Euhelopus \| \| \| \| \| \| Titanosauria \| \| \| \| |
|                | \| \| Euhelopus \| \| \| \| \| \| Titanosauria \| \| \| \| |
|                | Euhelopus                                                  |
|                |                                                            |
|                | Titanosauria                                               |
|                |                                                            |

|  | Euhelopus    |
|  |              |
|  | Titanosauria |
|  |              |

|                | Brachiosaurus                                              |
|                |                                                            |
| Somphospondyli | \| \| Euhelopus \| \| \| \| \| \| Titanosauria \| \| \| \| |
|                | \| \| Euhelopus \| \| \| \| \| \| Titanosauria \| \| \| \| |
|                | Euhelopus                                                  |
|                |                                                            |
|                | Titanosauria                                               |
|                |                                                            |

|  | Euhelopus    |
|  |              |
|  | Titanosauria |
|  |              |

|                | Brachiosaurus                                              |
|                |                                                            |
| Somphospondyli | \| \| Euhelopus \| \| \| \| \| \| Titanosauria \| \| \| \| |
|                | \| \| Euhelopus \| \| \| \| \| \| Titanosauria \| \| \| \| |
|                | Euhelopus                                                  |
|                |                                                            |
|                | Titanosauria                                               |
|                |                                                            |

|  | Euhelopus    |
|  |              |
|  | Titanosauria |
|  |              |

|                | Brachiosaurus                                              |
|                |                                                            |
| Somphospondyli | \| \| Euhelopus \| \| \| \| \| \| Titanosauria \| \| \| \| |
|                | \| \| Euhelopus \| \| \| \| \| \| Titanosauria \| \| \| \| |
|                | Euhelopus                                                  |
|                |                                                            |
|                | Titanosauria                                               |
|                |                                                            |

|  | Euhelopus    |
|  |              |
|  | Titanosauria |
|  |              |

|                | Brachiosaurus                                              |
|                |                                                            |
| Somphospondyli | \| \| Euhelopus \| \| \| \| \| \| Titanosauria \| \| \| \| |
|                | \| \| Euhelopus \| \| \| \| \| \| Titanosauria \| \| \| \| |
|                | Euhelopus                                                  |
|                |                                                            |
|                | Titanosauria                                               |
|                |                                                            |

|  | Euhelopus    |
|  |              |
|  | Titanosauria |
|  |              |

|                | Brachiosaurus                                              |
|                |                                                            |
| Somphospondyli | \| \| Euhelopus \| \| \| \| \| \| Titanosauria \| \| \| \| |
|                | \| \| Euhelopus \| \| \| \| \| \| Titanosauria \| \| \| \| |
|                | Euhelopus                                                  |
|                |                                                            |
|                | Titanosauria                                               |
|                |                                                            |

|  | Euhelopus    |
|  |              |
|  | Titanosauria |
|  |              |

|                | Brachiosaurus                                              |
|                |                                                            |
| Somphospondyli | \| \| Euhelopus \| \| \| \| \| \| Titanosauria \| \| \| \| |
|                | \| \| Euhelopus \| \| \| \| \| \| Titanosauria \| \| \| \| |
|                | Euhelopus                                                  |
|                |                                                            |
|                | Titanosauria                                               |
|                |                                                            |

|  | Euhelopus    |
|  |              |
|  | Titanosauria |
|  |              |

|  | Omeisaurus     |
|  |                |
|  | Mamenchisaurus |
|  |                |

|                | Brachiosaurus                                              |
|                |                                                            |
| Somphospondyli | \| \| Euhelopus \| \| \| \| \| \| Titanosauria \| \| \| \| |
|                | \| \| Euhelopus \| \| \| \| \| \| Titanosauria \| \| \| \| |
|                | Euhelopus                                                  |
|                |                                                            |
|                | Titanosauria                                               |
|                |                                                            |

|  | Euhelopus    |
|  |              |
|  | Titanosauria |
|  |              |

|                | Brachiosaurus                                              |
|                |                                                            |
| Somphospondyli | \| \| Euhelopus \| \| \| \| \| \| Titanosauria \| \| \| \| |
|                | \| \| Euhelopus \| \| \| \| \| \| Titanosauria \| \| \| \| |
|                | Euhelopus                                                  |
|                |                                                            |
|                | Titanosauria                                               |
|                |                                                            |

|  | Euhelopus    |
|  |              |
|  | Titanosauria |
|  |              |

|                | Brachiosaurus                                              |
|                |                                                            |
| Somphospondyli | \| \| Euhelopus \| \| \| \| \| \| Titanosauria \| \| \| \| |
|                | \| \| Euhelopus \| \| \| \| \| \| Titanosauria \| \| \| \| |
|                | Euhelopus                                                  |
|                |                                                            |
|                | Titanosauria                                               |
|                |                                                            |

|  | Euhelopus    |
|  |              |
|  | Titanosauria |
|  |              |

|                | Brachiosaurus                                              |
|                |                                                            |
| Somphospondyli | \| \| Euhelopus \| \| \| \| \| \| Titanosauria \| \| \| \| |
|                | \| \| Euhelopus \| \| \| \| \| \| Titanosauria \| \| \| \| |
|                | Euhelopus                                                  |
|                |                                                            |
|                | Titanosauria                                               |
|                |                                                            |

|  | Euhelopus    |
|  |              |
|  | Titanosauria |
|  |              |

|                | Brachiosaurus                                              |
|                |                                                            |
| Somphospondyli | \| \| Euhelopus \| \| \| \| \| \| Titanosauria \| \| \| \| |
|                | \| \| Euhelopus \| \| \| \| \| \| Titanosauria \| \| \| \| |
|                | Euhelopus                                                  |
|                |                                                            |
|                | Titanosauria                                               |
|                |                                                            |

|  | Euhelopus    |
|  |              |
|  | Titanosauria |
|  |              |

|                | Brachiosaurus                                              |
|                |                                                            |
| Somphospondyli | \| \| Euhelopus \| \| \| \| \| \| Titanosauria \| \| \| \| |
|                | \| \| Euhelopus \| \| \| \| \| \| Titanosauria \| \| \| \| |
|                | Euhelopus                                                  |
|                |                                                            |
|                | Titanosauria                                               |
|                |                                                            |

|  | Euhelopus    |
|  |              |
|  | Titanosauria |
|  |              |

|                | Brachiosaurus                                              |
|                |                                                            |
| Somphospondyli | \| \| Euhelopus \| \| \| \| \| \| Titanosauria \| \| \| \| |
|                | \| \| Euhelopus \| \| \| \| \| \| Titanosauria \| \| \| \| |
|                | Euhelopus                                                  |
|                |                                                            |
|                | Titanosauria                                               |
|                |                                                            |

|  | Euhelopus    |
|  |              |
|  | Titanosauria |
|  |              |

|                | Brachiosaurus                                              |
|                |                                                            |
| Somphospondyli | \| \| Euhelopus \| \| \| \| \| \| Titanosauria \| \| \| \| |
|                | \| \| Euhelopus \| \| \| \| \| \| Titanosauria \| \| \| \| |
|                | Euhelopus                                                  |
|                |                                                            |
|                | Titanosauria                                               |
|                |                                                            |

|  | Euhelopus    |
|  |              |
|  | Titanosauria |
|  |              |

|  | Omeisaurus     |
|  |                |
|  | Mamenchisaurus |
|  |                |

|                | Brachiosaurus                                              |
|                |                                                            |
| Somphospondyli | \| \| Euhelopus \| \| \| \| \| \| Titanosauria \| \| \| \| |
|                | \| \| Euhelopus \| \| \| \| \| \| Titanosauria \| \| \| \| |
|                | Euhelopus                                                  |
|                |                                                            |
|                | Titanosauria                                               |
|                |                                                            |

|  | Euhelopus    |
|  |              |
|  | Titanosauria |
|  |              |

|                | Brachiosaurus                                              |
|                |                                                            |
| Somphospondyli | \| \| Euhelopus \| \| \| \| \| \| Titanosauria \| \| \| \| |
|                | \| \| Euhelopus \| \| \| \| \| \| Titanosauria \| \| \| \| |
|                | Euhelopus                                                  |
|                |                                                            |
|                | Titanosauria                                               |
|                |                                                            |

|  | Euhelopus    |
|  |              |
|  | Titanosauria |
|  |              |

|                | Brachiosaurus                                              |
|                |                                                            |
| Somphospondyli | \| \| Euhelopus \| \| \| \| \| \| Titanosauria \| \| \| \| |
|                | \| \| Euhelopus \| \| \| \| \| \| Titanosauria \| \| \| \| |
|                | Euhelopus                                                  |
|                |                                                            |
|                | Titanosauria                                               |
|                |                                                            |

|  | Euhelopus    |
|  |              |
|  | Titanosauria |
|  |              |

|                | Brachiosaurus                                              |
|                |                                                            |
| Somphospondyli | \| \| Euhelopus \| \| \| \| \| \| Titanosauria \| \| \| \| |
|                | \| \| Euhelopus \| \| \| \| \| \| Titanosauria \| \| \| \| |
|                | Euhelopus                                                  |
|                |                                                            |
|                | Titanosauria                                               |
|                |                                                            |

|  | Euhelopus    |
|  |              |
|  | Titanosauria |
|  |              |

|                | Brachiosaurus                                              |
|                |                                                            |
| Somphospondyli | \| \| Euhelopus \| \| \| \| \| \| Titanosauria \| \| \| \| |
|                | \| \| Euhelopus \| \| \| \| \| \| Titanosauria \| \| \| \| |
|                | Euhelopus                                                  |
|                |                                                            |
|                | Titanosauria                                               |
|                |                                                            |

|  | Euhelopus    |
|  |              |
|  | Titanosauria |
|  |              |

|                | Brachiosaurus                                              |
|                |                                                            |
| Somphospondyli | \| \| Euhelopus \| \| \| \| \| \| Titanosauria \| \| \| \| |
|                | \| \| Euhelopus \| \| \| \| \| \| Titanosauria \| \| \| \| |
|                | Euhelopus                                                  |
|                |                                                            |
|                | Titanosauria                                               |
|                |                                                            |

|  | Euhelopus    |
|  |              |
|  | Titanosauria |
|  |              |

|                | Brachiosaurus                                              |
|                |                                                            |
| Somphospondyli | \| \| Euhelopus \| \| \| \| \| \| Titanosauria \| \| \| \| |
|                | \| \| Euhelopus \| \| \| \| \| \| Titanosauria \| \| \| \| |
|                | Euhelopus                                                  |
|                |                                                            |
|                | Titanosauria                                               |
|                |                                                            |

|  | Euhelopus    |
|  |              |
|  | Titanosauria |
|  |              |

|                | Brachiosaurus                                              |
|                |                                                            |
| Somphospondyli | \| \| Euhelopus \| \| \| \| \| \| Titanosauria \| \| \| \| |
|                | \| \| Euhelopus \| \| \| \| \| \| Titanosauria \| \| \| \| |
|                | Euhelopus                                                  |
|                |                                                            |
|                | Titanosauria                                               |
|                |                                                            |

|  | Euhelopus    |
|  |              |
|  | Titanosauria |
|  |              |

|  | Omeisaurus     |
|  |                |
|  | Mamenchisaurus |
|  |                |

|                | Brachiosaurus                                              |
|                |                                                            |
| Somphospondyli | \| \| Euhelopus \| \| \| \| \| \| Titanosauria \| \| \| \| |
|                | \| \| Euhelopus \| \| \| \| \| \| Titanosauria \| \| \| \| |
|                | Euhelopus                                                  |
|                |                                                            |
|                | Titanosauria                                               |
|                |                                                            |

|  | Euhelopus    |
|  |              |
|  | Titanosauria |
|  |              |

|                | Brachiosaurus                                              |
|                |                                                            |
| Somphospondyli | \| \| Euhelopus \| \| \| \| \| \| Titanosauria \| \| \| \| |
|                | \| \| Euhelopus \| \| \| \| \| \| Titanosauria \| \| \| \| |
|                | Euhelopus                                                  |
|                |                                                            |
|                | Titanosauria                                               |
|                |                                                            |

|  | Euhelopus    |
|  |              |
|  | Titanosauria |
|  |              |

|                | Brachiosaurus                                              |
|                |                                                            |
| Somphospondyli | \| \| Euhelopus \| \| \| \| \| \| Titanosauria \| \| \| \| |
|                | \| \| Euhelopus \| \| \| \| \| \| Titanosauria \| \| \| \| |
|                | Euhelopus                                                  |
|                |                                                            |
|                | Titanosauria                                               |
|                |                                                            |

|  | Euhelopus    |
|  |              |
|  | Titanosauria |
|  |              |

|                | Brachiosaurus                                              |
|                |                                                            |
| Somphospondyli | \| \| Euhelopus \| \| \| \| \| \| Titanosauria \| \| \| \| |
|                | \| \| Euhelopus \| \| \| \| \| \| Titanosauria \| \| \| \| |
|                | Euhelopus                                                  |
|                |                                                            |
|                | Titanosauria                                               |
|                |                                                            |

|  | Euhelopus    |
|  |              |
|  | Titanosauria |
|  |              |

|                | Brachiosaurus                                              |
|                |                                                            |
| Somphospondyli | \| \| Euhelopus \| \| \| \| \| \| Titanosauria \| \| \| \| |
|                | \| \| Euhelopus \| \| \| \| \| \| Titanosauria \| \| \| \| |
|                | Euhelopus                                                  |
|                |                                                            |
|                | Titanosauria                                               |
|                |                                                            |

|  | Euhelopus    |
|  |              |
|  | Titanosauria |
|  |              |

|                | Brachiosaurus                                              |
|                |                                                            |
| Somphospondyli | \| \| Euhelopus \| \| \| \| \| \| Titanosauria \| \| \| \| |
|                | \| \| Euhelopus \| \| \| \| \| \| Titanosauria \| \| \| \| |
|                | Euhelopus                                                  |
|                |                                                            |
|                | Titanosauria                                               |
|                |                                                            |

|  | Euhelopus    |
|  |              |
|  | Titanosauria |
|  |              |

|                | Brachiosaurus                                              |
|                |                                                            |
| Somphospondyli | \| \| Euhelopus \| \| \| \| \| \| Titanosauria \| \| \| \| |
|                | \| \| Euhelopus \| \| \| \| \| \| Titanosauria \| \| \| \| |
|                | Euhelopus                                                  |
|                |                                                            |
|                | Titanosauria                                               |
|                |                                                            |

|  | Euhelopus    |
|  |              |
|  | Titanosauria |
|  |              |

|                | Brachiosaurus                                              |
|                |                                                            |
| Somphospondyli | \| \| Euhelopus \| \| \| \| \| \| Titanosauria \| \| \| \| |
|                | \| \| Euhelopus \| \| \| \| \| \| Titanosauria \| \| \| \| |
|                | Euhelopus                                                  |
|                |                                                            |
|                | Titanosauria                                               |
|                |                                                            |

|  | Euhelopus    |
|  |              |
|  | Titanosauria |
|  |              |

|  | Omeisaurus     |
|  |                |
|  | Mamenchisaurus |
|  |                |

|                | Brachiosaurus                                              |
|                |                                                            |
| Somphospondyli | \| \| Euhelopus \| \| \| \| \| \| Titanosauria \| \| \| \| |
|                | \| \| Euhelopus \| \| \| \| \| \| Titanosauria \| \| \| \| |
|                | Euhelopus                                                  |
|                |                                                            |
|                | Titanosauria                                               |
|                |                                                            |

|  | Euhelopus    |
|  |              |
|  | Titanosauria |
|  |              |

|                | Brachiosaurus                                              |
|                |                                                            |
| Somphospondyli | \| \| Euhelopus \| \| \| \| \| \| Titanosauria \| \| \| \| |
|                | \| \| Euhelopus \| \| \| \| \| \| Titanosauria \| \| \| \| |
|                | Euhelopus                                                  |
|                |                                                            |
|                | Titanosauria                                               |
|                |                                                            |

|  | Euhelopus    |
|  |              |
|  | Titanosauria |
|  |              |

|                | Brachiosaurus                                              |
|                |                                                            |
| Somphospondyli | \| \| Euhelopus \| \| \| \| \| \| Titanosauria \| \| \| \| |
|                | \| \| Euhelopus \| \| \| \| \| \| Titanosauria \| \| \| \| |
|                | Euhelopus                                                  |
|                |                                                            |
|                | Titanosauria                                               |
|                |                                                            |

|  | Euhelopus    |
|  |              |
|  | Titanosauria |
|  |              |

|                | Brachiosaurus                                              |
|                |                                                            |
| Somphospondyli | \| \| Euhelopus \| \| \| \| \| \| Titanosauria \| \| \| \| |
|                | \| \| Euhelopus \| \| \| \| \| \| Titanosauria \| \| \| \| |
|                | Euhelopus                                                  |
|                |                                                            |
|                | Titanosauria                                               |
|                |                                                            |

|  | Euhelopus    |
|  |              |
|  | Titanosauria |
|  |              |

|                | Brachiosaurus                                              |
|                |                                                            |
| Somphospondyli | \| \| Euhelopus \| \| \| \| \| \| Titanosauria \| \| \| \| |
|                | \| \| Euhelopus \| \| \| \| \| \| Titanosauria \| \| \| \| |
|                | Euhelopus                                                  |
|                |                                                            |
|                | Titanosauria                                               |
|                |                                                            |

|  | Euhelopus    |
|  |              |
|  | Titanosauria |
|  |              |

|                | Brachiosaurus                                              |
|                |                                                            |
| Somphospondyli | \| \| Euhelopus \| \| \| \| \| \| Titanosauria \| \| \| \| |
|                | \| \| Euhelopus \| \| \| \| \| \| Titanosauria \| \| \| \| |
|                | Euhelopus                                                  |
|                |                                                            |
|                | Titanosauria                                               |
|                |                                                            |

|  | Euhelopus    |
|  |              |
|  | Titanosauria |
|  |              |

|                | Brachiosaurus                                              |
|                |                                                            |
| Somphospondyli | \| \| Euhelopus \| \| \| \| \| \| Titanosauria \| \| \| \| |
|                | \| \| Euhelopus \| \| \| \| \| \| Titanosauria \| \| \| \| |
|                | Euhelopus                                                  |
|                |                                                            |
|                | Titanosauria                                               |
|                |                                                            |

|  | Euhelopus    |
|  |              |
|  | Titanosauria |
|  |              |

|                | Brachiosaurus                                              |
|                |                                                            |
| Somphospondyli | \| \| Euhelopus \| \| \| \| \| \| Titanosauria \| \| \| \| |
|                | \| \| Euhelopus \| \| \| \| \| \| Titanosauria \| \| \| \| |
|                | Euhelopus                                                  |
|                |                                                            |
|                | Titanosauria                                               |
|                |                                                            |

|  | Euhelopus    |
|  |              |
|  | Titanosauria |
|  |              |

|  | Omeisaurus     |
|  |                |
|  | Mamenchisaurus |
|  |                |

|                | Brachiosaurus                                              |
|                |                                                            |
| Somphospondyli | \| \| Euhelopus \| \| \| \| \| \| Titanosauria \| \| \| \| |
|                | \| \| Euhelopus \| \| \| \| \| \| Titanosauria \| \| \| \| |
|                | Euhelopus                                                  |
|                |                                                            |
|                | Titanosauria                                               |
|                |                                                            |

|  | Euhelopus    |
|  |              |
|  | Titanosauria |
|  |              |

|                | Brachiosaurus                                              |
|                |                                                            |
| Somphospondyli | \| \| Euhelopus \| \| \| \| \| \| Titanosauria \| \| \| \| |
|                | \| \| Euhelopus \| \| \| \| \| \| Titanosauria \| \| \| \| |
|                | Euhelopus                                                  |
|                |                                                            |
|                | Titanosauria                                               |
|                |                                                            |

|  | Euhelopus    |
|  |              |
|  | Titanosauria |
|  |              |

|                | Brachiosaurus                                              |
|                |                                                            |
| Somphospondyli | \| \| Euhelopus \| \| \| \| \| \| Titanosauria \| \| \| \| |
|                | \| \| Euhelopus \| \| \| \| \| \| Titanosauria \| \| \| \| |
|                | Euhelopus                                                  |
|                |                                                            |
|                | Titanosauria                                               |
|                |                                                            |

|  | Euhelopus    |
|  |              |
|  | Titanosauria |
|  |              |

|                | Brachiosaurus                                              |
|                |                                                            |
| Somphospondyli | \| \| Euhelopus \| \| \| \| \| \| Titanosauria \| \| \| \| |
|                | \| \| Euhelopus \| \| \| \| \| \| Titanosauria \| \| \| \| |
|                | Euhelopus                                                  |
|                |                                                            |
|                | Titanosauria                                               |
|                |                                                            |

|  | Euhelopus    |
|  |              |
|  | Titanosauria |
|  |              |

|                | Brachiosaurus                                              |
|                |                                                            |
| Somphospondyli | \| \| Euhelopus \| \| \| \| \| \| Titanosauria \| \| \| \| |
|                | \| \| Euhelopus \| \| \| \| \| \| Titanosauria \| \| \| \| |
|                | Euhelopus                                                  |
|                |                                                            |
|                | Titanosauria                                               |
|                |                                                            |

|  | Euhelopus    |
|  |              |
|  | Titanosauria |
|  |              |

|                | Brachiosaurus                                              |
|                |                                                            |
| Somphospondyli | \| \| Euhelopus \| \| \| \| \| \| Titanosauria \| \| \| \| |
|                | \| \| Euhelopus \| \| \| \| \| \| Titanosauria \| \| \| \| |
|                | Euhelopus                                                  |
|                |                                                            |
|                | Titanosauria                                               |
|                |                                                            |

|  | Euhelopus    |
|  |              |
|  | Titanosauria |
|  |              |

|                | Brachiosaurus                                              |
|                |                                                            |
| Somphospondyli | \| \| Euhelopus \| \| \| \| \| \| Titanosauria \| \| \| \| |
|                | \| \| Euhelopus \| \| \| \| \| \| Titanosauria \| \| \| \| |
|                | Euhelopus                                                  |
|                |                                                            |
|                | Titanosauria                                               |
|                |                                                            |

|  | Euhelopus    |
|  |              |
|  | Titanosauria |
|  |              |

|                | Brachiosaurus                                              |
|                |                                                            |
| Somphospondyli | \| \| Euhelopus \| \| \| \| \| \| Titanosauria \| \| \| \| |
|                | \| \| Euhelopus \| \| \| \| \| \| Titanosauria \| \| \| \| |
|                | Euhelopus                                                  |
|                |                                                            |
|                | Titanosauria                                               |
|                |                                                            |

|  | Euhelopus    |
|  |              |
|  | Titanosauria |
|  |              |

|  | Omeisaurus     |
|  |                |
|  | Mamenchisaurus |
|  |                |

|                | Brachiosaurus                                              |
|                |                                                            |
| Somphospondyli | \| \| Euhelopus \| \| \| \| \| \| Titanosauria \| \| \| \| |
|                | \| \| Euhelopus \| \| \| \| \| \| Titanosauria \| \| \| \| |
|                | Euhelopus                                                  |
|                |                                                            |
|                | Titanosauria                                               |
|                |                                                            |

|  | Euhelopus    |
|  |              |
|  | Titanosauria |
|  |              |

|                | Brachiosaurus                                              |
|                |                                                            |
| Somphospondyli | \| \| Euhelopus \| \| \| \| \| \| Titanosauria \| \| \| \| |
|                | \| \| Euhelopus \| \| \| \| \| \| Titanosauria \| \| \| \| |
|                | Euhelopus                                                  |
|                |                                                            |
|                | Titanosauria                                               |
|                |                                                            |

|  | Euhelopus    |
|  |              |
|  | Titanosauria |
|  |              |

|                | Brachiosaurus                                              |
|                |                                                            |
| Somphospondyli | \| \| Euhelopus \| \| \| \| \| \| Titanosauria \| \| \| \| |
|                | \| \| Euhelopus \| \| \| \| \| \| Titanosauria \| \| \| \| |
|                | Euhelopus                                                  |
|                |                                                            |
|                | Titanosauria                                               |
|                |                                                            |

|  | Euhelopus    |
|  |              |
|  | Titanosauria |
|  |              |

|                | Brachiosaurus                                              |
|                |                                                            |
| Somphospondyli | \| \| Euhelopus \| \| \| \| \| \| Titanosauria \| \| \| \| |
|                | \| \| Euhelopus \| \| \| \| \| \| Titanosauria \| \| \| \| |
|                | Euhelopus                                                  |
|                |                                                            |
|                | Titanosauria                                               |
|                |                                                            |

|  | Euhelopus    |
|  |              |
|  | Titanosauria |
|  |              |

|                | Brachiosaurus                                              |
|                |                                                            |
| Somphospondyli | \| \| Euhelopus \| \| \| \| \| \| Titanosauria \| \| \| \| |
|                | \| \| Euhelopus \| \| \| \| \| \| Titanosauria \| \| \| \| |
|                | Euhelopus                                                  |
|                |                                                            |
|                | Titanosauria                                               |
|                |                                                            |

|  | Euhelopus    |
|  |              |
|  | Titanosauria |
|  |              |

|                | Brachiosaurus                                              |
|                |                                                            |
| Somphospondyli | \| \| Euhelopus \| \| \| \| \| \| Titanosauria \| \| \| \| |
|                | \| \| Euhelopus \| \| \| \| \| \| Titanosauria \| \| \| \| |
|                | Euhelopus                                                  |
|                |                                                            |
|                | Titanosauria                                               |
|                |                                                            |

|  | Euhelopus    |
|  |              |
|  | Titanosauria |
|  |              |

|                | Brachiosaurus                                              |
|                |                                                            |
| Somphospondyli | \| \| Euhelopus \| \| \| \| \| \| Titanosauria \| \| \| \| |
|                | \| \| Euhelopus \| \| \| \| \| \| Titanosauria \| \| \| \| |
|                | Euhelopus                                                  |
|                |                                                            |
|                | Titanosauria                                               |
|                |                                                            |

|  | Euhelopus    |
|  |              |
|  | Titanosauria |
|  |              |

|                | Brachiosaurus                                              |
|                |                                                            |
| Somphospondyli | \| \| Euhelopus \| \| \| \| \| \| Titanosauria \| \| \| \| |
|                | \| \| Euhelopus \| \| \| \| \| \| Titanosauria \| \| \| \| |
|                | Euhelopus                                                  |
|                |                                                            |
|                | Titanosauria                                               |
|                |                                                            |

|  | Euhelopus    |
|  |              |
|  | Titanosauria |
|  |              |

|  | Omeisaurus     |
|  |                |
|  | Mamenchisaurus |
|  |                |

|                | Brachiosaurus                                              |
|                |                                                            |
| Somphospondyli | \| \| Euhelopus \| \| \| \| \| \| Titanosauria \| \| \| \| |
|                | \| \| Euhelopus \| \| \| \| \| \| Titanosauria \| \| \| \| |
|                | Euhelopus                                                  |
|                |                                                            |
|                | Titanosauria                                               |
|                |                                                            |

|  | Euhelopus    |
|  |              |
|  | Titanosauria |
|  |              |

|                | Brachiosaurus                                              |
|                |                                                            |
| Somphospondyli | \| \| Euhelopus \| \| \| \| \| \| Titanosauria \| \| \| \| |
|                | \| \| Euhelopus \| \| \| \| \| \| Titanosauria \| \| \| \| |
|                | Euhelopus                                                  |
|                |                                                            |
|                | Titanosauria                                               |
|                |                                                            |

|  | Euhelopus    |
|  |              |
|  | Titanosauria |
|  |              |

|                | Brachiosaurus                                              |
|                |                                                            |
| Somphospondyli | \| \| Euhelopus \| \| \| \| \| \| Titanosauria \| \| \| \| |
|                | \| \| Euhelopus \| \| \| \| \| \| Titanosauria \| \| \| \| |
|                | Euhelopus                                                  |
|                |                                                            |
|                | Titanosauria                                               |
|                |                                                            |

|  | Euhelopus    |
|  |              |
|  | Titanosauria |
|  |              |

|                | Brachiosaurus                                              |
|                |                                                            |
| Somphospondyli | \| \| Euhelopus \| \| \| \| \| \| Titanosauria \| \| \| \| |
|                | \| \| Euhelopus \| \| \| \| \| \| Titanosauria \| \| \| \| |
|                | Euhelopus                                                  |
|                |                                                            |
|                | Titanosauria                                               |
|                |                                                            |

|  | Euhelopus    |
|  |              |
|  | Titanosauria |
|  |              |

|                | Brachiosaurus                                              |
|                |                                                            |
| Somphospondyli | \| \| Euhelopus \| \| \| \| \| \| Titanosauria \| \| \| \| |
|                | \| \| Euhelopus \| \| \| \| \| \| Titanosauria \| \| \| \| |
|                | Euhelopus                                                  |
|                |                                                            |
|                | Titanosauria                                               |
|                |                                                            |

|  | Euhelopus    |
|  |              |
|  | Titanosauria |
|  |              |

|                | Brachiosaurus                                              |
|                |                                                            |
| Somphospondyli | \| \| Euhelopus \| \| \| \| \| \| Titanosauria \| \| \| \| |
|                | \| \| Euhelopus \| \| \| \| \| \| Titanosauria \| \| \| \| |
|                | Euhelopus                                                  |
|                |                                                            |
|                | Titanosauria                                               |
|                |                                                            |

|  | Euhelopus    |
|  |              |
|  | Titanosauria |
|  |              |

|                | Brachiosaurus                                              |
|                |                                                            |
| Somphospondyli | \| \| Euhelopus \| \| \| \| \| \| Titanosauria \| \| \| \| |
|                | \| \| Euhelopus \| \| \| \| \| \| Titanosauria \| \| \| \| |
|                | Euhelopus                                                  |
|                |                                                            |
|                | Titanosauria                                               |
|                |                                                            |

|  | Euhelopus    |
|  |              |
|  | Titanosauria |
|  |              |

|                | Brachiosaurus                                              |
|                |                                                            |
| Somphospondyli | \| \| Euhelopus \| \| \| \| \| \| Titanosauria \| \| \| \| |
|                | \| \| Euhelopus \| \| \| \| \| \| Titanosauria \| \| \| \| |
|                | Euhelopus                                                  |
|                |                                                            |
|                | Titanosauria                                               |
|                |                                                            |

|  | Euhelopus    |
|  |              |
|  | Titanosauria |
|  |              |

|  | Omeisaurus     |
|  |                |
|  | Mamenchisaurus |
|  |                |

|                | Brachiosaurus                                              |
|                |                                                            |
| Somphospondyli | \| \| Euhelopus \| \| \| \| \| \| Titanosauria \| \| \| \| |
|                | \| \| Euhelopus \| \| \| \| \| \| Titanosauria \| \| \| \| |
|                | Euhelopus                                                  |
|                |                                                            |
|                | Titanosauria                                               |
|                |                                                            |

|  | Euhelopus    |
|  |              |
|  | Titanosauria |
|  |              |

|                | Brachiosaurus                                              |
|                |                                                            |
| Somphospondyli | \| \| Euhelopus \| \| \| \| \| \| Titanosauria \| \| \| \| |
|                | \| \| Euhelopus \| \| \| \| \| \| Titanosauria \| \| \| \| |
|                | Euhelopus                                                  |
|                |                                                            |
|                | Titanosauria                                               |
|                |                                                            |

|  | Euhelopus    |
|  |              |
|  | Titanosauria |
|  |              |

|                | Brachiosaurus                                              |
|                |                                                            |
| Somphospondyli | \| \| Euhelopus \| \| \| \| \| \| Titanosauria \| \| \| \| |
|                | \| \| Euhelopus \| \| \| \| \| \| Titanosauria \| \| \| \| |
|                | Euhelopus                                                  |
|                |                                                            |
|                | Titanosauria                                               |
|                |                                                            |

|  | Euhelopus    |
|  |              |
|  | Titanosauria |
|  |              |

|                | Brachiosaurus                                              |
|                |                                                            |
| Somphospondyli | \| \| Euhelopus \| \| \| \| \| \| Titanosauria \| \| \| \| |
|                | \| \| Euhelopus \| \| \| \| \| \| Titanosauria \| \| \| \| |
|                | Euhelopus                                                  |
|                |                                                            |
|                | Titanosauria                                               |
|                |                                                            |

|  | Euhelopus    |
|  |              |
|  | Titanosauria |
|  |              |

|                | Brachiosaurus                                              |
|                |                                                            |
| Somphospondyli | \| \| Euhelopus \| \| \| \| \| \| Titanosauria \| \| \| \| |
|                | \| \| Euhelopus \| \| \| \| \| \| Titanosauria \| \| \| \| |
|                | Euhelopus                                                  |
|                |                                                            |
|                | Titanosauria                                               |
|                |                                                            |

|  | Euhelopus    |
|  |              |
|  | Titanosauria |
|  |              |

|                | Brachiosaurus                                              |
|                |                                                            |
| Somphospondyli | \| \| Euhelopus \| \| \| \| \| \| Titanosauria \| \| \| \| |
|                | \| \| Euhelopus \| \| \| \| \| \| Titanosauria \| \| \| \| |
|                | Euhelopus                                                  |
|                |                                                            |
|                | Titanosauria                                               |
|                |                                                            |

|  | Euhelopus    |
|  |              |
|  | Titanosauria |
|  |              |

|                | Brachiosaurus                                              |
|                |                                                            |
| Somphospondyli | \| \| Euhelopus \| \| \| \| \| \| Titanosauria \| \| \| \| |
|                | \| \| Euhelopus \| \| \| \| \| \| Titanosauria \| \| \| \| |
|                | Euhelopus                                                  |
|                |                                                            |
|                | Titanosauria                                               |
|                |                                                            |

|  | Euhelopus    |
|  |              |
|  | Titanosauria |
|  |              |

|                | Brachiosaurus                                              |
|                |                                                            |
| Somphospondyli | \| \| Euhelopus \| \| \| \| \| \| Titanosauria \| \| \| \| |
|                | \| \| Euhelopus \| \| \| \| \| \| Titanosauria \| \| \| \| |
|                | Euhelopus                                                  |
|                |                                                            |
|                | Titanosauria                                               |
|                |                                                            |

|  | Euhelopus    |
|  |              |
|  | Titanosauria |
|  |              |

|  | Omeisaurus     |
|  |                |
|  | Mamenchisaurus |
|  |                |

|                | Brachiosaurus                                              |
|                |                                                            |
| Somphospondyli | \| \| Euhelopus \| \| \| \| \| \| Titanosauria \| \| \| \| |
|                | \| \| Euhelopus \| \| \| \| \| \| Titanosauria \| \| \| \| |
|                | Euhelopus                                                  |
|                |                                                            |
|                | Titanosauria                                               |
|                |                                                            |

|  | Euhelopus    |
|  |              |
|  | Titanosauria |
|  |              |

|                | Brachiosaurus                                              |
|                |                                                            |
| Somphospondyli | \| \| Euhelopus \| \| \| \| \| \| Titanosauria \| \| \| \| |
|                | \| \| Euhelopus \| \| \| \| \| \| Titanosauria \| \| \| \| |
|                | Euhelopus                                                  |
|                |                                                            |
|                | Titanosauria                                               |
|                |                                                            |

|  | Euhelopus    |
|  |              |
|  | Titanosauria |
|  |              |

|                | Brachiosaurus                                              |
|                |                                                            |
| Somphospondyli | \| \| Euhelopus \| \| \| \| \| \| Titanosauria \| \| \| \| |
|                | \| \| Euhelopus \| \| \| \| \| \| Titanosauria \| \| \| \| |
|                | Euhelopus                                                  |
|                |                                                            |
|                | Titanosauria                                               |
|                |                                                            |

|  | Euhelopus    |
|  |              |
|  | Titanosauria |
|  |              |

|                | Brachiosaurus                                              |
|                |                                                            |
| Somphospondyli | \| \| Euhelopus \| \| \| \| \| \| Titanosauria \| \| \| \| |
|                | \| \| Euhelopus \| \| \| \| \| \| Titanosauria \| \| \| \| |
|                | Euhelopus                                                  |
|                |                                                            |
|                | Titanosauria                                               |
|                |                                                            |

|  | Euhelopus    |
|  |              |
|  | Titanosauria |
|  |              |

|                | Brachiosaurus                                              |
|                |                                                            |
| Somphospondyli | \| \| Euhelopus \| \| \| \| \| \| Titanosauria \| \| \| \| |
|                | \| \| Euhelopus \| \| \| \| \| \| Titanosauria \| \| \| \| |
|                | Euhelopus                                                  |
|                |                                                            |
|                | Titanosauria                                               |
|                |                                                            |

|  | Euhelopus    |
|  |              |
|  | Titanosauria |
|  |              |

|                | Brachiosaurus                                              |
|                |                                                            |
| Somphospondyli | \| \| Euhelopus \| \| \| \| \| \| Titanosauria \| \| \| \| |
|                | \| \| Euhelopus \| \| \| \| \| \| Titanosauria \| \| \| \| |
|                | Euhelopus                                                  |
|                |                                                            |
|                | Titanosauria                                               |
|                |                                                            |

|  | Euhelopus    |
|  |              |
|  | Titanosauria |
|  |              |

|                | Brachiosaurus                                              |
|                |                                                            |
| Somphospondyli | \| \| Euhelopus \| \| \| \| \| \| Titanosauria \| \| \| \| |
|                | \| \| Euhelopus \| \| \| \| \| \| Titanosauria \| \| \| \| |
|                | Euhelopus                                                  |
|                |                                                            |
|                | Titanosauria                                               |
|                |                                                            |

|  | Euhelopus    |
|  |              |
|  | Titanosauria |
|  |              |

|                | Brachiosaurus                                              |
|                |                                                            |
| Somphospondyli | \| \| Euhelopus \| \| \| \| \| \| Titanosauria \| \| \| \| |
|                | \| \| Euhelopus \| \| \| \| \| \| Titanosauria \| \| \| \| |
|                | Euhelopus                                                  |
|                |                                                            |
|                | Titanosauria                                               |
|                |                                                            |

|  | Euhelopus    |
|  |              |
|  | Titanosauria |
|  |              |

|  | Omeisaurus     |
|  |                |
|  | Mamenchisaurus |
|  |                |

|                | Brachiosaurus                                              |
|                |                                                            |
| Somphospondyli | \| \| Euhelopus \| \| \| \| \| \| Titanosauria \| \| \| \| |
|                | \| \| Euhelopus \| \| \| \| \| \| Titanosauria \| \| \| \| |
|                | Euhelopus                                                  |
|                |                                                            |
|                | Titanosauria                                               |
|                |                                                            |

|  | Euhelopus    |
|  |              |
|  | Titanosauria |
|  |              |

|                | Brachiosaurus                                              |
|                |                                                            |
| Somphospondyli | \| \| Euhelopus \| \| \| \| \| \| Titanosauria \| \| \| \| |
|                | \| \| Euhelopus \| \| \| \| \| \| Titanosauria \| \| \| \| |
|                | Euhelopus                                                  |
|                |                                                            |
|                | Titanosauria                                               |
|                |                                                            |

|  | Euhelopus    |
|  |              |
|  | Titanosauria |
|  |              |

|                | Brachiosaurus                                              |
|                |                                                            |
| Somphospondyli | \| \| Euhelopus \| \| \| \| \| \| Titanosauria \| \| \| \| |
|                | \| \| Euhelopus \| \| \| \| \| \| Titanosauria \| \| \| \| |
|                | Euhelopus                                                  |
|                |                                                            |
|                | Titanosauria                                               |
|                |                                                            |

|  | Euhelopus    |
|  |              |
|  | Titanosauria |
|  |              |

|                | Brachiosaurus                                              |
|                |                                                            |
| Somphospondyli | \| \| Euhelopus \| \| \| \| \| \| Titanosauria \| \| \| \| |
|                | \| \| Euhelopus \| \| \| \| \| \| Titanosauria \| \| \| \| |
|                | Euhelopus                                                  |
|                |                                                            |
|                | Titanosauria                                               |
|                |                                                            |

|  | Euhelopus    |
|  |              |
|  | Titanosauria |
|  |              |

|                | Brachiosaurus                                              |
|                |                                                            |
| Somphospondyli | \| \| Euhelopus \| \| \| \| \| \| Titanosauria \| \| \| \| |
|                | \| \| Euhelopus \| \| \| \| \| \| Titanosauria \| \| \| \| |
|                | Euhelopus                                                  |
|                |                                                            |
|                | Titanosauria                                               |
|                |                                                            |

|  | Euhelopus    |
|  |              |
|  | Titanosauria |
|  |              |

|                | Brachiosaurus                                              |
|                |                                                            |
| Somphospondyli | \| \| Euhelopus \| \| \| \| \| \| Titanosauria \| \| \| \| |
|                | \| \| Euhelopus \| \| \| \| \| \| Titanosauria \| \| \| \| |
|                | Euhelopus                                                  |
|                |                                                            |
|                | Titanosauria                                               |
|                |                                                            |

|  | Euhelopus    |
|  |              |
|  | Titanosauria |
|  |              |

|                | Brachiosaurus                                              |
|                |                                                            |
| Somphospondyli | \| \| Euhelopus \| \| \| \| \| \| Titanosauria \| \| \| \| |
|                | \| \| Euhelopus \| \| \| \| \| \| Titanosauria \| \| \| \| |
|                | Euhelopus                                                  |
|                |                                                            |
|                | Titanosauria                                               |
|                |                                                            |

|  | Euhelopus    |
|  |              |
|  | Titanosauria |
|  |              |

|                | Brachiosaurus                                              |
|                |                                                            |
| Somphospondyli | \| \| Euhelopus \| \| \| \| \| \| Titanosauria \| \| \| \| |
|                | \| \| Euhelopus \| \| \| \| \| \| Titanosauria \| \| \| \| |
|                | Euhelopus                                                  |
|                |                                                            |
|                | Titanosauria                                               |
|                |                                                            |

|  | Euhelopus    |
|  |              |
|  | Titanosauria |
|  |              |

|  | Omeisaurus     |
|  |                |
|  | Mamenchisaurus |
|  |                |

|                | Brachiosaurus                                              |
|                |                                                            |
| Somphospondyli | \| \| Euhelopus \| \| \| \| \| \| Titanosauria \| \| \| \| |
|                | \| \| Euhelopus \| \| \| \| \| \| Titanosauria \| \| \| \| |
|                | Euhelopus                                                  |
|                |                                                            |
|                | Titanosauria                                               |
|                |                                                            |

|  | Euhelopus    |
|  |              |
|  | Titanosauria |
|  |              |

|                | Brachiosaurus                                              |
|                |                                                            |
| Somphospondyli | \| \| Euhelopus \| \| \| \| \| \| Titanosauria \| \| \| \| |
|                | \| \| Euhelopus \| \| \| \| \| \| Titanosauria \| \| \| \| |
|                | Euhelopus                                                  |
|                |                                                            |
|                | Titanosauria                                               |
|                |                                                            |

|  | Euhelopus    |
|  |              |
|  | Titanosauria |
|  |              |

|                | Brachiosaurus                                              |
|                |                                                            |
| Somphospondyli | \| \| Euhelopus \| \| \| \| \| \| Titanosauria \| \| \| \| |
|                | \| \| Euhelopus \| \| \| \| \| \| Titanosauria \| \| \| \| |
|                | Euhelopus                                                  |
|                |                                                            |
|                | Titanosauria                                               |
|                |                                                            |

|  | Euhelopus    |
|  |              |
|  | Titanosauria |
|  |              |

|                | Brachiosaurus                                              |
|                |                                                            |
| Somphospondyli | \| \| Euhelopus \| \| \| \| \| \| Titanosauria \| \| \| \| |
|                | \| \| Euhelopus \| \| \| \| \| \| Titanosauria \| \| \| \| |
|                | Euhelopus                                                  |
|                |                                                            |
|                | Titanosauria                                               |
|                |                                                            |

|  | Euhelopus    |
|  |              |
|  | Titanosauria |
|  |              |

|                | Brachiosaurus                                              |
|                |                                                            |
| Somphospondyli | \| \| Euhelopus \| \| \| \| \| \| Titanosauria \| \| \| \| |
|                | \| \| Euhelopus \| \| \| \| \| \| Titanosauria \| \| \| \| |
|                | Euhelopus                                                  |
|                |                                                            |
|                | Titanosauria                                               |
|                |                                                            |

|  | Euhelopus    |
|  |              |
|  | Titanosauria |
|  |              |

|                | Brachiosaurus                                              |
|                |                                                            |
| Somphospondyli | \| \| Euhelopus \| \| \| \| \| \| Titanosauria \| \| \| \| |
|                | \| \| Euhelopus \| \| \| \| \| \| Titanosauria \| \| \| \| |
|                | Euhelopus                                                  |
|                |                                                            |
|                | Titanosauria                                               |
|                |                                                            |

|  | Euhelopus    |
|  |              |
|  | Titanosauria |
|  |              |

|                | Brachiosaurus                                              |
|                |                                                            |
| Somphospondyli | \| \| Euhelopus \| \| \| \| \| \| Titanosauria \| \| \| \| |
|                | \| \| Euhelopus \| \| \| \| \| \| Titanosauria \| \| \| \| |
|                | Euhelopus                                                  |
|                |                                                            |
|                | Titanosauria                                               |
|                |                                                            |

|  | Euhelopus    |
|  |              |
|  | Titanosauria |
|  |              |

|                | Brachiosaurus                                              |
|                |                                                            |
| Somphospondyli | \| \| Euhelopus \| \| \| \| \| \| Titanosauria \| \| \| \| |
|                | \| \| Euhelopus \| \| \| \| \| \| Titanosauria \| \| \| \| |
|                | Euhelopus                                                  |
|                |                                                            |
|                | Titanosauria                                               |
|                |                                                            |

|  | Euhelopus    |
|  |              |
|  | Titanosauria |
|  |              |

|  | Omeisaurus     |
|  |                |
|  | Mamenchisaurus |
|  |                |

|                | Brachiosaurus                                              |
|                |                                                            |
| Somphospondyli | \| \| Euhelopus \| \| \| \| \| \| Titanosauria \| \| \| \| |
|                | \| \| Euhelopus \| \| \| \| \| \| Titanosauria \| \| \| \| |
|                | Euhelopus                                                  |
|                |                                                            |
|                | Titanosauria                                               |
|                |                                                            |

|  | Euhelopus    |
|  |              |
|  | Titanosauria |
|  |              |

|                | Brachiosaurus                                              |
|                |                                                            |
| Somphospondyli | \| \| Euhelopus \| \| \| \| \| \| Titanosauria \| \| \| \| |
|                | \| \| Euhelopus \| \| \| \| \| \| Titanosauria \| \| \| \| |
|                | Euhelopus                                                  |
|                |                                                            |
|                | Titanosauria                                               |
|                |                                                            |

|  | Euhelopus    |
|  |              |
|  | Titanosauria |
|  |              |

|                | Brachiosaurus                                              |
|                |                                                            |
| Somphospondyli | \| \| Euhelopus \| \| \| \| \| \| Titanosauria \| \| \| \| |
|                | \| \| Euhelopus \| \| \| \| \| \| Titanosauria \| \| \| \| |
|                | Euhelopus                                                  |
|                |                                                            |
|                | Titanosauria                                               |
|                |                                                            |

|  | Euhelopus    |
|  |              |
|  | Titanosauria |
|  |              |

|                | Brachiosaurus                                              |
|                |                                                            |
| Somphospondyli | \| \| Euhelopus \| \| \| \| \| \| Titanosauria \| \| \| \| |
|                | \| \| Euhelopus \| \| \| \| \| \| Titanosauria \| \| \| \| |
|                | Euhelopus                                                  |
|                |                                                            |
|                | Titanosauria                                               |
|                |                                                            |

|  | Euhelopus    |
|  |              |
|  | Titanosauria |
|  |              |

|                | Brachiosaurus                                              |
|                |                                                            |
| Somphospondyli | \| \| Euhelopus \| \| \| \| \| \| Titanosauria \| \| \| \| |
|                | \| \| Euhelopus \| \| \| \| \| \| Titanosauria \| \| \| \| |
|                | Euhelopus                                                  |
|                |                                                            |
|                | Titanosauria                                               |
|                |                                                            |

|  | Euhelopus    |
|  |              |
|  | Titanosauria |
|  |              |

|                | Brachiosaurus                                              |
|                |                                                            |
| Somphospondyli | \| \| Euhelopus \| \| \| \| \| \| Titanosauria \| \| \| \| |
|                | \| \| Euhelopus \| \| \| \| \| \| Titanosauria \| \| \| \| |
|                | Euhelopus                                                  |
|                |                                                            |
|                | Titanosauria                                               |
|                |                                                            |

|  | Euhelopus    |
|  |              |
|  | Titanosauria |
|  |              |

|                | Brachiosaurus                                              |
|                |                                                            |
| Somphospondyli | \| \| Euhelopus \| \| \| \| \| \| Titanosauria \| \| \| \| |
|                | \| \| Euhelopus \| \| \| \| \| \| Titanosauria \| \| \| \| |
|                | Euhelopus                                                  |
|                |                                                            |
|                | Titanosauria                                               |
|                |                                                            |

|  | Euhelopus    |
|  |              |
|  | Titanosauria |
|  |              |

|                | Brachiosaurus                                              |
|                |                                                            |
| Somphospondyli | \| \| Euhelopus \| \| \| \| \| \| Titanosauria \| \| \| \| |
|                | \| \| Euhelopus \| \| \| \| \| \| Titanosauria \| \| \| \| |
|                | Euhelopus                                                  |
|                |                                                            |
|                | Titanosauria                                               |
|                |                                                            |

|  | Euhelopus    |
|  |              |
|  | Titanosauria |
|  |              |

|  | Omeisaurus     |
|  |                |
|  | Mamenchisaurus |
|  |                |

|                | Brachiosaurus                                              |
|                |                                                            |
| Somphospondyli | \| \| Euhelopus \| \| \| \| \| \| Titanosauria \| \| \| \| |
|                | \| \| Euhelopus \| \| \| \| \| \| Titanosauria \| \| \| \| |
|                | Euhelopus                                                  |
|                |                                                            |
|                | Titanosauria                                               |
|                |                                                            |

|  | Euhelopus    |
|  |              |
|  | Titanosauria |
|  |              |

|                | Brachiosaurus                                              |
|                |                                                            |
| Somphospondyli | \| \| Euhelopus \| \| \| \| \| \| Titanosauria \| \| \| \| |
|                | \| \| Euhelopus \| \| \| \| \| \| Titanosauria \| \| \| \| |
|                | Euhelopus                                                  |
|                |                                                            |
|                | Titanosauria                                               |
|                |                                                            |

|  | Euhelopus    |
|  |              |
|  | Titanosauria |
|  |              |

|                | Brachiosaurus                                              |
|                |                                                            |
| Somphospondyli | \| \| Euhelopus \| \| \| \| \| \| Titanosauria \| \| \| \| |
|                | \| \| Euhelopus \| \| \| \| \| \| Titanosauria \| \| \| \| |
|                | Euhelopus                                                  |
|                |                                                            |
|                | Titanosauria                                               |
|                |                                                            |

|  | Euhelopus    |
|  |              |
|  | Titanosauria |
|  |              |

|                | Brachiosaurus                                              |
|                |                                                            |
| Somphospondyli | \| \| Euhelopus \| \| \| \| \| \| Titanosauria \| \| \| \| |
|                | \| \| Euhelopus \| \| \| \| \| \| Titanosauria \| \| \| \| |
|                | Euhelopus                                                  |
|                |                                                            |
|                | Titanosauria                                               |
|                |                                                            |

|  | Euhelopus    |
|  |              |
|  | Titanosauria |
|  |              |

|                | Brachiosaurus                                              |
|                |                                                            |
| Somphospondyli | \| \| Euhelopus \| \| \| \| \| \| Titanosauria \| \| \| \| |
|                | \| \| Euhelopus \| \| \| \| \| \| Titanosauria \| \| \| \| |
|                | Euhelopus                                                  |
|                |                                                            |
|                | Titanosauria                                               |
|                |                                                            |

|  | Euhelopus    |
|  |              |
|  | Titanosauria |
|  |              |

|                | Brachiosaurus                                              |
|                |                                                            |
| Somphospondyli | \| \| Euhelopus \| \| \| \| \| \| Titanosauria \| \| \| \| |
|                | \| \| Euhelopus \| \| \| \| \| \| Titanosauria \| \| \| \| |
|                | Euhelopus                                                  |
|                |                                                            |
|                | Titanosauria                                               |
|                |                                                            |

|  | Euhelopus    |
|  |              |
|  | Titanosauria |
|  |              |

|                | Brachiosaurus                                              |
|                |                                                            |
| Somphospondyli | \| \| Euhelopus \| \| \| \| \| \| Titanosauria \| \| \| \| |
|                | \| \| Euhelopus \| \| \| \| \| \| Titanosauria \| \| \| \| |
|                | Euhelopus                                                  |
|                |                                                            |
|                | Titanosauria                                               |
|                |                                                            |

|  | Euhelopus    |
|  |              |
|  | Titanosauria |
|  |              |

|                | Brachiosaurus                                              |
|                |                                                            |
| Somphospondyli | \| \| Euhelopus \| \| \| \| \| \| Titanosauria \| \| \| \| |
|                | \| \| Euhelopus \| \| \| \| \| \| Titanosauria \| \| \| \| |
|                | Euhelopus                                                  |
|                |                                                            |
|                | Titanosauria                                               |
|                |                                                            |

|  | Euhelopus    |
|  |              |
|  | Titanosauria |
|  |              |

## Ontdekkingsgeschiedenis

### Vroege vondsten

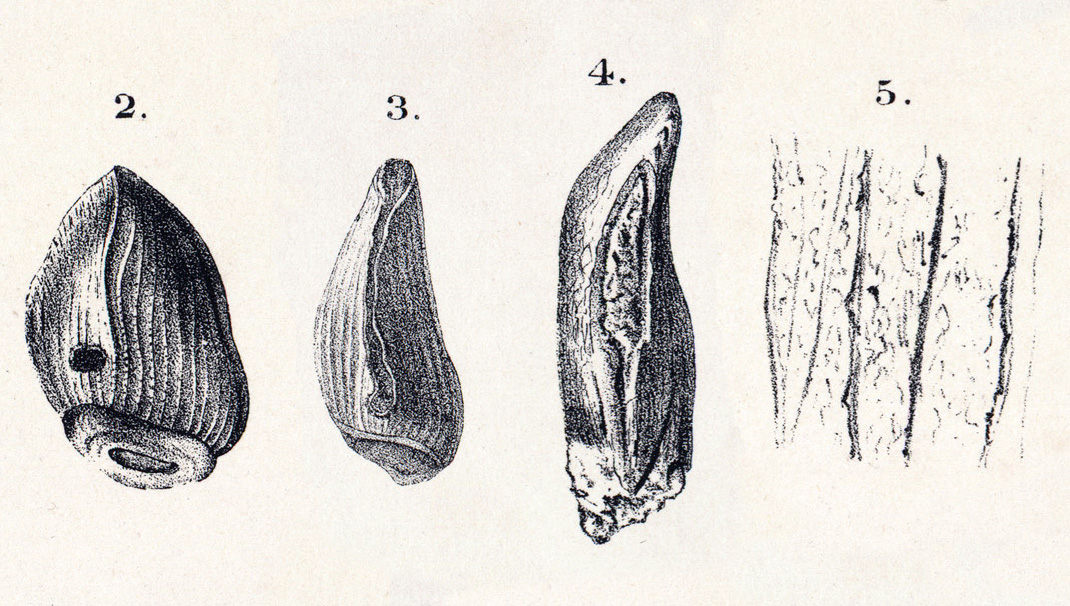
Cardiodon

In 1841 werd door de Brit Richard Owen de eerste sauropode benoemd: Cardiodon. Dat was op basis van twee tanden, dus Owen had nog helemaal geen beeld van hoe sauropoden eruitzagen. Toch waren er al veel uitgebreidere resten van gevonden. Verschillende verzamelaars hadden in Engeland losse botten verworven van reusachtige dieren die door Georges Cuvier waren gedetermineerd als uitgestorven walvissen. Owen had daarvan een aantal in bruikleen of ten geschenke gekregen en hetzelfde jaar benoemde hij een tweede geslacht: Cetiosaurus, het "zeemonsterreptiel". Onder de vondsten was geen schedelmateriaal dus Owen legde geen enkel verband tussen de twee geslachten. Zoals de naam al aangeeft, dacht hij dat Cetiosaurus een gigantisch zeereptiel was, het grootste tot dan toe gevonden, een oude tegenhanger van de huidige walvissen. Het zou een carnivoor zijn geweest die op krokodillen en Plesiosauria joeg. Hij begreep helemaal niet dat het om een dinosauriër ging en toen hij in 1842 de groep Dinosauria benoemde, werd Cetiosaurus daar niet onder gerekend.

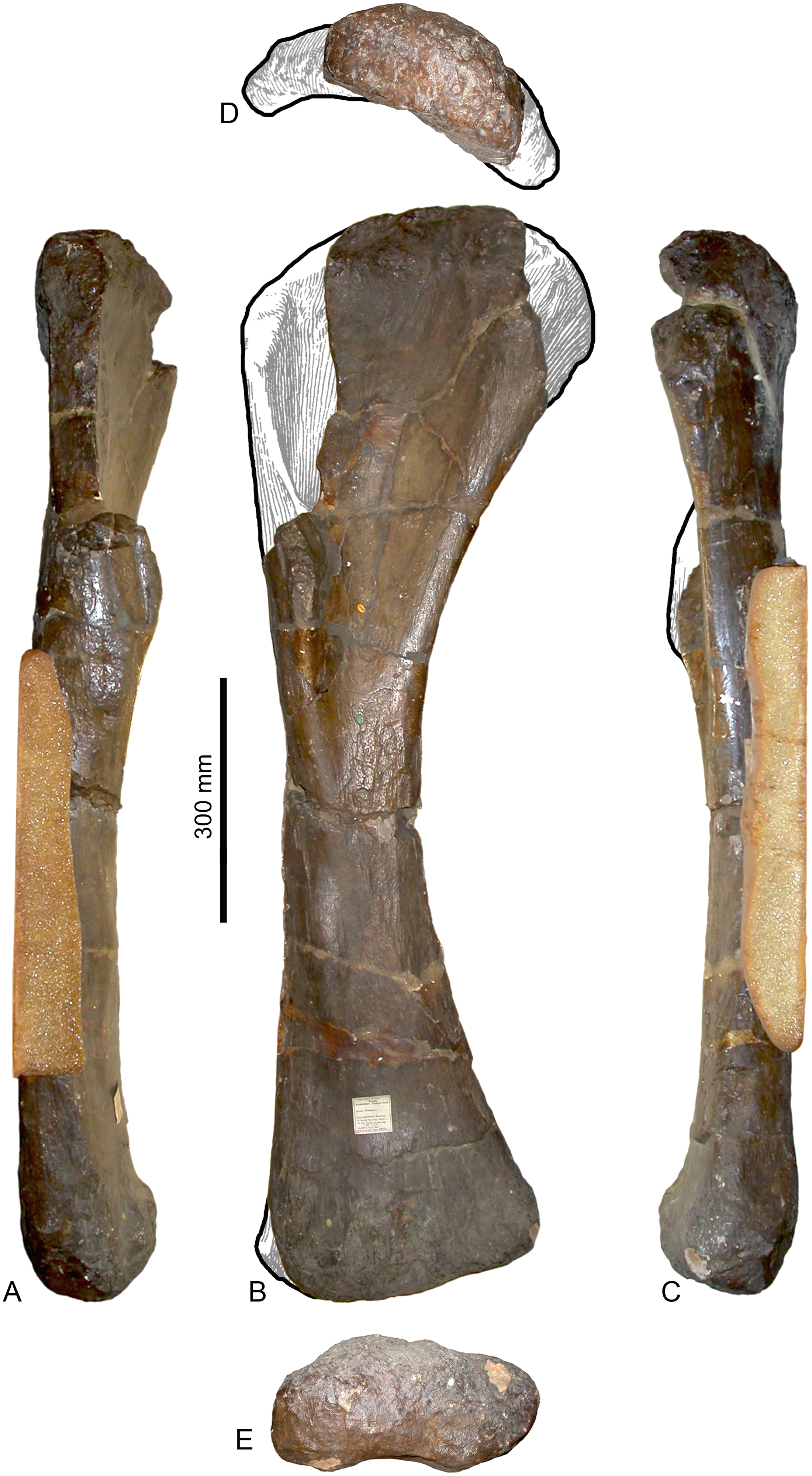
Het opperarmbeen van Pelorosaurus

In 1850 werd de eerste sauropode benoemd waarvan door de beschrijver Gideon Algernon Mantell begrepen werd dat het om een landdier ging: Pelorosaurus waarvan onder andere een arm was gevonden. In 1852 benoemde Mantell een tweede soort: P. becklesii, later hernoemd tot Haestasaurus, die belangrijk is omdat het materiaal de eerst bekende huidafdruk van een sauropode omvat. Hetzelfde jaar werd in Frankrijk de eerste sauropode buiten Engeland benoemd: Aepisaurus. In 1859 volgde de eerste sauropode buiten Europa, Astrodon uit de Verenigde Staten van Amerika. Intussen bleven er in Engeland losse botten gevonden worden. In 1870 benoemde Harry Govier Seeley Ornithopsis, gebaseerd op wervel waarvan deze als eerste onderkende dat ze gepneumatiseerd waren, dus doortrokken van luchtholten die in verbinding stonden met het ademhalingssysteem. De conclusie die deze daaruit trok: dat het ging om een reusachtig vliegend reptiel uit de Pterosauria, of althans een verwant daarvan, laat zien hoe gebrekkig de kennis over de sauropoden nog was.
In 1871 kwam hierin abrupt verandering toen John Phillips Cetiosaurus oxoniensis benoemde op basis van een vrij compleet skelet gevonden in 1869. Weliswaar ontbrak daarvan de schedel en was ook de lange nek nog onbekend maar wel werd duidelijk dat het om een op vier rechte poten staand landdier ging. Daarvan overwoog hij ook of het geen dinosauriër kon zijn, puur op basis van de omvang. Dat was hem in een briefwisseling gesuggereerd door Thomas Huxley.

### Het Gouden Tijdperk van het onderzoek

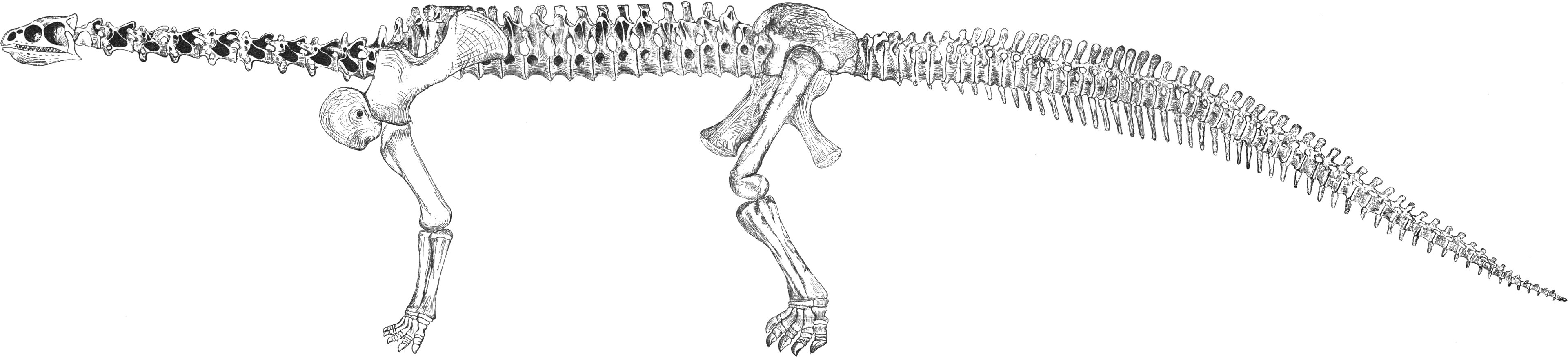
Ryders reconstructie van Camarasaurus

Het jaar 1877 zou een aantal grote doorbraken kennen in het sauropodenonderzoek. Om te beginnen benoemde Richard Lydekker Titanosaurus op basis van materiaal in India gevonden. Dat was de eerste sauropode die uit continenten voortkomend uit het zuidelijke supercontinent Gondwana bekend werd. Daarnaast was het de eerste gevonden vertegenwoordiger, en naamgever, van de Titanosauria, een van de meest soortenrijke groepen sauropoden. In de USA werden nog veel belangrijkere ontdekkingen gedaan. Twee Amerikaanse paleontologen, de professoren Othniel Charles Marsh en Edward Drinker Cope, waren in hun Bone Wars begonnen te rivaliseren wie de meeste prehistorische soorten kon benoemen. Ze huurden verzamelaars in om zoveel mogelijk van het Wilde Westen af te stropen. Bij de Como Bluff werden hele beenderlagen ontdekt van sauropoden, de eerste door Arthur Lakes in maart 1877. Marsh zou op basis hiervan iconische geslachten benoemen als Brontosaurus, Apatosaurus en Diplodocus, terwijl Cope Camarasaurus beschreef. Het haastwerk leverde beschrijvingen op van lage kwaliteit en op grond van niet-diagnostisch materiaal werden vele nomina dubia benoemd, dus namen voor botten waarvan weinig meer gezegd kan worden dan dat ze tot een of andere sauropode behoorden. Maar het algemene beeld van sauropoden werd enorm verbeterd. In 1877 liet Cope de kunstenaar John Ryder voor het eerst een compleet skelet van een sauropode afbeelden, van Camarasaurus, en wel op ware grootte op een canvas van vijftien meter lengte zodat het voor lezingen gebruikt kon worden. Cope onderkende hierin voor het eerst de lange nek die zo typisch is voor de groep, hoewel hij die nog kaarsrecht uit de romp liet steken. In 1878 benoemde Marsh de Sauropoda. In 1883 publiceerde hij als eerste een skeletdiagram. In 1884 beschreef hij de eerste bekende sauropode schedel, die hij aan Diplodocus toewees. Marsh kon ook als eerste een redelijke gewichtsschatting maken: twintig ton voor Brontosaurus.

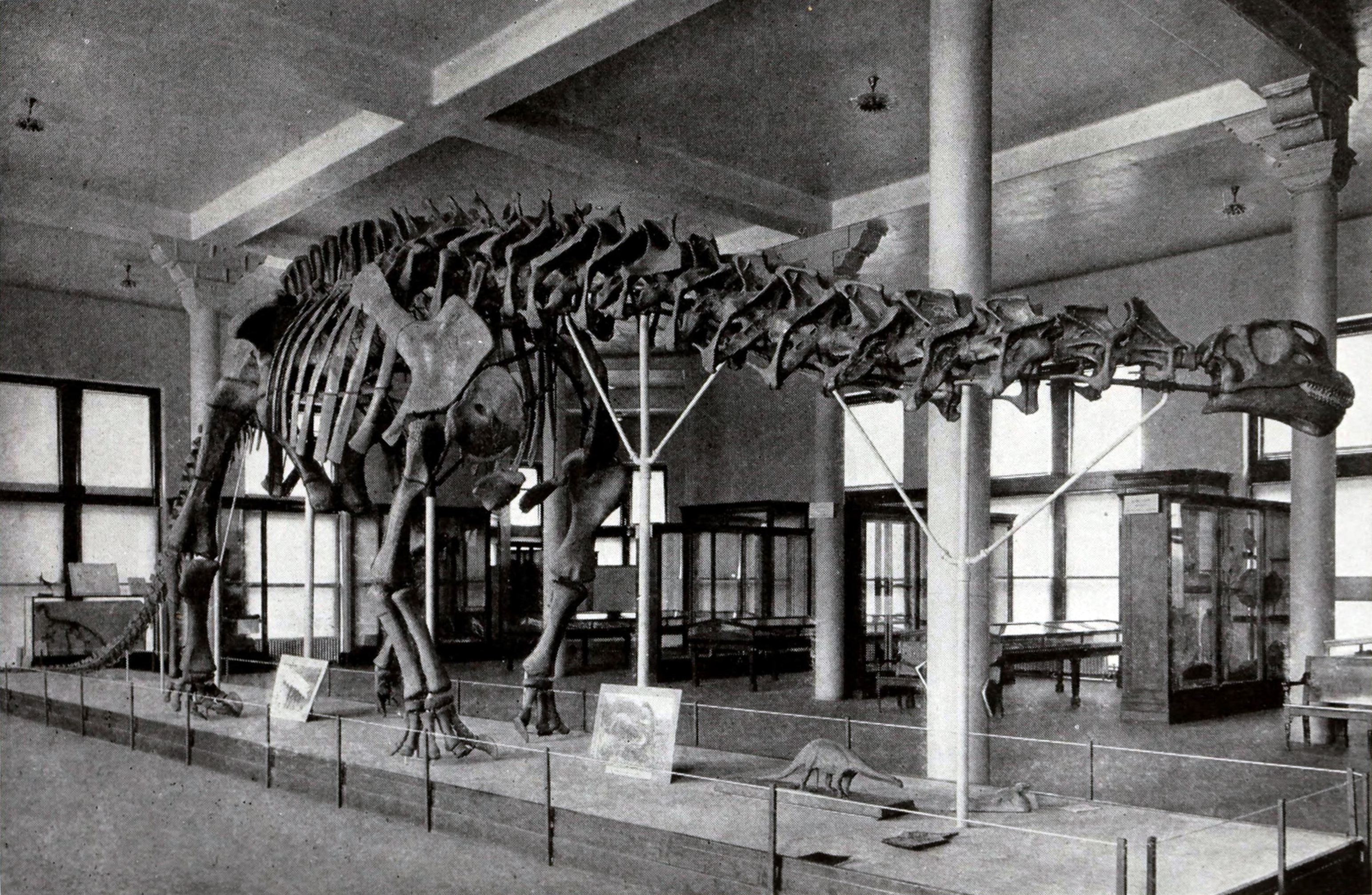
AMNH 460, het eerste opgestelde sauropodenskelet

Rond 1900 beleefde het sauropodenonderzoek een eerste hoogtepunt. Amerikaanse en andere musea wedijverden met elkaar wie de meest spectaculaire skeletten kon opstellen. Ze zonden expedities uit naar nieuwe vondstgebieden. In 1893 benoemde Lydekker de eerste sauropoden uit Zuid-Amerika waaronder het geslacht Argyrosaurus. Daarnaast begon men systematisch te theoretiseren over de bouw en het gedrag van de dieren. Henry Fairfield Osborn begreep in 1899, in het kader van een vernieuwde reconstructie van Diplodocus, als eerste dat de staartbasis horizontaal gehouden werd en dat de staartspieren de achterpoot aandreven. In 1904 reconstrueerde hij als eerste de hand correct verticaal. In 1897 werd een tekening van Charles Knight gepubliceerd die als eerste sauropoden als levende dieren afbeeldde. De illustratie liet ze onder water zien, van de toen populaire gedachte uit dat ze te zwaar waren om hun eigen gewicht op het land te dragen. Dit werd in 1904 tegengesproken door Elmer Samuel Riggs toen die Brachiosaurus beschreef: de smalle handen en rechte ledematen waren duidelijke aanwijzingen dat het landdieren waren. In februari 1905 werd in het American Museum of Natural History voor de eerste maal een sauropodenskelet opgesteld, specimen AMNH 460 van Brontosaurus. Drie maanden later volgde het Carnegie Museum met een skelet van Diplodocus waarvan Andrew Carnegie zelf vele afgietsels liet maken die hij aan andere landen cadeau deed.
Van 1909 tot en met 1912 werden in Duits Oost-Afrika de duurste en meest uitgebreide paleontologische expedities uit de wereldgeschiedenis uitgevoerd, waarbij in de Tendaguruformatie resten werden gevonden van wat toen nog Brachiosaurus brancai heette maar tegenwoordig Giraffatitan genoemd wordt. In Berlijn werd het nog steeds grootste authentieke skelet van een sauropode neergezet. Andere daar gevonden sauropoden zijn Dicraeosaurus, Tornieria, Australodocus, Janenschia en Tendaguria.

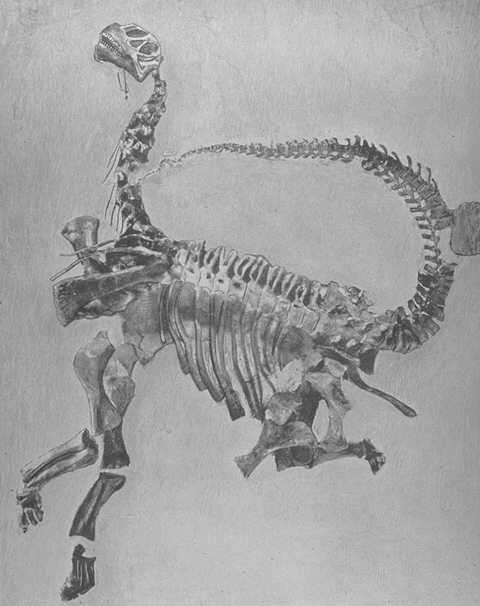
CM 11338

In 1915 publiceerde William Diller Matthew het eerste populair-wetenschappelijke boek over dinosauriërs: Dinosaurs. Zestig jaar lang zouden andere boeken voor een groter publiek een herhaling zijn van Matthews tekst. Sauropoden werden erin beschreven als lompe domme beesten waarvan het lichaamsgewicht door de opwaartse kracht van het water gedragen moest worden. Op dat moment liep het aantal opgravingen in de USA al terug. Wel werden de al gevonden botten steeds beter beschreven. In 1921 publiceerde Osborn een beschrijving van Camarasaurus die nog steeds de meest uitgebreide monografie is die ooit aan een sauropode is gewijd. In 1925 beschreef Charles Whitney Gilmore een jong van Camarasaurus, specimen CM
11338, zeer gedetailleerd. Het was de eerste keer dat een getekende reconstructie van een sauropodenskelet op één enkel individu gebaseerd was. Intussen werden in steeds ruimere gebieden vondsten gedaan. In 1913 werd de eerste sauropode in China gevonden, die in 1929 door Carl Johan Josef Ernst Wiman werd benoemd als Helopus, de tegenwoordige Euhelopus. In 1939 beschreef Roland Thaxter Bird voor de eerste keer versteende voetafdrukken van sauropoden.

### De Dinosauriërrenaissance
Tijdens de Tweede Wereldoorlog viel paleontologisch onderzoek door geldgebrek vrijwel stil. Erna kwam het maar langzaam weer op gang. Sauropoden werden hierdoor extra zwaar getroffen omdat hun skeletten zo groot waren en het opgraven dus veel te duur. Men had de indruk dat de meeste soorten intussen wel gevonden waren en de groep als zodanig, een stel moerasbewoners dat op een evolutionair dood spoor was beland, vond men weinig interessant.
In 1968 begon hier verandering in te komen door het werk van Robert Thomas Bakker dat leidde tot de "dinosauriërrenaissance". In diens visie waren dinosauriërs de warmbloedige tegenhangers van de huidige grote zoogdieren. Hij liet Osborns hypothese herleven dat sauropoden landbewoners waren. In dat geval zouden ze vele evolutionaire vernieuwingen moeten hebben ontwikkeld om hun grote lichaam voort te bewegen en te voeden. In plaats van saai waren sauropoden dus een biomechanisch hoogtepunt van de evolutie geweest. Een eerste bijval hierin kreeg Bakker van Walter Preston Coombs. Langzamerhand werden Bakkers inzichten dominant. Voor ze algemeen werden aanvaard, veroorzaakten ze zoveel controverse dat hierdoor alleen al het onderzoek sterk gestimuleerd werd.
Tegelijk met de herleving van het theoretische werk kwam ook het veldonderzoek weer op gang. Door de groei van het massaonderwijs nam het aantal universitaire onderzoeksteams sterk toe, vooral in de Derde Wereld. In China, dat nu systematisch geologisch onderzocht werd en waarvan de bodem omgewoeld werd door talloze bouwprojecten, vond men talrijke skeletten en soorten van Omeisaurus en Mamenchisaurus. Nog rijkere vindplaatsen werden aangetroffen in Argentinië, welk land sinds de jaren tachtig een bijna onafgebroken stroom nieuwe sauropoden oplevert. Het tempo van de vondsten versnelde daarbij. Michael P. Taylor telde dat tussen 1841 en 1920 twintig naar huidige normen geldige geslachten van sauropoden waren benoemd, dus gemiddeld één per vier jaar. In 2006 was dat toegenomen tot 136 waarvan de helft sinds 1993 was beschreven — dus met een tempo van gemiddeld vier per jaar — en de zes meest vruchtbare jaren in de eenentwintigste eeuw vielen. Niet alleen werden er steeds meer sauropoden benoemd, ook de bekende verscheidenheid in bouw nam toe. Rond 2010 piekte het aantal benoemde geslachten. In 2013 was het toegenomen tot 204 en het tempo dus tot gemiddeld tien per jaar. Veel van de nieuwe soorten waren Titanosauria, welke groep nu ongeveer een derde van het totaal uitmaakte.

## Beschrijving

### Grootte

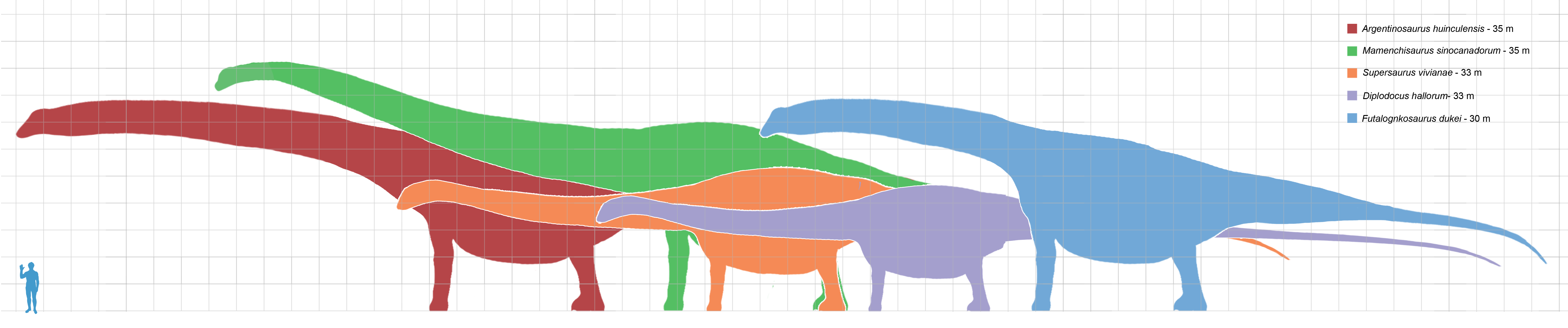
De grootste Sauropoda

Sauropoda waren allen grote dieren. Ze zijn befaamd om hun reusachtige omvang. De eerste soorten behoorden al tot de grootste planteneters van hun leefgebied. Van ongeveer het midden van de Jura af ontwikkelden zich ware giganten van ruim dertig meter lengte. Dat maakt de sauropoden tot de grootste dieren die ooit op het land gelopen hebben. Zulke enorme soorten leefden ook nog in het late Krijt. Wat de bovengrens was van hun lichaamsomvang is onzeker. Van Amphicoelias fragillimus is wel gedacht dat die zestig meter kon bereiken bij een gewicht van 122 ton. Bruhathkayosaurus zou zelfs nog groter zijn. Dergelijke extreme schattingen waren echter gebaseerd op beperkte resten. A. fragillimus werd in 2018 omgedoopt tot Maraapunisaurus en de lengte ervan bijgesteld richting dertig meter. De fossielen van Bruhathkayosaurus zijn alle verloren gegaan en het is niet zeker of het wel echt om een sauropode ging. Meer complete skeletten wijzen op maximale lengten tussen de vijfendertig en veertig meter.

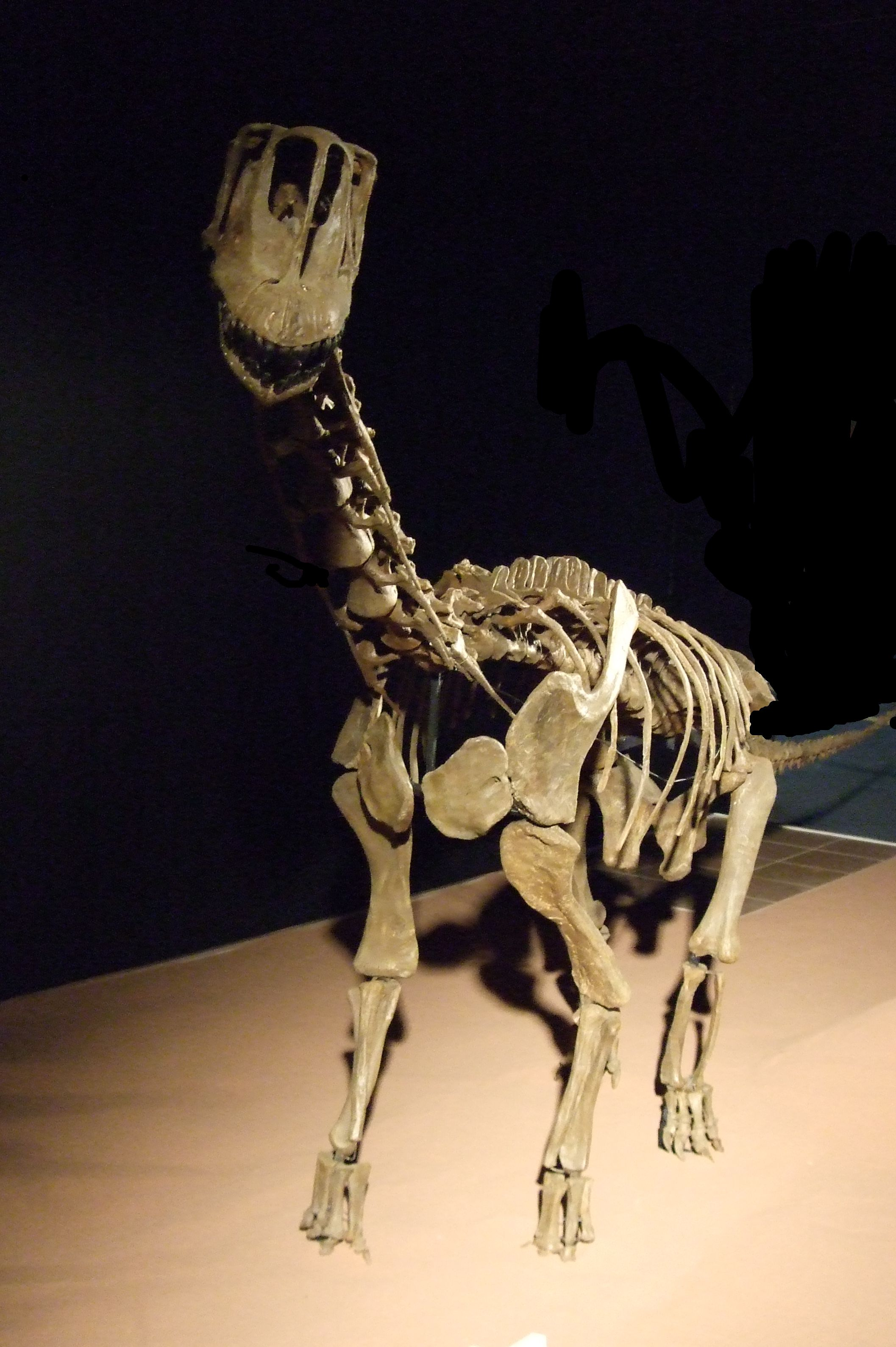
Europasaurus is een dwergsauropode

Het grootste opgestelde echte skelet is dat van Giraffatitan met een lengte van tweeëntwintig meter. Het geslacht waartoe deze vroeger werd gerekend, Brachiosaurus, had lang de reputatie de grootste landbewoner te zijn geweest maar werd ruim overtroffen door latere vondsten. De grootste soorten waarvan meer volledige resten zijn gevonden, betreffen Patagotitan, Argentinosaurus, Puertasaurus, Futalognkosaurus, Seismosaurus, Alamosaurus en Antarctosaurus. Welk gewicht daaraan verbonden kan worden, is ook weer onzeker. Afgaande op het volume van modellen, zouden de grootste individuen ruim zeventig ton moeten hebben gewogen. Schattingen gebaseerd op de omtrek van het dijbeen, dat een indicatie vormt van de massa die gedragen moest worden, komen boven de honderd ton uit. Vaak wordt ook een schatting gegeven van de hoogte die hun kop kon bereiken. Die hangt echter af van de aangenomen nekstand. Als Mamenchisaurus sinocanadorum zijn nek vrijwel verticaal kon houden, bracht dat de kop boven de twintig meter.
Lang niet alle sauropoden echter werden zo groot. Gemiddeld waren de soorten tussen de tien en vijftien meter lang, bij een gewicht rond de tien ton, ongeveer de maximale massa die een moderne olifant kan bereiken. De romp van gemiddelde sauropoden had ongeveer de omvang van die van een gemiddelde olifant. De veel grotere lengte wordt veroorzaakt door de lange nek en staart. De gemiddelde grootte van sauropoden was dus niet veel toegenomen ten opzichte van de maximale omvang in het begin van hun evolutie.
Er waren ook relatief kleine sauropoden. De vroege Ohmdenosaurus werd misschien maar vier meter lang. Op het eind van het Krijt leefden Saltasauridae van maar zo'n acht meter. Dwergvorming op eilanden veroorzaakte vermoedelijk de geringe omvang van Magyarosaurus en Europasaurus die slechts zes meter haalden. Bedacht moet echter worden dat dit alleen dwergen zijn in verhouding tot hun gigantische verwanten. Als deel van de nu bestaande fauna zouden zulke dieren tot de grote gewervelden gerekend worden.

### Onderscheidende kenmerken

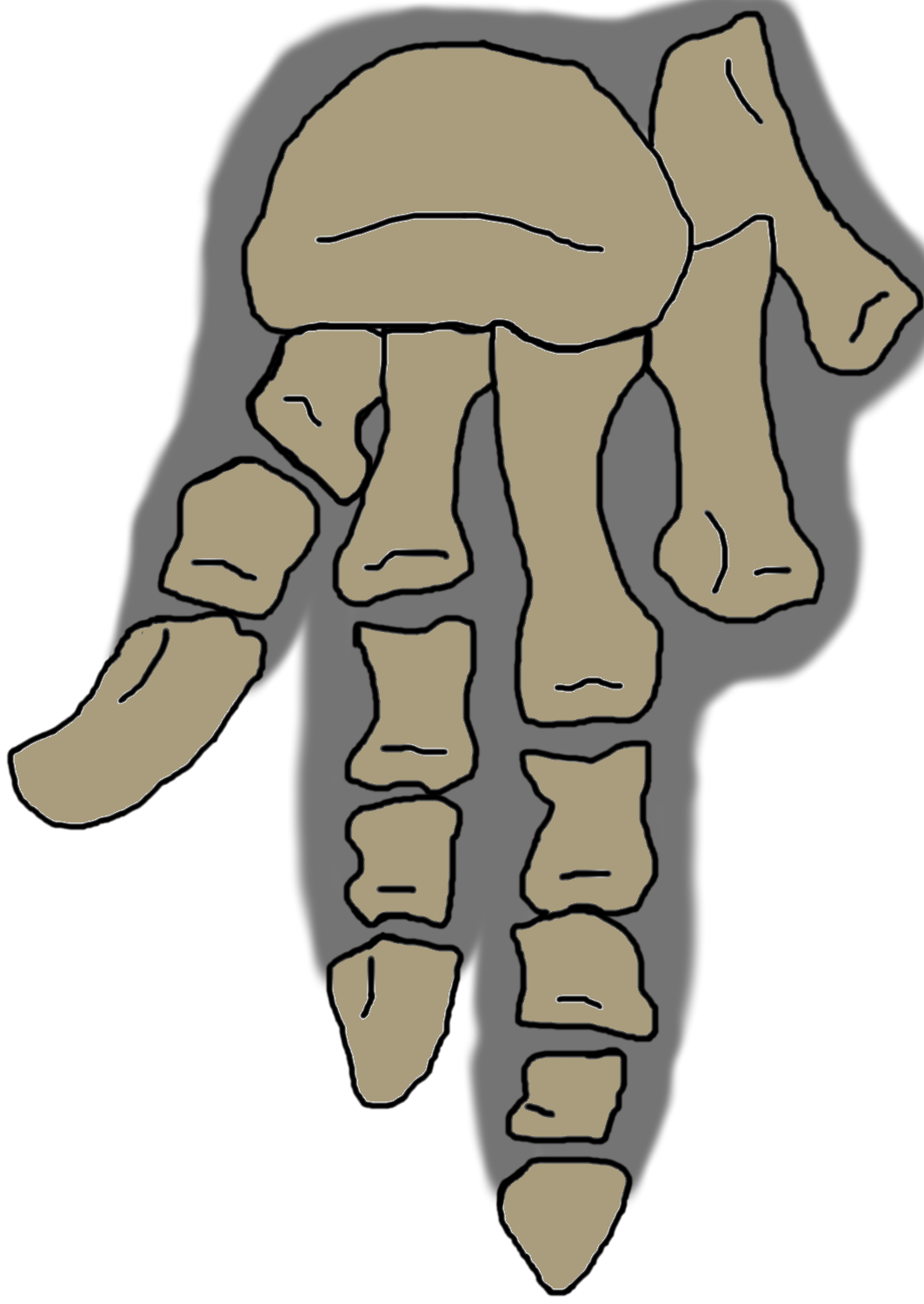
Vulcanodon heeft een verlengd vijfde middenvoetsbeen

De Sauropoda hadden hun synapomorfieën, gedeelde nieuwe kenmerken. Welke dat zijn, is nog niet zo eenvoudig vast te stellen. Het hangt af van de precieze definitie van de groep. Nieuwe vondsten leiden ertoe dat het aantal bekende synapomorfieën afneemt doordat soorten buiten de Sauropoda worden gevonden die ze al bezaten of doordat basale sauropoden worden ontdekt die ze nog niet bezaten. Iedere exacte analyse van hun fylogenie heeft een aantal strikte synapomorfieën tot uitkomst die echter vaak weer afwijken van het resultaat van andere analyses. Meer algemene teksten geven vaak een opsomming van kenmerken die rond de oorsprong van de Sauropoda opduiken. Meestal wordt een verlengde nek genoemd, een tonvormige romp, meer verticale en cilindervormige middenhanden en middenvoeten, en zuilvormige ledematen. Andere geopperde kenmerken zijn verlengde voorpoten, een langwerpig vijfde middenvoetsbeen, een verkleining van de processus olecrani van de ellepijp zodat de arm minder krachtig afgezet kon worden, een overdwars verbrede dijbeenschacht, dikkere kraakbeenkappen op de gewrichten van de ledematen, onderste polsbeenderen die niet meer verbeenden en onderste enkelbeenderen die niet meer verbeenden.
In 2004 gaf Paul Upchurch een reeks synapomorfieën die gelden als de Sauropoda meer in een beperkte zin worden gezien, met Vulcanodon als meest basale vorm. Sommige latere onderzoekers zouden dit zien als een meer beperkte klade Gravisauria. De voorste en middelste halswervels hebben richels op de onderzijden van hun zijuitsteeksels. De voorpoot heeft meer dan 60% van de lengte van de achterpoot. Het bovenvlak van de ellepijp is driestralig. Het ondervlak van het spaakbeen is rechthoekig met een afgeplatte achterrand. Het vijfde middenhandsbeen heeft minstens 90% van de lengte van het derde middenhandsbeen. De bovenzijden van de schachten van de middenhandsbeenderen hebben driehoekige gegroefde verruwingen als aanhechting voor pezen. Het achterste uiteinde van het zitbeen is afgeplat zodanig dat het breedste stuk van het skeletelement minstens driemaal wijder is dan het smalste stuk. Bij het dijbeen is de trochanter minor gereduceerd tot een lage richel. Het middelste en onderste gedeelte van de schacht van het dijbeen is recht in vooraanzicht. De schacht van het dijbeen is in dwarsdoorsnede een ovaal, met de lange as overdwars gericht. Het scheenbeen heeft minder dan 70% van de lengte van het dijbeen. Op het scheenbeen is de crista cnemialis gereduceerd tot een lage richel. Bij het sprongbeen mist de basis van de opgaande tak een uitholling of openingen voor de aderkanalen. Het derde middenvoetsbeen heeft minder dan 40% van de lengte van het scheenbeen. De bovenvlakken van het eerste en vijfde middenvoetsbeen zijn groter dan die van het tweede, derde en vierde middenvoetsbeen. Het vijfde middenvoetsbeen heeft minstens 85% van de lengte van het derde middenvoetsbeen.

### Skelet

#### Schedel

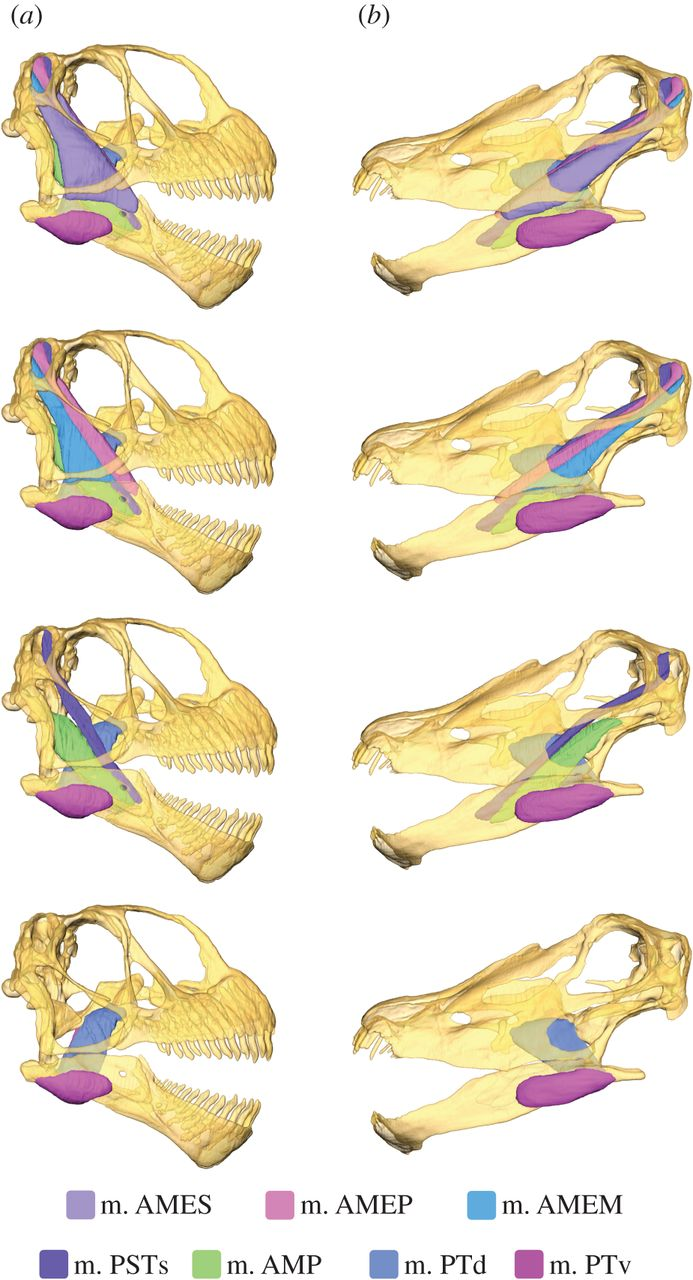
Schedel en spieren van Camarasaurus en een diplodocide rechts

##### Algemene bouw
Van het skelet van de sauropoden is de schedel een van de slechtst bekende delen. Van de overgrote meerderheid van de benoemde soorten is de kop nooit aangetroffen. Die schedels die gevonden zijn, zijn zeer zelden compleet. Gevonden schedels zijn ook vaak niet eenduidig met een bepaalde soort te verbinden. Echt goed schedelmateriaal beperkt zich daardoor tot Shunosaurus, Jobaria, Kaatedocus, Camarasaurus, Giraffatitan, Europasaurus, Nemegtosaurus, Abydosaurus en Rapetosaurus. Door hun enorme lichaamsgrootte is het onwaarschijnlijk dat een individu in zijn geheel gefossiliseerd werd. De beperkte teruggevonden resten betreffen dan meestal de wervels of ledematen, niet de kleine schedel die daarbij snel uit elkaar viel omdat hij weinig hecht gebouwd was. De kop is inderdaad onaanzienlijk ten opzichte van de rest van het lichaam, zozeer zelfs dat de schedel in illustraties en modellen meestal veel te groot wordt afgebeeld. De kleine omvang hangt samen met de wijze van voedselverwerking. De kop kauwde de planten niet maar hoefde ze alleen maar naar binnen te werken, als beginpunt van een soort lopende band.

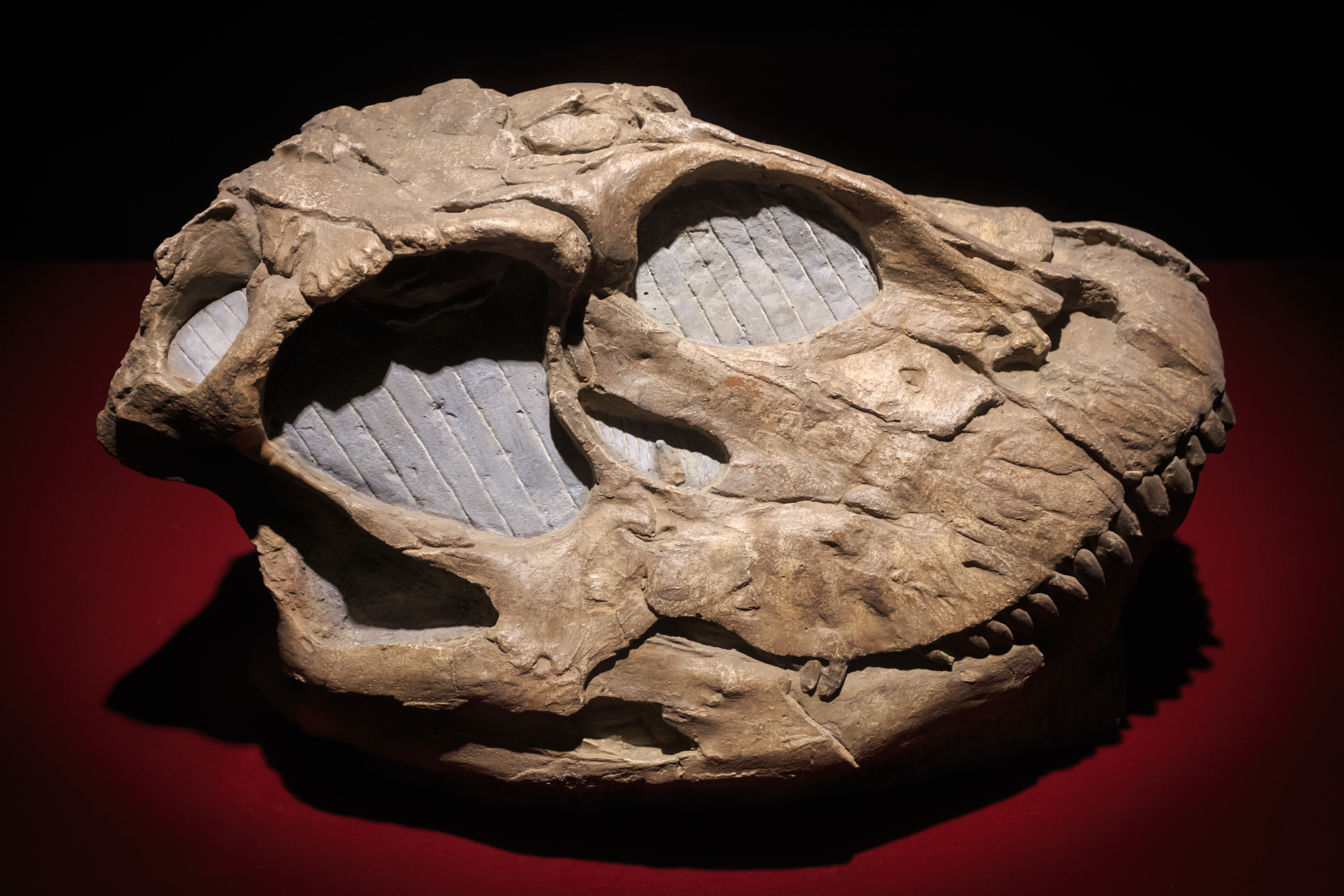
De schedel van Shunosaurus, een basale eusauropode

De planten moesten natuurlijk wel losgebeten worden. De eerste Sauropoda deden dat op dezelfde wijze als basale sauropodomorfen: in de zijkant van de kop stonden tanden waarmee een gecombineerde knip- en scheurbeweging kon worden uitgevoerd. Om meer te kunnen eten waren de kaken, en daarmee de kop als geheel, langwerpig. De tanden waren bladvormig met grove kartelingen. Bij latere Eusauropoda ontwikkelde zich een effectievere methode. De tanden concentreerden zich in de voorkant van een bredere kop om daarmee in één keer een grote hap te kunnen nemen. De tanden hadden een beter snijvermogen nodig en werden daartoe lepelvormig. Een kortere kop heeft vooraan meer bijtkracht en om die op te vangen werden de onderkaken vooraan hoger. Een alternatief voor het bijten was het ritsen van bladeren en daartoe evolueerden stiftvormige tanden. De snuit werd dan vaak wat afhangend. Een extreme verbreding toont Nigersaurus bij welke de bovenkaaksbeenderen helemaal naar voren gedraaid zijn. Die soort heeft ook een recordaantal tanden. Omdat er geen extreem bijtvermogen nodig was en de kaakspieren ook niet hoefde te kauwen, werd de achterkant van de schedel kleiner. De kop diende ook als waarnemingspositie voor de ogen. De oogkassen bleven dus groot. De ogen werden beschermd door opliggende scleraalringen waarvan Nemegtosaurus tien plaatjes bewaart. Soms roteerden de achterste schedelbotten onder de oogkas. Het onderste slaapvenster wordt daardoor klein en druppelvormig. Ook de fenestra antorbitalis is klein. De neusbeenderen daarentegen schoven omhoog. Soms bracht dit de neusgaten tot achter de oogkassen. De neusgaten kunnen ook extreem vergroot zijn tot ware vestibules of zelfs samensmelten. Op de neusbeenderen ligt meestal een uitholling. Meer aan de zijkant bevindt zich in het neusbeen een foramen dat bij diplodociden zeer langgerekt kan zijn en uit kan lopen in een extra venster in het bovenkaaksbeen. De hersenpan was klein, het bovenste slaapvenster meestal kort en het achterhoofd smal en weinig robuust.

##### Snuit en schedeldak

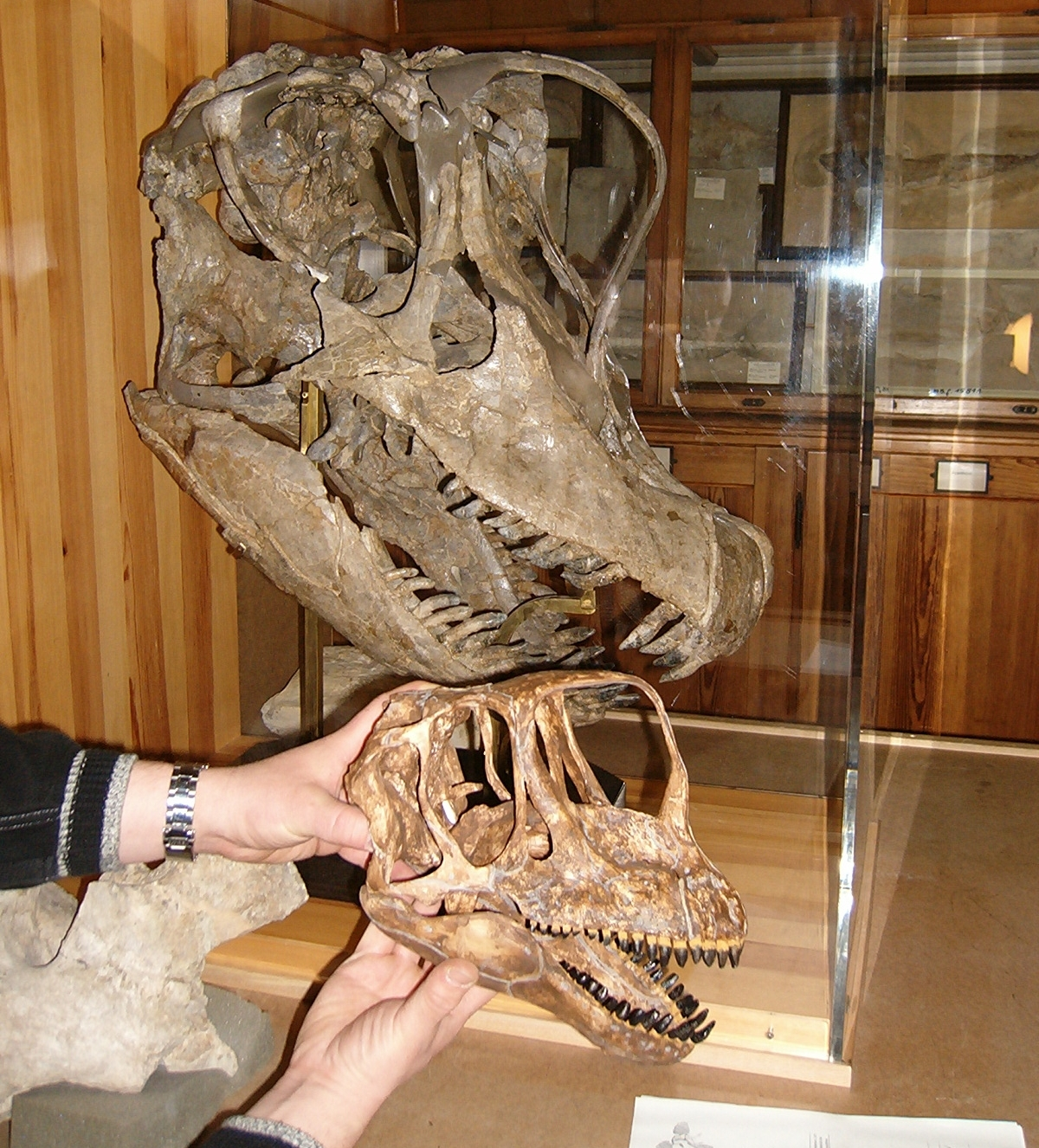
Schedels van Giraffatitan en Europasaurus

Iedere praemaxilla, het voorste snuitbot, draagt vier tanden. Het is een stevig element. Er hangt, zoals bij basale sauropodomorfen, een verticale beenplaat van af die de buitenste basis van de tanden bedekt. De opgaande tak ervan kan zeer ver naar achteren doorlopen, als het ware het neusbeen volgend, tot achter de oogkas. Het bovenkaaksbeen is het grootste bot in de schedel. Afgezien van Nigersaurus draagt het bij basale eusauropoden maximaal eenentwintig tanden, zoals Shunosaurus toont, en bij afgeleide soorten een stuk minder. Het tanddragende gedeelte heeft een vierkant profiel en heeft ook weer een bedekkende afhangende plaat die korter wordt naar achteren toe. Bij neosauropoden raakt het bovenkaaksbeen achteraan de verlengde voorste tak van het quadratojugale doordat het jukbeen sterk gereduceerd is. Soms heeft dat ook geen tak meer richting postorbitale.
Het traanbeen is recht en zuilvormig; bij Macronaria raakt het gereduceerd tot enkele dunne beenplaten. Het neusbeen is meestal langwerpig maar bij diplodociden vaak verkort doordat de voorste tak zich terugtrekt. Achteraan vormt het neusbeen een verheffing boven het dieper liggende voorhoofdsbeen en prefrontale. Dat laatste is een kort blokje dat meestal de voorste tak verloren heeft. Bij basale vormen en diplodociden is de achterste tak scherp, bij de meeste soorten rechthoekig. Bij eusauropoden zijn de voorhoofdsbeenderen breder dan lang. Bij Dicraeosauridae zijn ze versmolten. Bij neosauropoden lopen ze niet meer door naar het bovenste slaapvenster dat meestal wat naar buiten gedraaid is. Sommige soorten hebben een foramen postparietale achter de wandbeenderen. Bij Nemegtosaurus maakt de achterste tak van het postorbitale contact met het wandbeen, het squamosum van het bovenste slaapvenster dringend. Het quadratum is meestal een stevig element, onderaan het bovenste kaakgewricht vormend, met een trog op de achterzijde. Bij diplodociden ontbreekt die trog echter en is het quadratum bol naar achteren gebogen.

##### Hersenpan

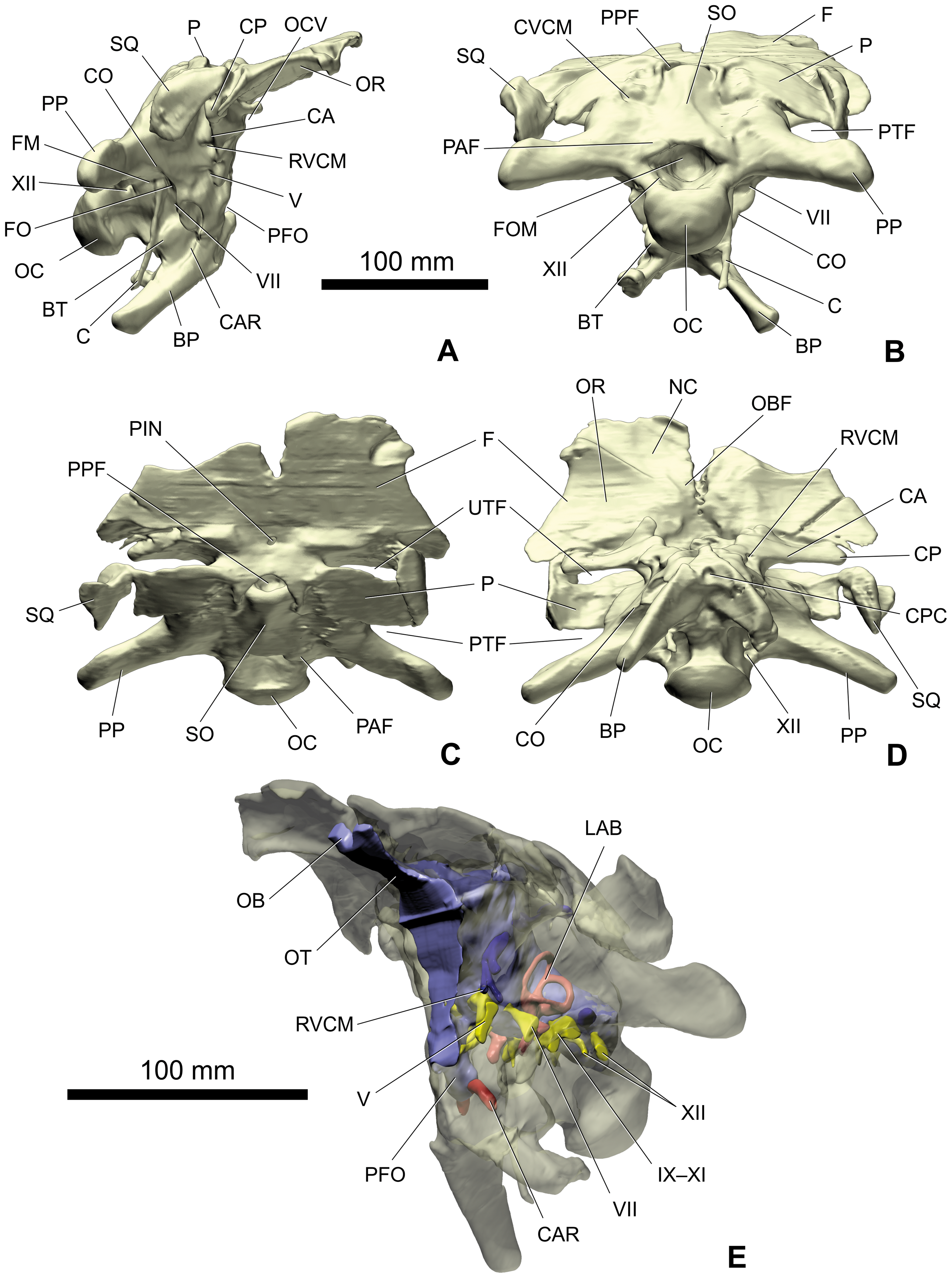
De hersenpan van Spinophorosaurus met in het paars de hersenholte

De kleine hersenpan is volledig verbeend en een van de stevigste delen van de schedel. Als er van de kop iets gevonden wordt, is het vaak een losse hersenpan. Meestal is die hoog en sterk naar achteren en beneden afhangend. Bij diplodociden is het achterhoofd met de onderzijde zo extreem naar voren en onderen geroteerd dat het basioccipitale, het onderste achterhoofd, recht naar beneden is gericht. De tubera basilaria, de afhangende uitsteeksels waaraan spieren de kop naar beneden kunnen doen knikken, zijn meestal groot, behalve bij de Dicraeosauridae. Bij die laatste groep zijn ook de processus basipterygoidei, de uitsteeksels die hersenpan en verhemelte verbinden, vreemd gevormd, met een extreme verlenging en een oriëntatie naar voren toe.
De eigenlijke hersenholte is veel kleiner dan de hersenpan. Het is een langwerpige, sliertige structuur met veel zijwaartse uitlopers naar de dikke hersenzenuwen. De hersenpan is niet één bot maar een samensmelting van vele beenderen. Meestal is de begrenzing daarvan niet goed meer zichtbaar. Alle sauropoden verschillen sterk van elkaar in de precieze details maar er is een aantal gedeelde kenmerken. Zo is er typisch een kloof in de botwand als uitgang van de vijfde hersenzenuw, de nervus trigeminus. Het gedeelte van het wiggenbeen vóór die inkeping steekt zijwaarts uit en loopt naar beneden uit in een opvallende richel, de crista antotica. Die kam loopt onderaan samen met de onderzijde van een tweede hoge richel, de crista prootica die schuin naar boven en achteren loopt over het prooticum. Dat laatste bot wordt doorboord door de uitgangen van de zevende tot en met tiende hersenzenuw en bevat de verdieping van de fenestra ovalis, die functioneert als een deel van het middenoor en verbonden is met de staafvormige stapes. Die gaf de trillingen door van het trommelvlies. Bij dinosauriërs ligt dat vlies achter de kop van het quadratum, op de buitenste rand van het achterhoofd. Door de rotatie van het achterhoofd moet bij latere sauropoden dat vlies vrij laag hebben gelegen, direct zichtbaar op de kop.

##### Verhemelte
Het verhemelte is hoog gewelfd. Het heeft bij sommige groepen sauropoden eigenaardigheden die niet bij andere dinosauriërs voorkomen. De processus basipterygoideus rust in een holte in het pterygoïde en bij sommige soorten krult een vingervormig opgaand uitsteeksel om de top van het afhangende uitsteeksel. Bij neosauropoden raakt het ectopterygoïde niet het jukbeen maar het bovenkaaksbeen. Bij eusauropoden is de voorste tak van het verhemeltebeen overdwars verbreed. Bij afgeleide soorten gaat het epipterygoïde verloren.

#### Onderkaken
De gepaarde onderkaken volgen samen het profiel van de schedel. Meestal zijn ze dus U-vormig in bovenaanzicht, bij diplodocoïden meer rechthoekig. Ze hebben bij latere vormen meestal een duidelijke "kin" die soms scherp naar beneden uitsteekt. Bij diplodociden is dat het hoogste punt van de onderkaak; bij andere sauropoden is het coronoïde uitsteeksel hoger, dat als hefboom dient om de kaak te sluiten. Het kaakgewricht ligt lager dan de tandrij. Als de kop afhangend is, is ook vaak het kaakgewricht meer naar voren geschoven. Het retroarticulair uitsteeksel achteraan, de hefboom om de kaak te openen, is meestal vrij kort maar bij diplodociden vrij lang omdat die een lange kaak te heffen hebben. Het zijvenster van de onderkaak is bij sauropoden normaliter gesloten; uitzonderingen zijn Shunosaurus en Mamenchisaurus.

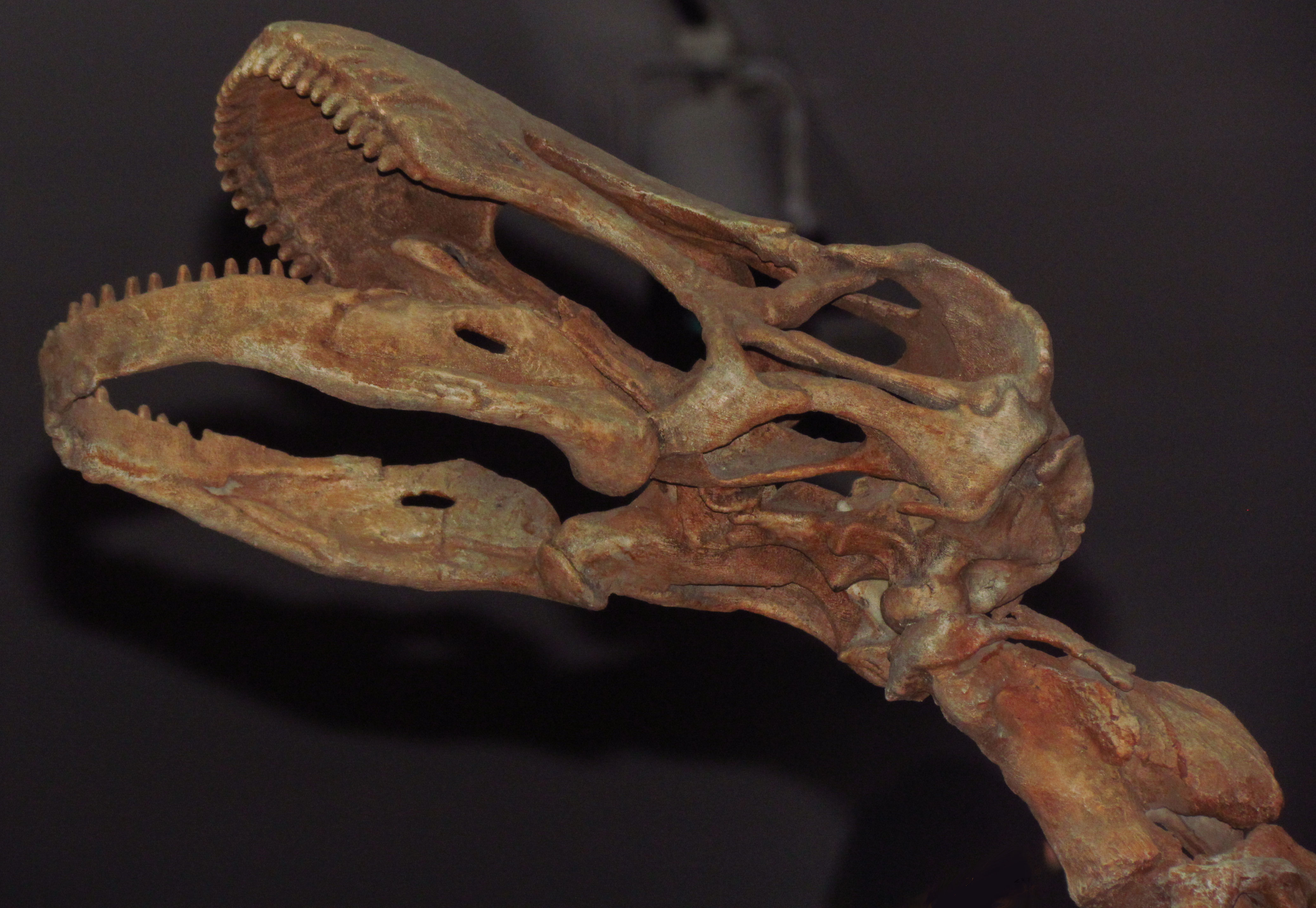
De U-vormige onderkaken van Rapetosaurus

Vooraan ontmoeten de onderkaken elkaar, naar binnen buigend, in een symfyse. Het vlak daarvan steekt meestal schuin omhoog onder een hoek van 45°. Bij Nemegtosaurus en Antarctosaurus wichmannianus staat dat vlak verticaal. Nigersaurus is weer een uitzondering doordat beide dentaria overdwars staan in het verlengde van de symfyse. In het dentarium of os dentale staat de tandrij niet ingesprongen. Een zijdelings beenplateau ontbreekt dus. Het is omstreden of dit ook impliceert dat er geen vlezige wangen zijn. Net als bij de bovenkaak wordt de basis van de tanden aan de buitenzijde ondersteund door een beenplaat. De buitenste achterzijde van de onderkaak wordt gevormd door het angulare onderaan en het surangulare bovenaan. Dat laatste loopt door in het retroarticulair uitsteeksel. Bij Macronaria is het surangulare ruim tweemaal zo hoog als het angulare.
De binnenkant van het dentarium wordt bedekt door het os spleniale. Meestal loopt dit niet door naar de symfyse; een uitzondering zijn Camarasaurus en Giraffatitan. Erachter ligt het prearticulare dat een lange spitse voorste tak heeft en een blokvormige korte achterste tak. Het articulare vormt het onderste kaakgewricht. Meestal is het horizontaal even lang als de cotyle van het quadratum van de schedel. Bij diplodociden en Camarasaurus is het echter langer wat een voorwaartse glijdende beweging van de onderkaken mogelijk maakt.
Een tongbeen is bekend van Apatosaurus, Camarasaurus, Giraffatitan en Omeisaurus. Zulke hyoide complexen zijn bij dinosauriërs vaak ingewikkeld gevormd en geen enkel volledig sauropode tongbeenapparaat is bewaard gebleven. De resten laten zien dat er lange, lichtgekromde, gepaarde staafvormige ceratobranchialia deel van uitmaakten.

#### Tanden
De tanden van sauropoden lijken in het algemeen op die van andere dinosauriërs. Ze staan in tandkassen en werden regelmatig gewisseld in golven die van voor naar achter over de tandrij liepen. In de praemaxilla staan steeds vier tanden. Het aantal in het bovenkaaksbeen en dentarium is variabel maar meestal laag. Nigersaurus is weer de uitzondering, niet alleen door het hogere aantal tandposities maar ook omdat de tanden daarin gestapeld staan tot tandbatterijen zodat zich in één kop wel zeshonderd tanden konden bevinden. Dat wordt bereikt door aantal van zeven vervangingstanden per positie terwijl een of twee normaal is. In het algemeen is de tandrij kort met de laatste tand steeds vóór de voorrand van de oogkas. Bij Neosauropoda staat de laatste tand onder de fenestra antorbitalis; bij Diplodocoidea zijn de tanden beperkt tot het vooreind van de kop. Soms overlappen de tanden elkaar maar meestal staan ze wat uiteen. De grootste tanden staan vooraan. Meestal hellen de tanden in meer of mindere mate naar voren; soms staan ze haaks op de kaakrand.
De tandvorm varieert van een cilinder tot een spatel en is vaak gebruikt om groepen sauropoden op te classificeren. De Eusauropoda hebben een gerimpeld email. Bij een lepelvorm is de buitenzijde sterk horizontaal bol en de binnenzijde hol. De buitenzijde heeft dan meestal twee verticale groeven en de binnenzijde een verticale richel. Basale sauropoden hebben kartelingen op de snijranden maar die verdwijnen grotendeels bij de Neosauropoda; Giraffatitan bijvoorbeeld heeft er nog een paar. Bij de smallere tanden van sommige groepen latere sauropoden verdwijnen, vermoedelijk onafhankelijk van elkaar, de buitenste groeven en de binnenste uitholling.

#### Postcrania

##### Wervelkolom

###### Algemene structuur van de wervels

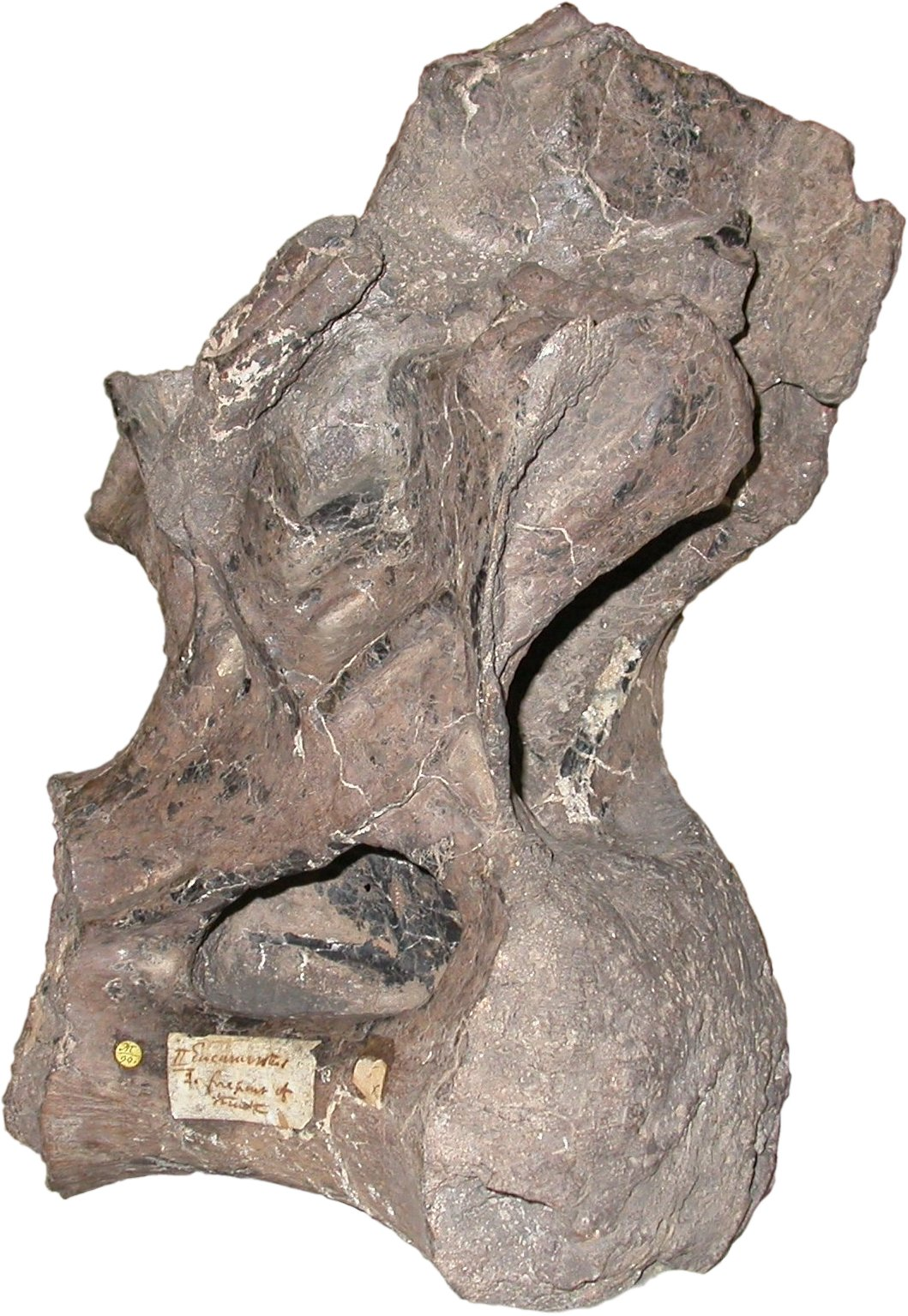
Specimen BMNH R 90a vertegenwoordigt een nog onbenoemd taxon zoals blijkt uit de unieke structuur van richels en holten

De wervelkolom van de Sauropoda behoort tot de meest opmerkelijke structuren in de dierenwereld. Niet alleen is dit axiale skelet het langste onder de gewervelden, de afzonderlijke wervels kenmerken zich door een extreme complexiteit die alleen geëvenaard wordt door die van de reusachtige theropode Deinocheirus. Hun ingewikkelde bouw maakt het mogelijk om efficiënt een gigantische lichaamsomvang te bereiken. Voor zo'n omvang moeten de wervels groot zijn. Als ze daarbij simpelweg de vorm zouden behouden van kleine wervels, zouden ze het lichaamsgewicht nog eens extra opdrijven met zware massieve wervellichamen. Daarom vergroten ze hun diameter door hun uitsteeksels te verlengen. Bovenop staat een lang, soms gevorkt, verticaal doornuitsteeksel als geleide voor epaxiale pezen en spierbundels. Zijwaarts steken diapofysen uit waarvan ribben afhangen, niet alleen bij de romp maar ook de nek; in het heiligbeen en de staart zijn die ribben met de diapofysen vergroeid. De ribben zijn meer onderaan ook nog met de wervel verbonden via parapofysen. Bij de halswervels kunnen diapofysen, parapofysen en de nekribben samen enorm brede structuren vormen. Onderling zijn de wervels verbonden via voorste en achterste gewrichtsuitsteeksels die aan de wervelboog ontspruiten. Bij de articulatie glijden de facetten van de voorste gewrichtsuitsteeksels onder die van de achterste door. Ze staan slechts een beperkte beweeglijkheid toe. Deze uitsteeksels voorkomen een doorzakken van de wervelkolom. Dezelfde functie heeft bij latere vormen de opisthocoele bouw van de halswervels en ruggenwervels. Daarmee wordt bedoeld dat het voorste facet van het wervellichaam sterk bol is en in een holte aan de achterkant van het centrum van de voorliggende wervel past. Bij sommige groepen, zoals de titanosauriërs, hebben de voorste staartwervels een omgekeerde bouw en zijn procoel: van voren hol en van achteren bol. Dat voorkomt het doorzakken van de staartbasis, maar geeft die ook een vergrote zijdelingse beweeglijkheid zodat de staart als wapen gebruikt kan worden. Tussen wervelboog en wervellichaam bevindt zich het ruggenmergkanaal. Bij sommige grote individuele wervels wordt dat helemaal overgroeid door het centrum wat zeer uitzonderlijk is voor de gewervelden als geheel.

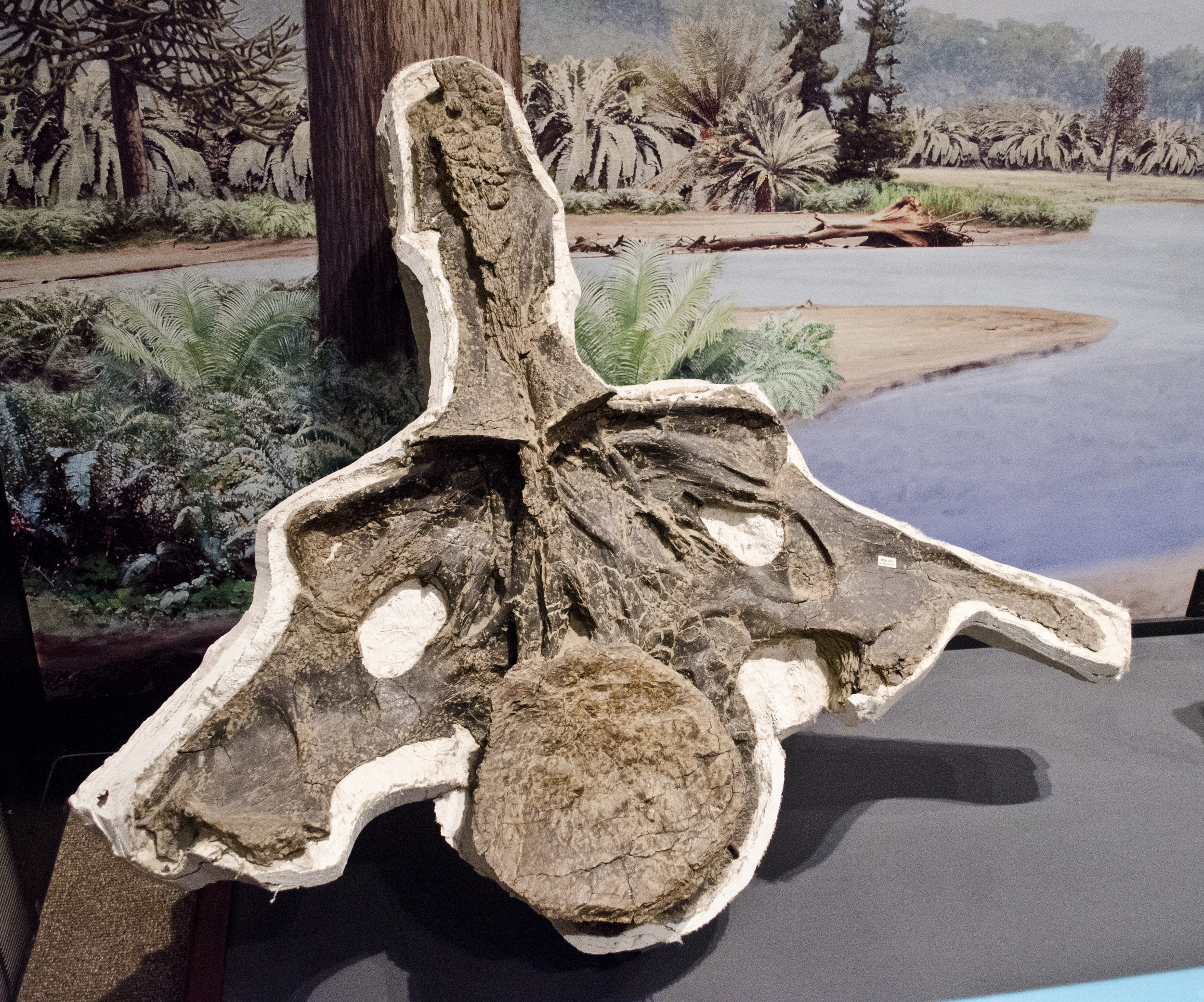
De uitsteeksels vergroten de omvang van de wervels sterk

Terwijl de wervels van alle sauropoden de bovengenoemde hoofdelementen bezitten, tonen ze een extreme variatie in de richels. Deze zogenaamde laminae vormen bij latere sauropoden hele beenplaten die tussen de verschillende uitsteeksels, de wervelboog en het wervellichaam lopen. Vaak vertegenwoordigen die platen het merendeel van de botmassa van de wervel. De verschillende groepen en soorten onderscheidden zich door de precieze vorm van de laminae zodat men aan één wervel al kan zien van welk taxon die afkomstig is; en verschillende taxa zijn slechts op basis van één wervel benoemd. Er is een hele terminologie ontwikkeld om de laminae aan te duiden en vaak zijn onderzoekers het niet eens over de identificatie ervan. Tussen de richels liggen diepe holten, de fossae. Behalve dat de laminae een lichte en stevige constructie bieden, ligt in de holten juist hun functie besloten. In de holten bevonden zich vermoedelijk uitlopers van de luchtzakken van het ademhalingssysteem, de diverticula. Ook in de zijden van het wervellichaam bevinden zich vaak diepe uithollingen, de pleurocoelen. Die hebben op hun diepste punt een gat dat de botwand van het centrum doorboort. Hierdoorheen kon een uitloper het binnenste van het wervellichaam bereiken en uithollen door botresorptie. Soms werd de binnenkant van het centrum sponsachtig, soms kwamen er grotere luchtkamers in en bij sommige soorten bestond het centrum binnenin nog slechts uit twee grote holten, gescheiden door een tussenschot. Zeer grote wervels hebben zo botwanden die minder dan een centimeter dik zijn. Dit kan het gewicht van het dier als geheel wel zo'n 10% tot 15% verminderd hebben.

###### Indeling
De eerste sauropoden hadden vermoedelijk tien halswervels, vijftien ruggenwervels, drie sacrale wervels en veertig tot vijftig staartwervels. Bij hun nakomelingen traden er vaak veranderingen in die aantallen op.
De neklengte kon vergroot worden door het aantal halswervels te vermeerderen. Al snel waren er vormen met twaalf halswervels. Bij Diplodocidae kan dit oplopen tot vijftien of zestien en zeventien wervels bevinden zich in de nek van Euhelopus, Mamenchisaurus en Omeisaurus. Vaak werd dit mogelijk gemaakt doordat ruggenwervels naar de nek verschoven. Veel vormen hebben daarom maar dertien of twaalf wervels in de rug, diplodociden maar tien. Reeds in de vroege Jura nam het aantal sacrale wervels toe tot vier, zoals Barapasaurus toont. De functie hiervan was het scheppen van een steviger verbinding tussen bekken en wervelkolom. Bij Omeisaurus en de Neosauropoda stijgt dit naar vijf, wellicht door het "invangen" van nog een ruggenwervel, een dorsosacraal. Bij oude individuen van Apatosaurus vergroeit soms een extra wervel met het heiligbeen maar die raakt dan het bekken niet. Bij de Lithostrotia zijn er zes echte sacrale wervels doordat een caudosacraal van de staart vergroeit en met het darmbeen verbonden is door een rib. De meeste sauropoden schijnen niet meer dan een vijftigtal staartwervels te hebben gehad: zelden is de staart compleet bewaard. De Diplodocidae echter ontwikkelden een "zweepstaart" met zeventig tot tachtig wervels die wellicht als wapen diende.

###### Nek

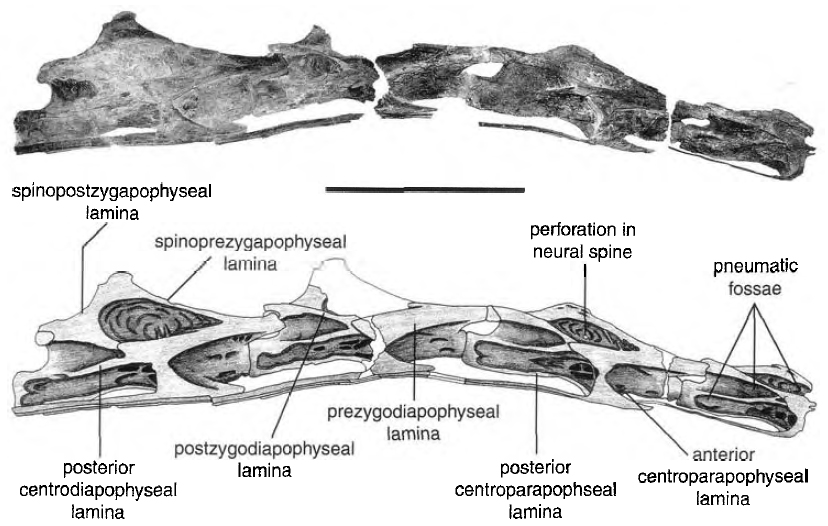
Links is de langste bekende halswervel te zien, 140 centimeter, i.c. van Sauroposeidon

Bij Giraffatitan en Camarasaurus is in de nek een verbeende proatlas gevonden, een wigvormig element dat bovenaan het contact legde tussen de achterhoofdsknobbel en de atlas, de voorste halswervel. Onderaan heeft de atlas een minder zeldzaam intercentrum. Omdat de kop zo klein was, hoefden deze structuren niet speciaal sterk te zijn.
De meer achterliggende halswervels nemen geleidelijk in absolute grootte toe. Sommige soorten hebben de langste halswervels die uit het dierenrijk bekend zijn. De middelste zijn het meest langwerpig, typisch driemaal langer dan breed, soms viermaal. Bij eusauropoden zijn de halswervels niet meer gekield. Bij alle sauropoden hebben de middelste en achterste halswervels zijuitsteeksels met richels op de onderzijde, langs de voorrand en langs de achterrand. In de nek zijn de doornuitsteeksels meestal laag maar bij de Dicraeosauridae kunnen ze gepaard zijn en extreem verlengd. Bij bepaalde basale groepen neosauropoden hebben de achterste halswervels overdwars gevorkte doornuitsteeksels; dit zet zich dan vaak door over de voorste rug. In de vorken liep wellicht een centrale pees die de nek hief. De nekribben zijn typisch lang, een tot drie wervellengten beslaand, en vergroeid met de wervels.

###### Rug

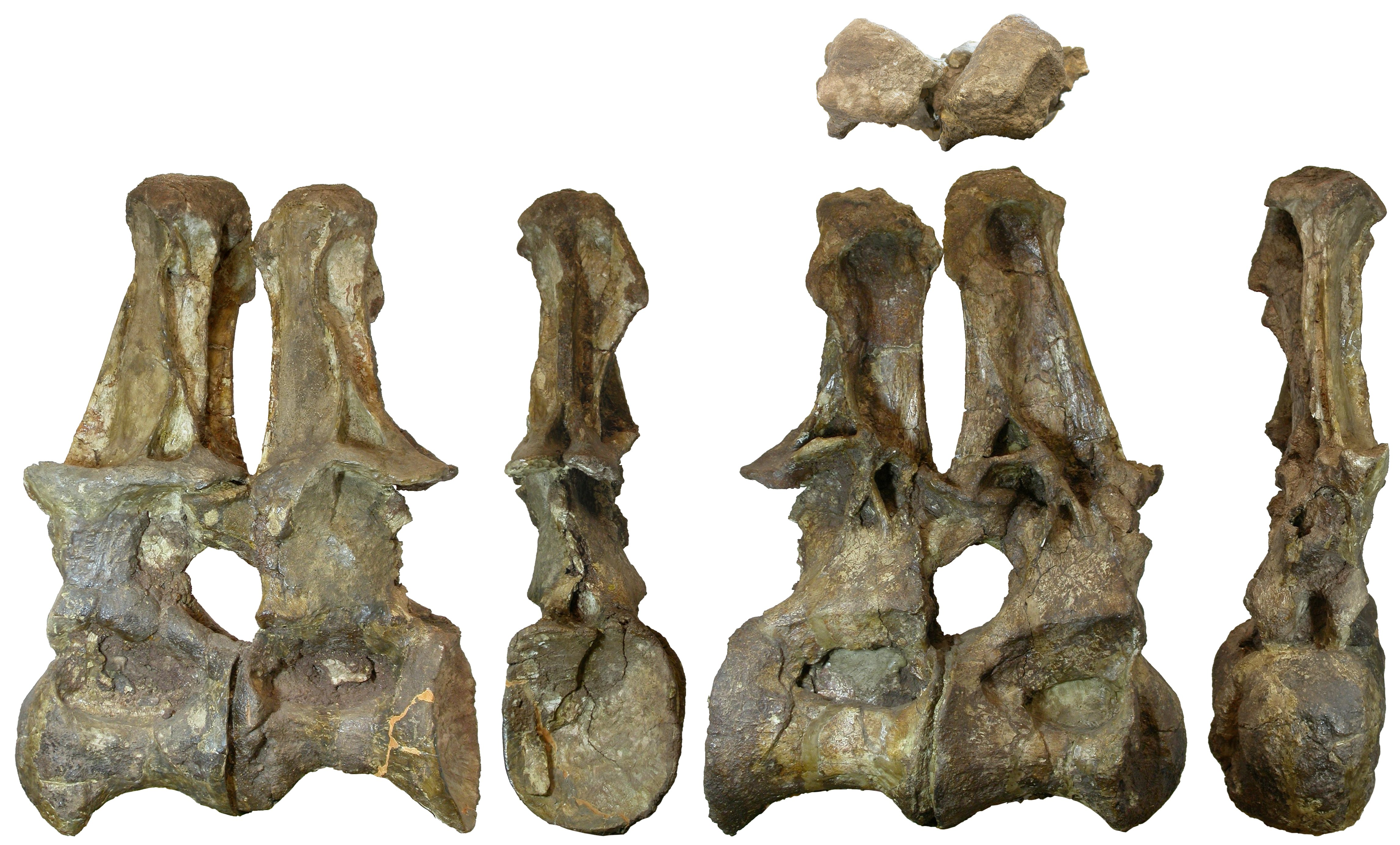
Dorsale wervels van de nog onbenoemde Archbishop

De ruggenwervels zijn relatief langwerpig, meestal langer dan breed of hoog. Bij sommige diplodociden zijn ze echter korter. Bij basale vormen, diplodociden en dicraeosauriden zijn de meer achterste ruggenwervels amficoel of amfiplat, aan beide uiteinden hol of plat, maar bij de meeste afgeleide soorten opisthocoel. Neosauropoden hebben grote pleurocoelen in de rug, met een rond, oogvormig of ovaal profiel.
Bij de ruggenwervels van sauropoden is de wervelboog altijd hoger dan het wervellichaam, vaak ook zonder het doornuitsteeksel. Dat steekt typisch ver omhoog, bij dicraeosauriden in extreme mate, een hoge rugkam vormend tot viermaal de centrumhoogte. Rebbachisauriden en dicraeosauriden hebben peddelvormige doornuitsteeksels. Meestal hebben de ruggenwervels een systeem van secundaire gewrichtsverbindingen doordat een hyposfeen aan de achterkant van de wervelboog met een verdikt uiteinde besloten zit in een komvormige holte aan de voorkant van de wervelboog van de achterliggende wervel. Dit systeem ontbreekt bij de Lithostrotia. De ribben zijn niet met de wervels vergroeid. Bij de Titanosauriformes zijn ze gepneumatiseerd. Buikribben zijn gevonden bij Eobrontosaurus en Jobaria, maar waren vermoedelijk bij alle soorten aanwezig.

###### Heiligbeen

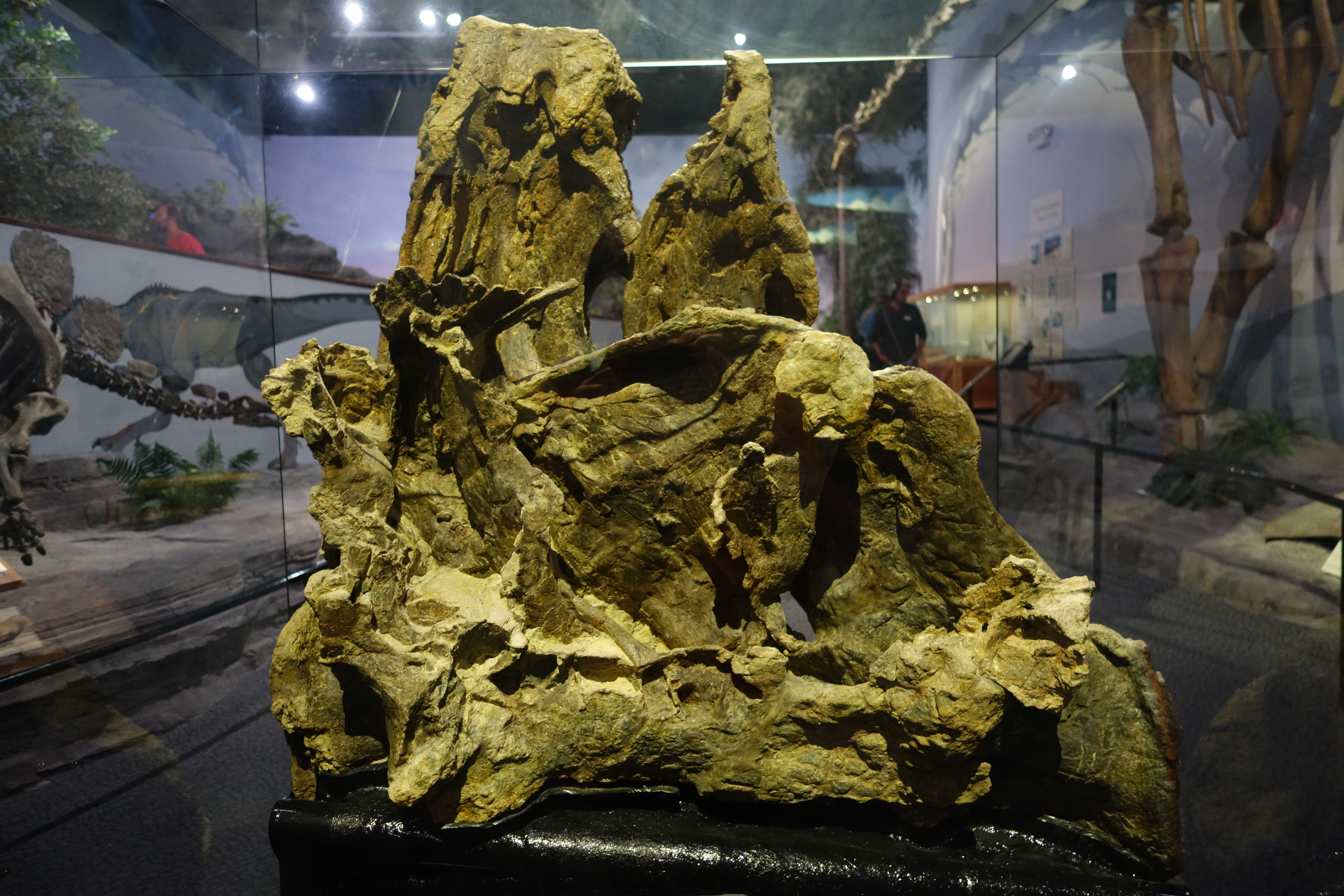
Het sacrum van Supersaurus

De sacrale wervels zijn bij volwassen dieren hecht vergroeid tot een heiligbeen. Dat is typisch gekromd met de holle zijde bovenaan. Dat richt de staartbasis omhoog, iets wat talloze skeletopstellingen en illustraties fout weergeven. Meestal is het voorste facet van de eerste wervel en het achterste facet van de laatste plat maar er kan ook vooraan een bol facet zijn en achteraan een hol of bol, al naargelang de vorm van de aangrenzende wervels van de rug c.q. staart. Bij jonge dieren zijn de binnenste wervels amficoel. Het voorste facet heeft meestal nog een hypantrum. Hoewel de zijkanten soms uitgehold zijn, ontbreken echte pleurocoelen. Het ruggenmergkanaal is naar boven verbreed, iets van waarvan de functie onzeker is; vroeger werd wel gedacht dat dit een "tweede brein" huisde.
Bij de sacrale wervels zijn de sacrale ribben en diapofysen versmolten tot een "sacrale plaat" langs de wervels en een "sacraal juk" langs het darmbeen dat een hechte verbinding vormt tussen de wervelkolom en het bekken door over de volle hoogte bij het darmbeen aan te sluiten. Bij grote soorten worden zo gigantische en zeer brede structuren gevormd die soms in één stuk bewaard zijn gebleven. Plaat en juk worden gescheiden door ronde gaten die de ribben halverwege nog scheiden. Evenzeer zijn de middelste doornuitsteeksels bij volwassen dieren versmolten tot een verticale "neurale plaat" die dit geheel verder verstevigt.

###### Staart

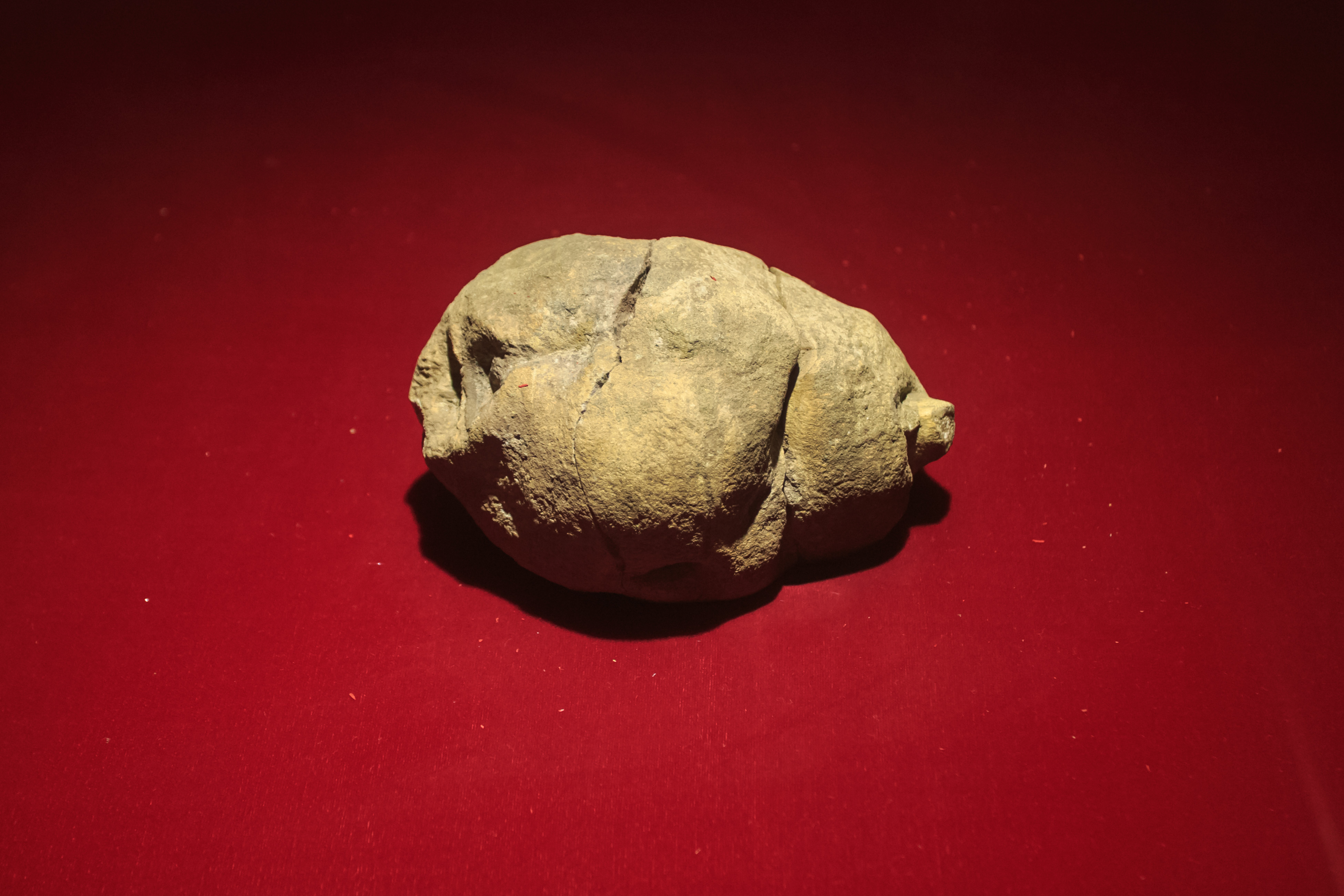
De staartknots van Shunosaurus

Sauropoden hebben niet alleen de langste nekken maar ook de langste bekende staarten uit het dierenrijk; bij de grootste soorten moeten die een twintig meter gehaald hebben. De staartwervels zijn normaliter massief en spoelvormig; bij Barosaurus, Diplodocus en Neuquensaurus zijn er vooraan echter ook gepneumatiseerde wervels. De voorste staartwervels zijn verkort, behalve bij sommige Lithostrotia. Dat maakt het staartbasis eenvoudiger heen en weer te bewegen wat een van de belangrijkste functies vereenvoudigt: het aandrijven van de achterpoten. Bij sommige groepen zijn die wervels daartoe ook procoel: met een hol voorste facet. Zo'n zwiepende beweging kan ook verdedigend worden ingezet en van sommige soorten is een knotsje aan het uiteinde van de staart bekend. Verder behouden de staartwervels naar achteren toe ongeveer hun absolute lengte. Omdat ze tegelijkertijd lager worden, neemt meteen hun langwerpigheid toe. Bij Diplodocidae is de middenstaart, rond de twintigste wervel, nog eens extra verlengd, tot tweemaal de hoogte. De uiterste staartwervels zijn staafvormig, soms tot zes maal langer dan breed.
De verschillende groepen verschillen sterk in de bolling van hun gewrichtsfacetten. Soms is de eerste wervel bol aan beide uiteinden om de holle achterkant van het heiligbeen met een vooraan holle tweede wervel te verbinden. Zulke "biconvexe" wervels kunnen ook voorkomen aan het staartuiteinde. Soms zetten de procoele wervels zich voort tot in de middenstaart. Een ander punt van onderscheid is de onderzijde: vaak plat of bol maar ook met een trog in de lengterichting met soms daarin weer een kiel. De doorsnede is typisch rond maar kan ook de vorm hebben van een afgeplatte ovaal of een hart; soms zijn de zijden recht. In de middenstaart beperkt de wervelboog zich meestal tot de achterste helft van het centrum maar bij de Titanosauriformes juist tot de voorste helft. De doornuitsteeksels zijn meestal eenvoudige platen maar bij de Diplodocidae, Dicraeosauridae en Lithostrotia hebben de voorste wervels er laminae op die zo complex zijn als bij hun wervels van de rug en het heiligbeen. De zijuitsteeksels houden rond de vijftiende wervel op.

###### Chevrons
Onder de staart bevindt zich, zoals bij veel Amniota, een reeks verticaal gerichte en gepaarde botten die verenigd zijn in de haemaalbogen ofwel chevrons. Ieder chevron is via facetten met twee wervels verbonden waarvan de onderkanten dus overspannen worden. Ze omsluiten een kanaal voor de aderen en zenuwen en voorkomen dat deze ingedrukt worden door het gewicht van de staart. Afgezien van hun omvang, hebben ze bij sauropoden meestal geen bijzondere bouw. Ze bezitten de typisch dinosaurische Y-vorm met twee bovenste takken die onderaan vergroeien en zich dan in een lang blad naar onderen voortzetten. Bij basale sauropoden is het haemaalkanaal overkapt doordat de gepaarde takken bovenaan met elkaar vergroeid zijn. Bij de middelste chevrons van Diplodocidae en alle chevrons van de Macronaria ontbreekt die overkapping.
Meestal kromt het blad aan het onderste uiteinde wat naar achteren. Bij sommige soorten heeft het van de twaalfde tot twintigste wervel af ook een naar voren gerichte punt. In dat geval plegen, vooral bij de diplodociden, de punten meer naar achteren in de staartreeks in elkaars verlengde te gaan staan zodat een sledevorm ontstaat. Diplodocus zelf is er naar genoemd: "dubbele balk". Het is wel geopperd dat dergelijke sleden dienden om de staart beter als "derde poot" te laten fungeren bij het zich oprichten op de achterpoten. De vergroeiing van de takken is onderaan niet volledig zodat in de onderkant van het blad een spleet gevormd wordt die naar het haemaalkanaal loopt. Bij de achterste chevrons van de Diplodocoidea neemt die zo sterk in grootte toe dat het blad in twee gepaarde delen gescheiden wordt.

##### Schoudergordel

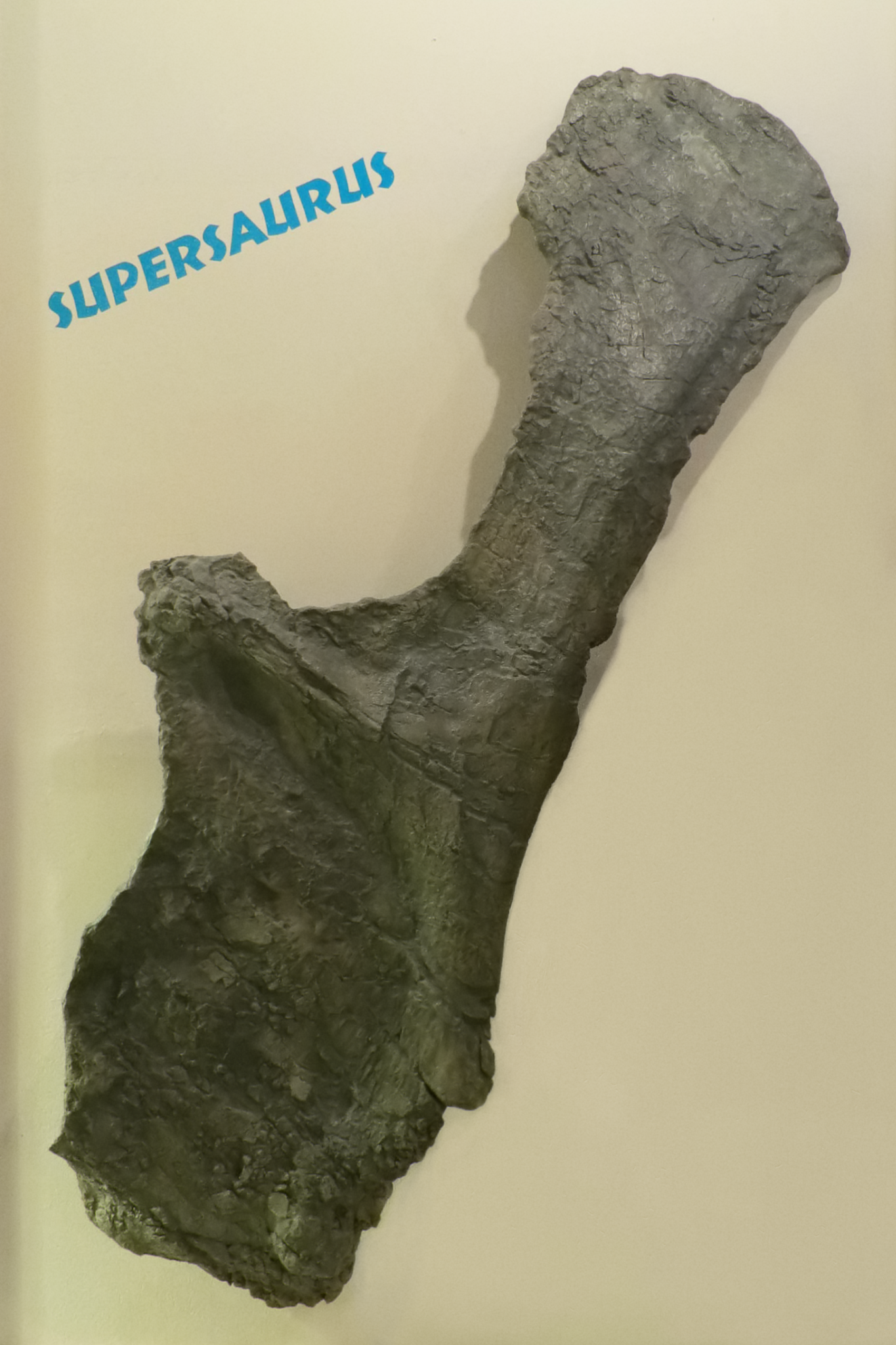
Een linkerschouderblad van Supersaurus, 2,4 meter lang en van de buitenzijde bezien

De schoudergordel bestaat uit het schouderblad en het ravenbeksbeen. Bij basale sauropoden heeft het schouderblad geen bijzondere vorm. Meer afgeleide vormen tonen echter een sterk verbrede onderkant — of voorkant als het bot horizontaal gedacht wordt. Deze "proximale" zijde krijgt de bouw van een grote beenplaat die wel de helft van de lengte kan beslaan. Op de buitenzijde van de plaat bevindt zich een grote uitholling. Daarboven/achter loopt een richel naar voren richting de processus acromialis, het uitsteeksel waar het sleutelbeen op rust. Deze richel is bij de Neosauropoda sterk ontwikkeld en heeft dan een holle onderzijde. Het eigenlijke blad van het schouderblad is recht. Het kan aan het bovenste/achterste uiteinde verbreed zijn. Dit blad is naar buiten toe typisch gebold tussen de lange zijden. De voorrand is vrij dun, de achterrand dikker. Naar binnen toe is het blad plat(ter). Het blad is naar binnen gebogen ten opzichte van de "proximale" plaat zodat een holte ontstaat die op de voorste borstkas past. Bij de Titanosauria loopt er overdwars een richel over deze binnenste holte. Andere vormen hebben juist aan de bovenrand een richel overdwars lopen en soms zijn beide richels aanwezig.
De onderrand/voorrand van de proximale plaat vormt een ruw raakvlak met het ravenbeksbeen. Bij volwassen exemplaren zijn beide botten vergroeid tot een scapulocoracoïde. Deze naad loopt naar achteren/onderen uit in het schoudergewricht dat dus door beide elementen gevormd wordt. Het gewricht heeft een driehoekig profiel en is ten opzichte van het lichaam als geheel naar beneden gericht; bij Somphospondyli ook wat schuin naar binnen.
Het ravenbeksbeen is een grote beenplaat verbonden aan het ondereind/vooreind van het schouderblad. Van de drie vrije randen daarvan is de achterrand/onderand overdwars dik, bijdragend aan het schoudergewricht, de andere twee vrij dun. De uitholling voor het gewricht maakt een haakse hoek met de gewrichtsholte op het schouderblad zodat een kom gevormd wordt waarin de kop van het opperarmbeen past. De schoudergordel kon zo enorme gewichten dragen. De reactiekracht van de poot moest worden overgedragen aan de romp, hoewel de schoudergordel daar niet via een gewricht aan verbonden was. Daartoe was de gordel ingebed in dikke lagen kraakbeen, pezen en spieren. De verschillende holten en richels dienden als aanhechting daarvoor. Hoe dat systeem in detail werkte, is nog omstreden. Zo is er een groep paleontologen die meent dat bij afgeleide sauropoden het schouderblad niet onder een hoek van 45° met de romp stond maar bijna verticaal. Dat zou het draagvermogen vergroot hebben en de romp vooraan hoger gebracht zodat de rug neer opliep en de nek verticaler stond. De voorwaartse bewegingsvrijheid van de poot zou zo echter beperkt zijn en daarmee ook de loopsnelheid.

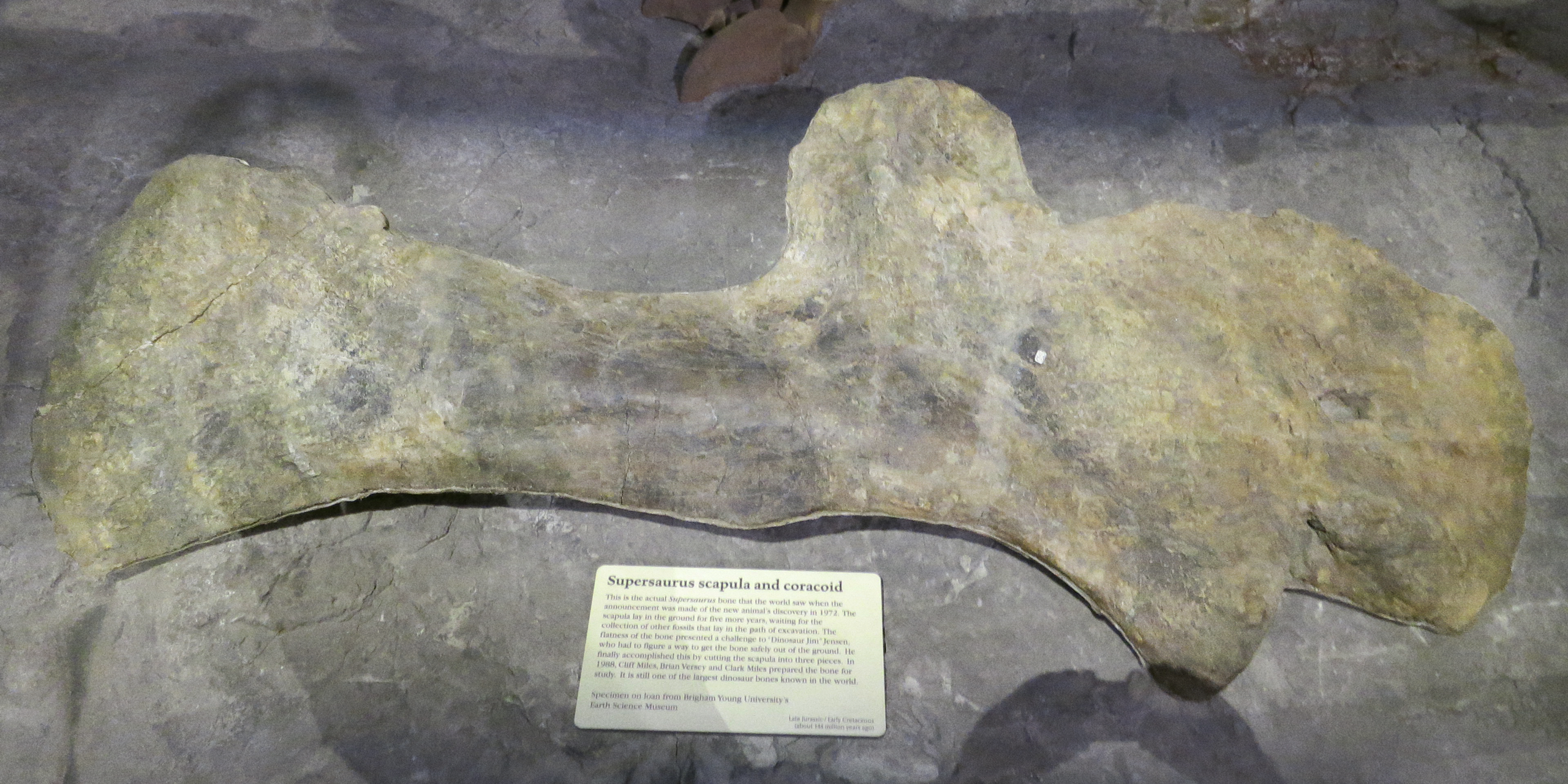
Een rechterschouderblad van Supersaurus met helemaal rechts het ravenbeksbeen er nog aan

Bij de meeste afgeleide sauropoden is het ravenbeksbeen relatief klein. Aan de naad steekt het schouderblad dan een flink eind uit. Bij de Titanosauria echter passen beide botten beter op elkaar. Vaak vormt het profiel van het ravenbeksbeen vooraan een boog, dus met een afgeronde hoek. Bij Apatosaurus en de titanosauriërs is de plaat meer een rechthoek. Meestal is de buitenzijde bol en de binnenzijde sterk hol. Onder/voor het schoudergewricht is er een inkeping. Vlak bij de naad met het schouderblad wordt het bot doornoord door een foramen coracoideum.
Lange tijd werd gedacht dat bij sauropoden sleutelbeenderen ontbraken doordat ze geheel waren gereduceerd of niet verbeenden. John Bell Hatcher meldde in 1901 gepaarde sleutelbeenderen bij Diplodocus, lange slanke botten met aan de ene kant een verbreed uiteinde en aan de andere kant een spits gevorkt eind. Later werden deze elementen meestal als sternale ribben gezien maar daar lijken ze niet op en kennelijk echte sleutelbeenderen werden uiteindelijk erkend bij Shunosaurus, Omeisaurus en Jobaria. In 2013 stelde een studie echter dat Hatchers vondsten interclavicula betroffen en dat de werkelijke sleutelbeenderen L-vormige botten zijn, bekend van sommige diplodociden. Hun ontbreken bij Titanosauriformes zou een aanpassing zijn aan een meer gespreide gang voor extra stabiliteit. Het bestaan van interclavicula bij dinosauriërs is overigens een omstreden hypothese.

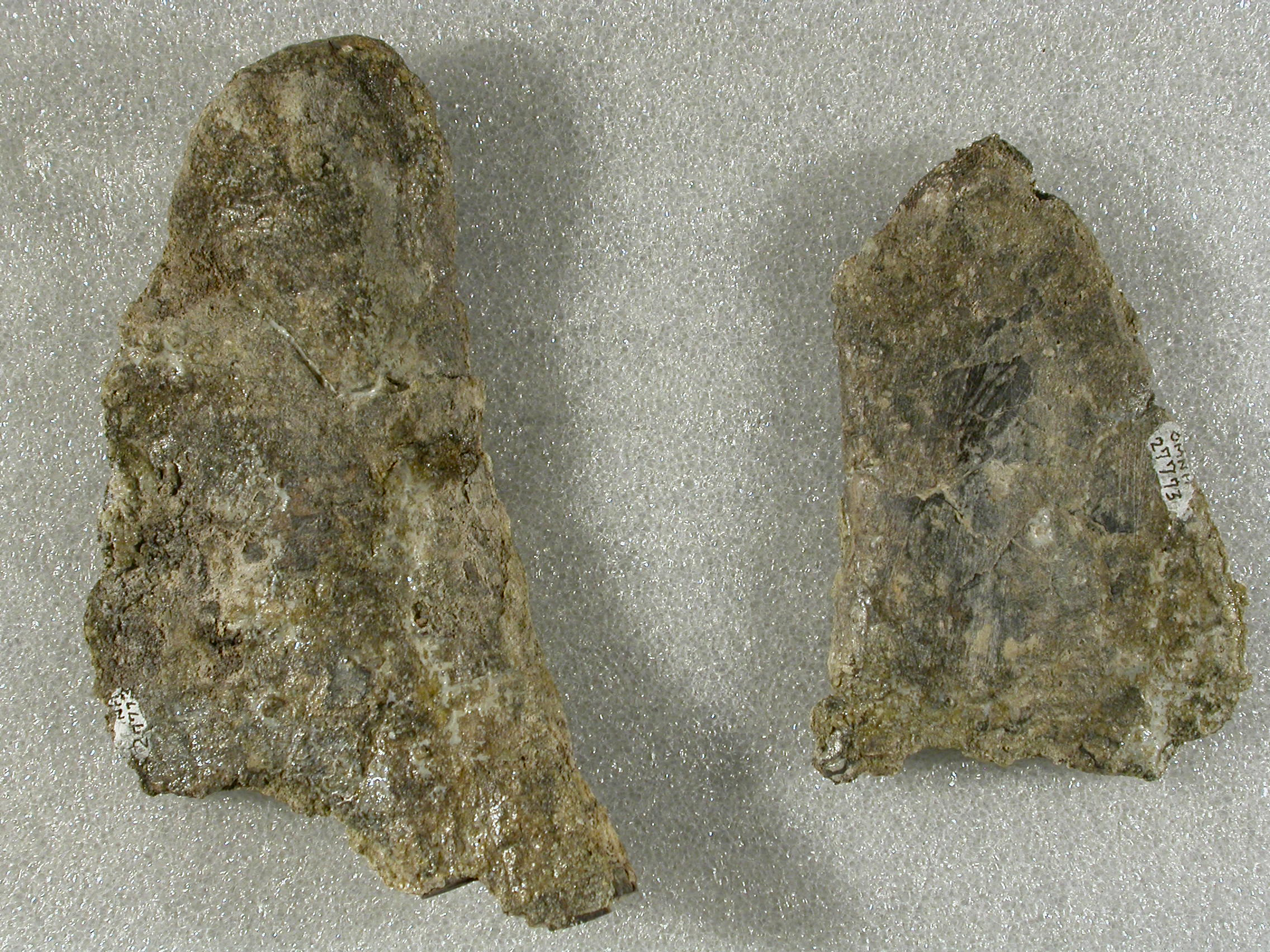
Sterna van Brontomerus

Sommige vondsten omvatten gepaarde borstbeenderen in de vorm van grote platte beenplaten, hol van boven en bol van onderen. Soms is de bovenkant zadelvormig door een bolling overdwars en een uitholling in de lengterichting. Vooral bij de Titanosauria zijn deze sterna zeer lang, tot driekwart van de lengte van het opperarmbeen. Bij vroege sauropoden is het profiel rond of ovaal, bij latere vormen vaak driehoekig waarbij de buitenrand hol is bij de Titanosauriformes, wat achteraan een naar buiten gericht uitsteeksel oplevert. Bij de Lithostrotia resulteert dit in een niervorm. Vaak zijn de randen zeer onregelmatig wat doet vermoeden dat ze uitliepen in kraakbeen. De sternale ribben, die de borstbeenderen met de ribben verbonden, zijn meestal niet verbeend wat de beweeglijkheid van de schoudergordel kan hebben vergroot. Verbeende sternale ribben zijn staafvormig met ruwe uiteinden. De buikribben, die de buikholte stevigheid gaven, zijn plat met brede uiteinden. In 2013 werden ook mogelijke intercostale elementen gemeld, dus verbeningen van het kraakbeen dat de ribben verbond.

##### Voorpoot

###### Opperarm

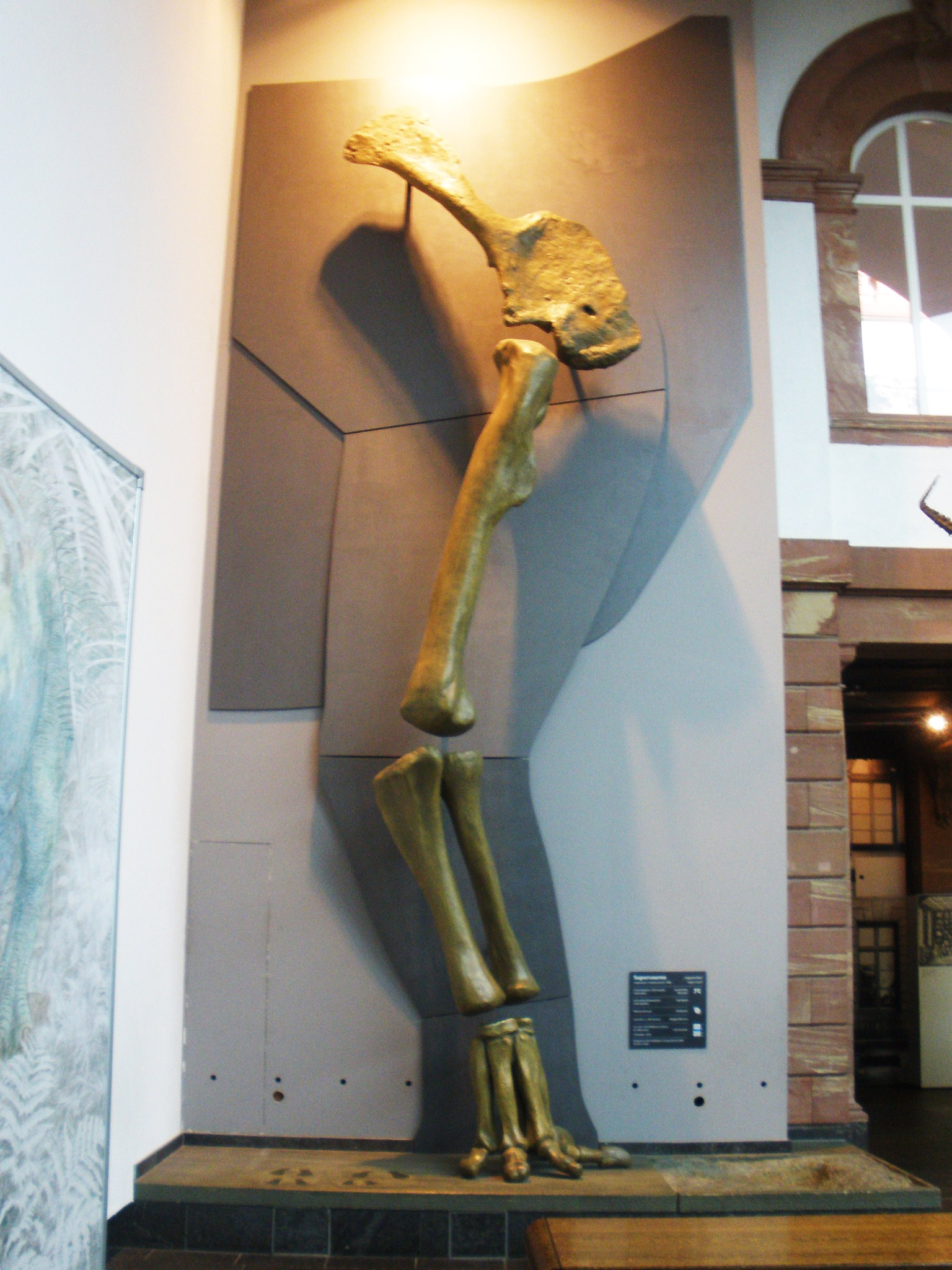
Een model van hoe een rechtervoorpoot van Supersaurus in het schouderblad past

De voorpoten van sauropoden zijn de langste die we uit het dierenrijk kennen. Ze zijn ook relatief lang ten opzichte van de achterpoot met meestal driekwart van de lengte daarvan. Diplodocidae en Dicraeosauridae hebben echter kortere voorpoten met maar 65% van de achterpootlengte. Hun ruggen lopen daardoor vooraan iets naar beneden af. Veel van die lengte zit hem in het opperarmbeen dat typisch 80-90% heeft van de lengte van het dijbeen. Bij de Brachiosauridae kan deze humerus zelfs langer zijn dan het femur. Hun ruggen lopen richting kop sterk op. Hun opperarmbeenderen zijn uitgesproken slank. Dat is onder sauropoden echter een uitzondering: de humeri zijn weliswaar recht maar aan het boveneind typisch sterk verbreed, tot 40% van de schachtlengte. Het boveneind is bol met een forse binnenhoek. Bij Lithostrotia loopt de buitenhoek uit in een bolling zodat het bovenprofiel golvend wordt. Het bovenprofiel is overdwars verdikt door de kop of caput humeri die in het schoudergewricht past. Het is de gewoonte om de achterkant en voorkant van de schacht te bepalen aan de hand van de positie van de voorpoot als die met het schoudergewricht articuleert. De verdikking overdwars ten opzichte van de lijn van de bovenzijde wordt dan een verdikking van voor naar achter. Die ligt meestal op de helft van die lijn. De kop overhangt de achterkant iets, wat samenhangt met licht gebogen zijn van de elleboog zodat het opperarmbeen wat naar voren helt. Van de kop af loopt over de bovenzijde van de achterkant een lage richel naar beneden.
De deltopectorale kam bevindt zich bovenaan op de voorste buitenhoek van de schacht en loopt tot ongeveer een derde van de schachtlengte door. Deze kam dient als verankering van belangrijke spieren zoals de Musculus deltoides en de Musculus pectoralis. Bij de meeste sauropoden is deze crista deltopectoralis niet al te groot omdat ze maar langzaam lopen. Bij de Titanosauriformes is de omvang aanzienlijker, wat kan samenhangen met hun enorme lichaamsomvang en brede borstkas. Bij de Brachiosauridae vindt deze vergroting vooral naar onderen plaats, tot de helft van de schachtlengte, en bij de Titanosauria door een verbreding naar binnen over de voorkant van de schacht. De schacht is typisch recht maar de bovenkant kan iets naar achteren hellen. De doorsnede van de schacht is ovaal of elliptisch, waarbij de lange as overdwars loopt, dus evenwijdig met het bovenprofiel. Het onderste uiteinde is verbreed, maar minder dan het bovenste. Ook hier is de verbreding overdwars en parallel aan het bovenprofiel. Zelden is de schacht wat om de lengteas gewrongen. Er zijn twee afgeronde onderste gewrichtsknobbels die vooral naar achteren uitsteken en gescheiden worden door een ondiepe groeve. Bij de Titanosauria kan die groeve dieper zijn, de knobbels scherper en meer uitstekend. Vaak steken de knobbels nauwelijks naar voren uit, een plat vlak opleverend over de voorkant, net boven het gewrichtsvlak. Vaak zijn er in het midden twee uitsteekseltjes waar dit vlak het gewrichtsvlak ontmoet. Het gewrichtsvlak is typisch plat, zij het ruw voor de aanhechting van dikke dempende kraakbeenkappen. Bij de Titanosauria is er echter vaak een zekere bolling van voor naar achter.

###### Pijpbeenderen van de onderarm
De knobbels van het opperarmbeen zijn verbonden met de twee pijpbeenderen van de onderarm. Hoewel het voor de hand ligt aan te nemen dat daarbij van de buitenste knobbel een bot loopt naar de buitenzijde van de hand en van de binnenste knobbel uit een bot naar de binnenzijde, een interpretatie die nog in 1901 voor sauropoden werd verdedigd door Henry Fairfield Osborn en in 1903 door John Bell Hatcher, en veel skeletten in musea foutief zo opgesteld zijn, is de werkelijke situatie complexer en in wezen omgekeerd. Van de buitenste "radiale" knobbel loopt de radius, ofwel het spaakbeen, naar de binnenzijde van de hand en de binnenste "ulnare" knobbel is via de ulna ofwel ellepijp verbonden met de buitenzijde. Dit wordt wat verhuld doordat de bovenzijde van de ellepijp achter die van het spaakbeen ligt en de radius niet sterk met de ulna gekruist is wat de hand naar buiten draait. De onderarm was dus niet tot pronatie in staat en bevond zich steeds in een toestand van supinatie, iets wat talloze illustraties fout weergeven. Het spaakbeen ligt voor en iets naar binnen toe ten opzichte van de ellepijp en rust bovenaan in een groeve van de ellepijp.

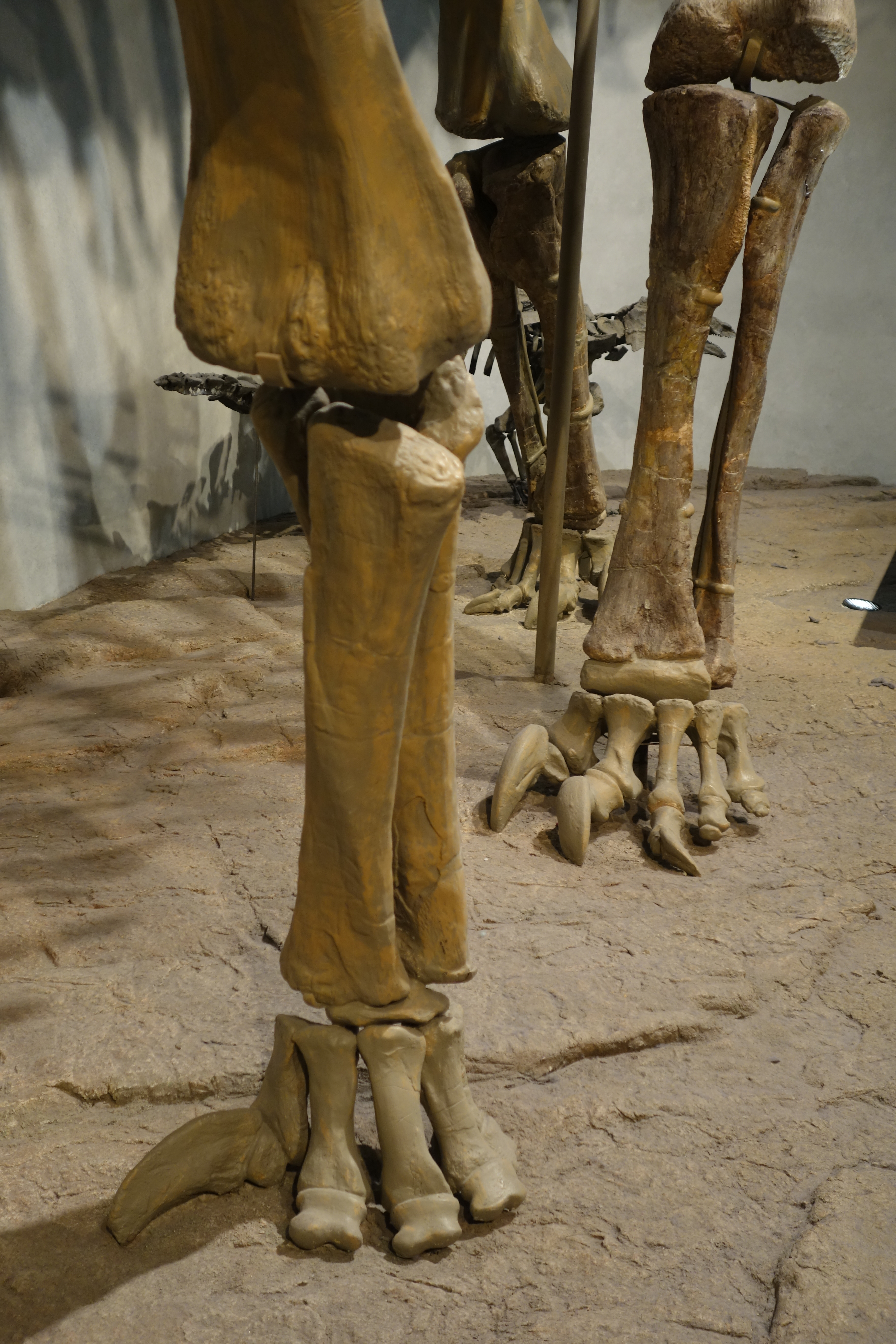
Het spaakbeen loopt bij deze linkervoorpoot van een diplodocine voor de ellepijp naar binnen

De ellepijp van afgeleide sauropoden verschilt van de normale dinosaurische vorm doordat van het driestralige bovenvlak het achterste uitsteeksel, de processus olecrani, nauwelijks gevormd is. Dit diende om de elleboog te strekken en zo een krachtige afzet mogelijk te maken die bij de langzame gang van sauropoden overbodig is. Ook hier zijn de titanosauriërs weer een uitzondering door de aanwezigheid van een afgeronde verheffing. Tussen de voorste uitsteeksels rust de bovenkant van het spaakbeen in een diepe groeve. De dwarsdoorsnede blijft driehoekig tot het midden van de schacht. De bovenzijde is duidelijk meer verbreed dan de onderzijde. De schacht is in zijaanzicht iets bol naar voren gebogen. Van de onderkant af bevindt zich op een kwart van de hoogte een verruwing aan de voorste binnenrand. Dat zou een aanhechting kunnen zijn voor een ligamentum interossale, een band die de ellepijp met een overeenkomende verruwing op het spaakbeen verbindt. Daaronder is die rand bol en rustte vermoedelijk tegen de achterste buitenkant van het uiteinde van het spaakbeen. Het ondervlak is van voor naar achter verbreed met een ovale doorsnede. Het is bol en ruw voor de verbinding met de kraakbeenkap. De bolling van de schacht doet dit vlak iets naar achter richten.
Het spaakbeen is een eenvoudige staafvormige structuur met verbrede uiteinden. Het bovenvlak is ovaal, met de scherpere punt naar binnen gericht, en iets bol of plat. De schacht heeft een ovale dwarsdoorsnede en is in vooraanzicht licht golvend. In zijaanzicht is de schacht iets bol naar voren gebogen. Het ondervlak is bol en maakt een opvallende hoek met de lengteas doordat het naar buiten toe oploopt. Afwijkend is dat de doorsnede rechthoekig is met een rechte achterrand in plaats van ovaal. Titanosauriërs hebben relatief robuuste spaakbeenderen maar ook ellepijpen.

###### Pols en hand
Van de pols is weinig bekend. Slechts zelden zijn polsbeenderen ofwel carpalia aangetroffen. Vermoedelijk verbeenden slechts de onderste carpalia. Basale sauropoden tonen er daar nog drie van die dan boven het tweede, derde en vierde middenhandsbeen liggen. Ze zijn blokvormig. Bij meer afgeleide vormen zijn die meestal vergroeid of gereduceerd. Camarasaurus en Giraffatitan hebben er twee, Apatosaurus één die een rechthoekige balk vormt. Dat zou dan een versmelting kunnen zijn van het lunare en het intermedium of misschien van de eerste drie distale carpalia, dus inclusief een element boven de duim. Het ondervlak is gebold en verruwd voor aanhechting van kraakbeen. Vermoedelijk kon de hele hand naar achteren klappen ten opzichte van de pijpbeenderen van de onderarm en dikke kraakbeenlagen kunnen daarvoor de nodige flexibiliteit hebben geleverd. Titanosauriërs schijnen helemaal geen verbeende carpalia te hebben gehad.

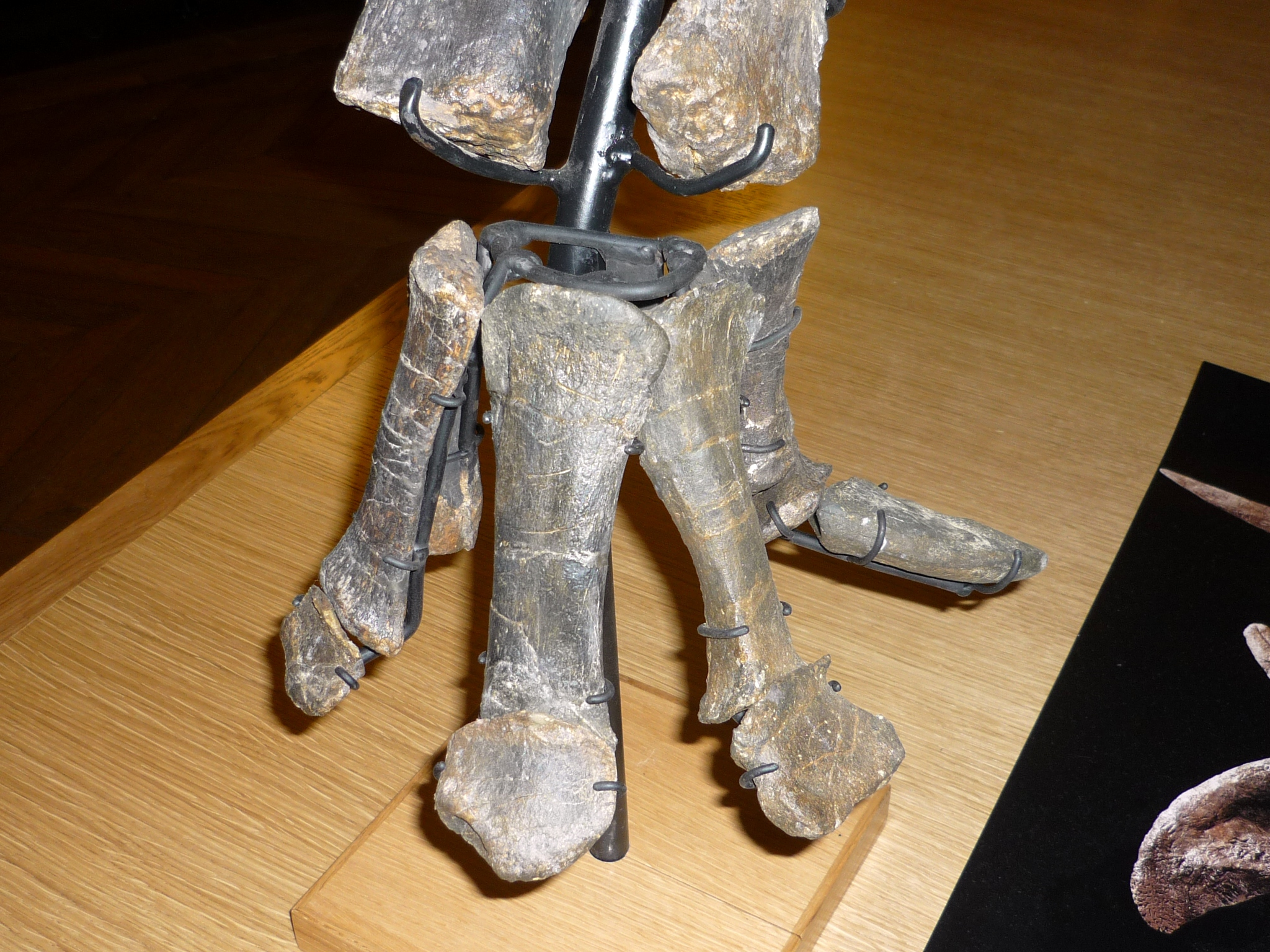
Een rechterhand van Suuwassea

Anders dan veel opstellingen en illustraties tonen, wordt de middenhand bij afgeleide soorten typisch verticaal gehouden. Het is niet helemaal duidelijk wanneer de overgang van een platte naar verticale stand heeft plaatsgevonden maar bij de Neosauropoda was het proces voltooid. De vijf middenhandsbeenderen zijn daartoe in een buisvorm of U-vorm gegroepeerd. Ze zijn ruwweg even groot en lang, dus het vierde en vijfde middenhandsbeen is niet flink gereduceerd als bij veel andere dinosauriërs. Meestal is het derde middenhandsbeen het langst maar bij Lithostrotia kan dat ook het eerste of tweede zijn. Afgeleide groepen hebben ook langere middenhanden. Bij basale sauropoden heeft de middenhand minder dan 40% van de lengte van het spaakbeen. Bij de Macronaria bedraagt de lengte van het derde middenhandsbeen meer dan 45% van die van de radius. Hierdoor verandert de vorm van kort en robuust naar lang en slank. De bovenvlakken van de middenhandsbeenderen zijn plat of iets afgerond aan de randen. Bij het eerste en vijfde middenhandsbeen is de doorsnede dan cirkelvormig, bij het tweede, derde en vierde driehoekig. De zijkanten hebben bovenaan driehoekige groeven die naar beneden uitlopen in rimpels. Dit zouden de aanhechtingen van de stevige kapsels kunnen zijn geweest die de middenhandsbeenderen tot een geheel verbonden. De schachten hebben een ovale of rechthoekige dwarsdoorsnede. De onderste uiteinden zijn overdwars verbreed en tonen twee zwak ontwikkelde gewrichtsknobbels. Dit duidt erop dat de vingers geen grote beweeglijkheid meer hebben.
Bij een verticale middenhand hebben de vingers nauwelijks meer een dragende functie. We zien dan ook een reductie in het aantal vingerkootjes. Bij basale vormen is de formule 2-2-2-2-1, dus met nog maar één kootje bij de vijfde vinger. Bij veel Neosauropoda is dat al gereduceerd tot 2-1-1-1-1. Bij afgeleide titanosauriërs zijn nooit vingerkootjes aangetroffen en wellicht liepen ze direct op de middenhanden. De vingerkootjes zijn kort. De bovenste, proximale, vingerkootjes hebben, van voren bekeken in een verticale stand, een rechthoekige doorsnede maar het eerste kootje van de eerste vinger heeft typisch een wigvorm doordat het taps naar binnen toeloopt. Het bovenvlak is rond en plat of iets hol. Het eerste kootje heeft een verdikt uiteinde met twee afgeronde gewrichtsknobbels gescheiden door een duidelijke groeve, ook als er geen tweede kootje meer aanwezig is,. De meeste sauropoden hebben een grote duimklauw, het tweede kootje van de eerste vinger. Die werd dan boven de grond geheven gehouden en is naar binnen gericht; wellicht was het ook mogelijk hem naar achteren te klappen. Deze klauw is gekromd, smal en hoog met een ovale basis en ronde dwarsdoorsnede van de punt. Bij Giraffatitan is de klauw klein; vermoedelijk hebben de meeste titanosauriërs ook geen duimklauw. De klauwen van de tweede en derde vinger zijn bij basale sauropoden kleiner, sterker overdwars afgeplat aan de basis en krommer. De vierde vinger heeft hoogstens een stompje als tweede kootje. Bij afgeleide sauropoden ontbreken deze klauwen.

##### Bekken

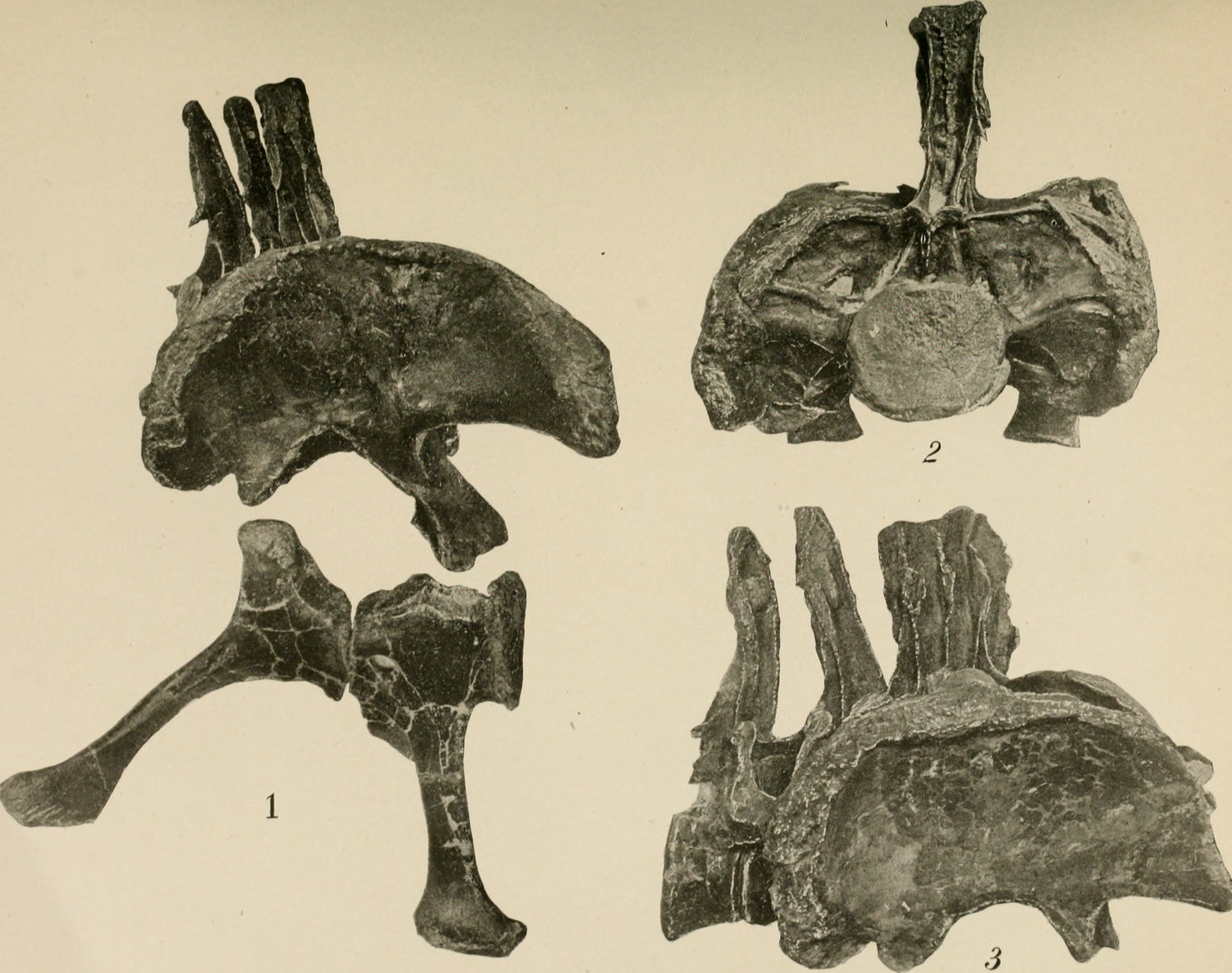
Diplodocine bekken

Het bekken van sauropoden laat de overgang zien van een rennende naar stappende levenswijze. Afgeleide sauropoden konden niet meer rennen en lieten hun achterpoten een efficiënte slingerbeweging van achter naar voor maken. Hun darmbeen hoefde dus niet sterk meer naar voren uit te steken. Het veranderde in een halve schijf. Die is vrij hoog want het bewegen van de achterpoot moet nog wel door sterke spieren ondersteund worden. Bij Titanosauriformes is het voorblad een hoge lob. Die oriëntatie weerspiegelt bij sommige soorten ook een naar voren oplopende rug. Bij Neosauropoda steekt voorblad schuin naar bezijden uit om plaats te bieden aan de enorme buikholte. Bij veel titanosauriërs treed daarbij een buitenwaartse rotatie op zodat de rand naar beneden gericht raakt. Het darmbeen is onderaan verbonden met het schaambeen en zitbeen en heeft daartoe twee aanhangsels. Het aanhangsel voor het schaambeen is het langst en steekt schuin naar voren en onderen. De dwarsdoorsnede ervan is rond of halvemaanvormig. Het aanhangsel voor het zitbeen is verkort wat de indruk geeft dat het hele darmbeen naar voren oploopt. Deze verkorting is al sterk bij alle neosauropoden en vindt haar eindontwikkeling bij titanosauriërs waar er weinig van het uitsteeksel overblijft. Het bovenprofiel van het darmbeen is sterk bol. De binnenzijde is verbonden met het "sacrocostale juk", dus de plaat gevormd door de sacrale ribben. Bij een los gevonden darmbeen zijn daarvan vaak duidelijk de sporen te zien. Bij basale Sauropodomorpha heeft het achterblad een groeve in de onderzijde waar de Musculus caudofemoralis brevis aanhechtte. Bij sauropoden ontbreekt deze groeve wat erop duidt dat de staart een minder belangrijke functie had in de voortbeweging.

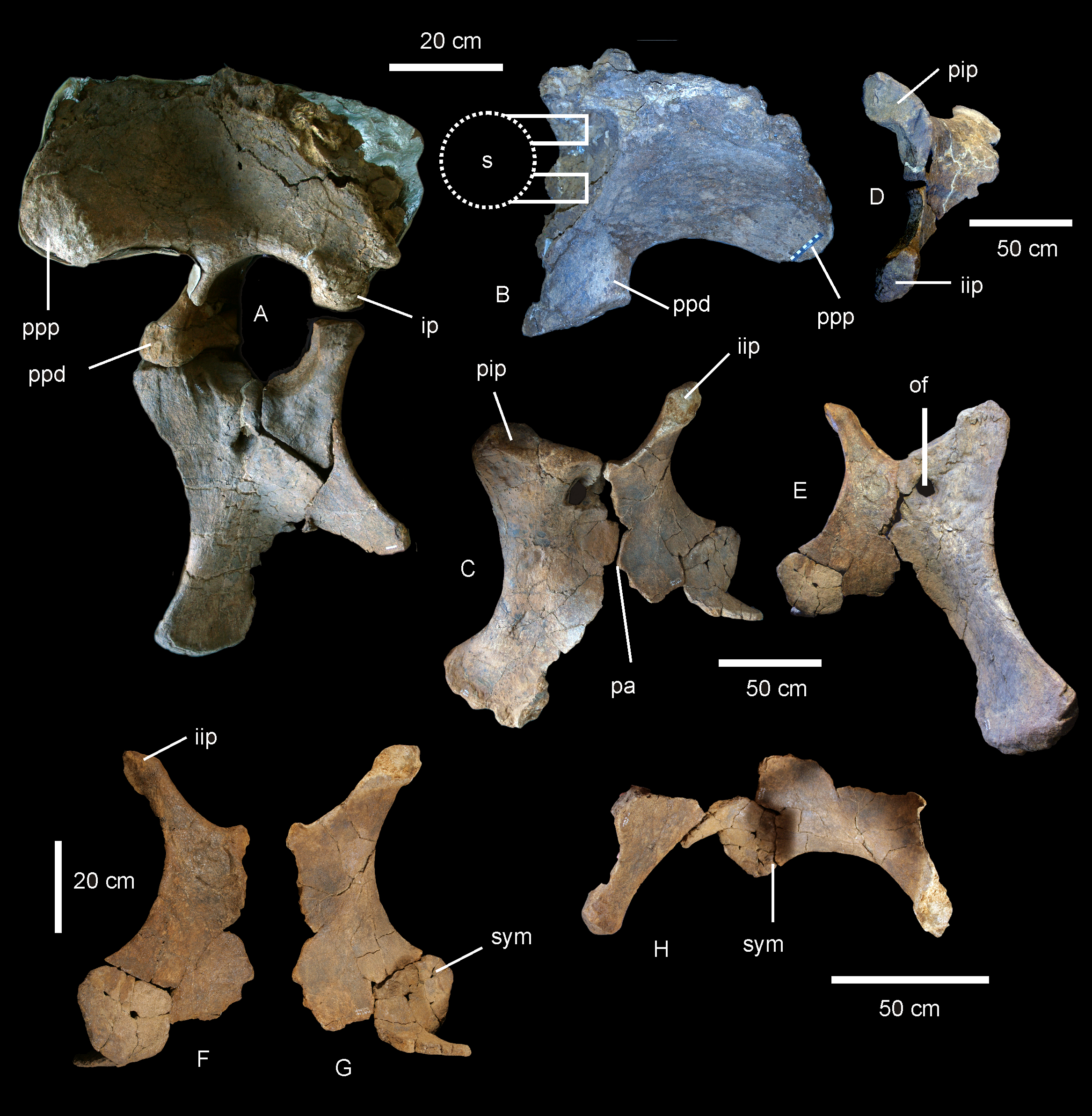
Bekken van Diamantinasaurus

Het schaambeen is relatief kort en breed in zijaanzicht. Het is korter dan het zitbeen, behalve bij titanosauriërs. Het onderste uiteinde draait niet naar binnen toe. Overdwars blijft de schacht dus in hetzelfde vlak liggen waarbij de buitenrand zich iets voor de binnenrand bevindt. Bij andere Saurischia zijn de onderste binnenranden van de gepaarde schaambeenderen typisch verbonden via een beenschort maar bij sauropoden raken ze elkaar direct met uitzondering van basale vormen zoals Vulcanodon. Hun raaklijn vormt een trog. De dwarsdoorsnede van de schacht is druppelvormig met een brede afgeronde buitenrand, een afgeronde richel daar net achter aan de achterzijde en een dunne binnenrand. Het onderste uiteinde is verbreed met een bol ondervlak. Bovenaan is het schaambeen met zijn aanhangsel van het darmbeen verbonden via een ondiep hol raakvlak. Bij Dicraeosauridae en Diplodocidae bevindt zich hier direct onder aan de voorzijde een opvallend haakvormig uitsteeksel voor de Musculus ambiens. Achter het bovenste raakvlak levert het schaambeen een bijdrage aan het heupgewricht. Het hoofdlichaam vormt een overdwars afgeplatte verticaal hoge plaat die met het zitbeen verbonden is. Bij meer basale soorten beslaat de plaat een derde van de totale lengte maar bij Camarasauromorpha loopt dat op tot 45 tot 50%. Het hoofdlichaam wordt doorboord door een foramen obturatum dat geheel gesloten is behalve bij jonge dieren die nog een verbinding naar onderen tonen.
Het zitbeen heeft bovenaan een in zijaanzicht breed, overdwars smal en verticaal hoog hoofdlichaam en onderaan een lange slanke schacht. Het raakvlak met het schaambeen loopt naar onderen taps uit maar is bovenaan breder. De bijdrage aan het heupgewricht gaat geleidelijk in de buitenwand over maar de binnenwand toont vooraan een scherpe richel die schuin naar voren en boven gericht is. Achteraan vormt het zitbeen een groot deel van de achterrand van het heupgewricht. Het raakvlak met het darmbeen heeft meestal een vierkante dwarsdoorsnede. De schacht is schuin naar achteren en beneden gericht; het verlengde naar boven komt meestal bij het punt uit waar het vlak met het schaambeen het heupgewricht raakt. Bij sommige soorten, zoals Brachiosaurus en Lapparentosaurus, is de schacht echter veel steiler. Bij basale soorten is de schacht overdwars afgeplat met een afgeronde bovenrand/onderrand en een scherpere onderrand/voorrand. Waar de gepaarde schachten van de zitbeenderen elkaar raken, worden ze ingekorven door een scherpe V-vormige verticale groeve. Het onderste uiteinde is verbreed zodat een ovale doorsnede ontstaat waarvan de lange as minstens driemaal de lengte van de korte as heeft. Bij de Camarasauromopha zijn de schachten naar buiten om hun lengteas gewrongen, zodanig dat de verbrede uiteinden in elkaars verlengde komen te liggen. Bij Diplodocidae is vooral de achterrand verbreed. Bij de Titanosauria zijn de gepaarde schachten verkort en over hun lengte vergroeid. Bij Opisthocoelicaudia en Alamosaurus zette die sluiting zich vermoedelijk over de schaambeenderen voort zodat een beengewelf de onderzijde van het bekken geheel afsluit.

##### Achterpoot

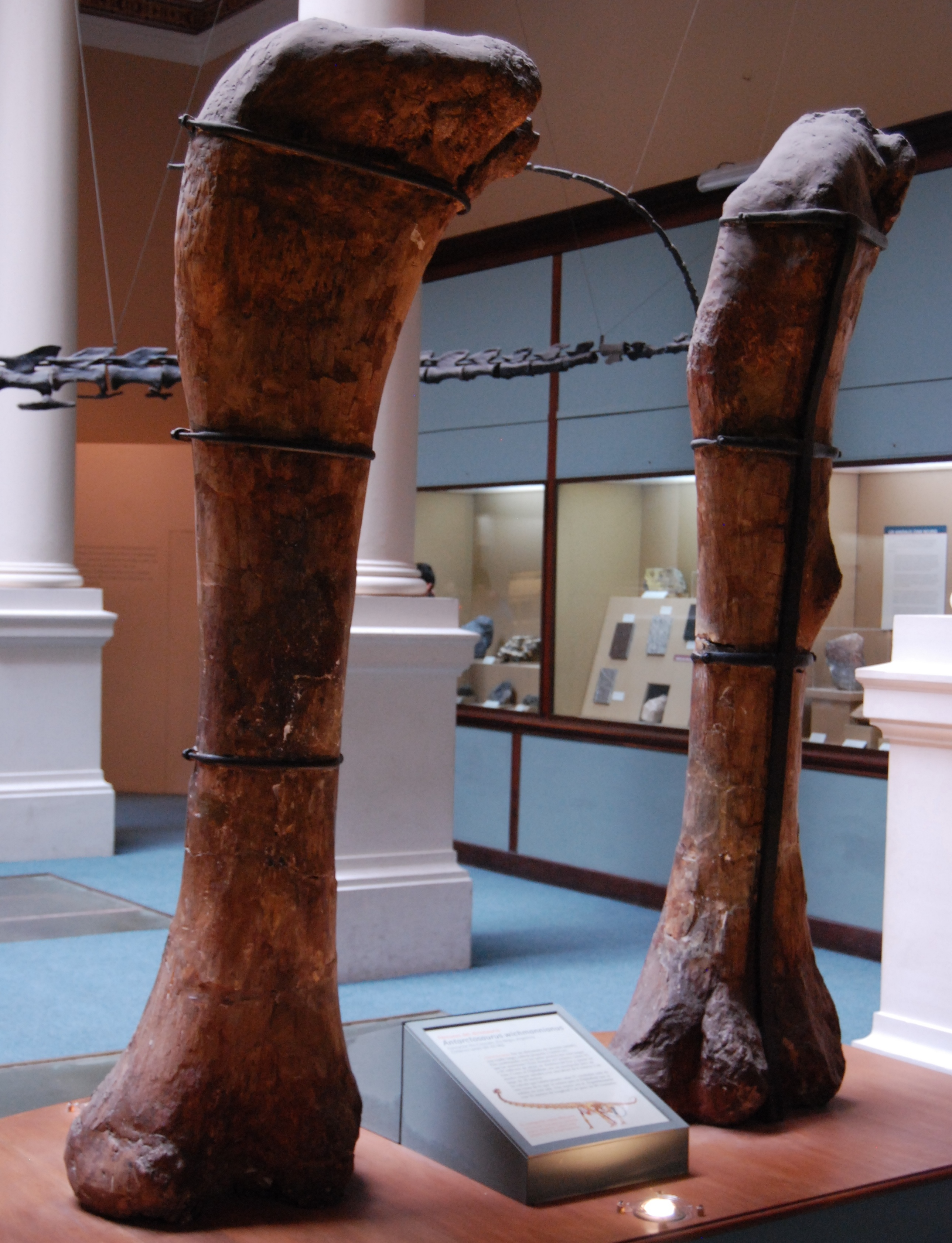
Reusachtige dijbeenderen van Antarctosaurus. Rechts een linkerdijbeen dat van achteren bezien duidelijk de zijbult, de puntige vierde trochanter en de verticale groeve in de buitenste gewrichtsknobbel toont

###### Dijbeen
Behalve bij de meest basale soorten is het dijbeen van sauropoden zeer recht, zonder golving in zijaanzicht of vooraanzicht. Het vormt zo een kolom, bij de grootste soorten meer dan twee meter lang, om verticaal het hoge lichaamsgewicht te dragen. De afgeronde kop van het dijbeen steekt schuin naar boven en binnen uit en paste in het heupgewricht. De breedte ervan is van voor naar achter groter dan die van de beenstijl die het bovendeel van de schacht vormt, de trochanter major waarvan de kop niet gescheiden wordt door een duidelijke nek. Basale vormen hebben vooraan de beenstijl nog een trochanter minor in de vorm van een lage verticale richel maar die is bij de Eusauropoda geheel verdwenen. De schacht is breder overdwars dan van voor naar achter. De dwarsdoorsnede is een ovaal of rechthoek. Bij sommige afgeleide groepen, zoals de Titanosauriformes, heeft de schacht op de bovenste zijkant een verdikking of bult naar buiten toe. Behalve bij basale soorten, Patagosaurus en vormen nog lager in de stamboom, is de vierde trochanter, die een aanhechting vormt voor de retractorspier van de staart, gereduceerd tot een lage afgeronde richel op de achterste binnenrand, op ongeveer halve hoogte. De geringe ontwikkeling en lage positie weerspiegelt het feit dat sauropoden geen snelle renners zijn. Bij jonge dieren en de Titanosauria kan dit uitsteeksel echter hoger liggen.

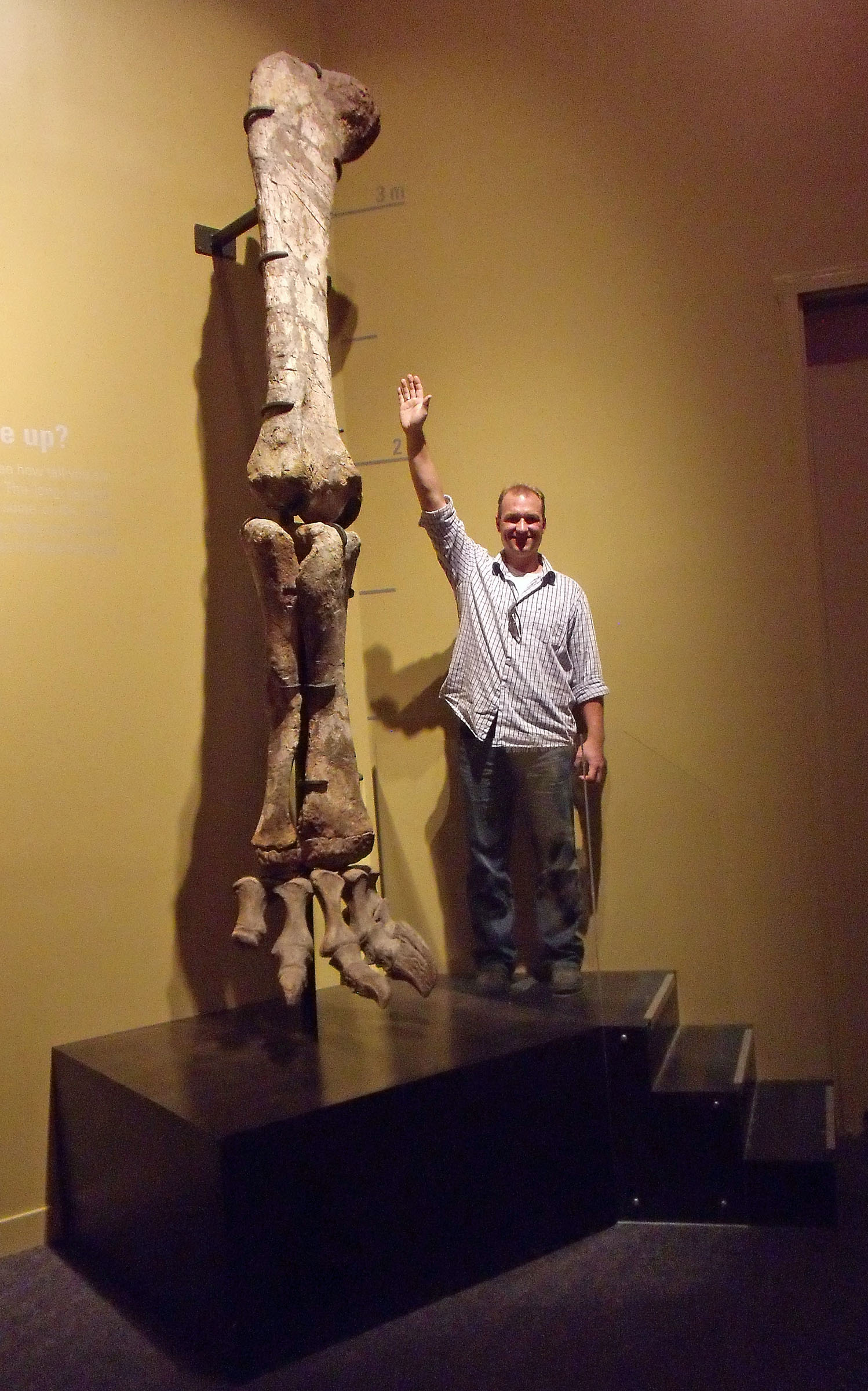
Rechterachterpoot van Camarasaurus

De onderste gewrichtsknobbels zijn gescheiden door een duidelijke groeve. Het gewricht is bol van voor naar achter, vooral bij de Titanosauria, voor een gelijkmatige slingerbeweging van de poot. De knobbels zijn niet speciaal naar achteren verlengd om een gebogen knie in rennende beweging te ondersteunen. De buitenste knobbel is ingekeept door een verticale groeve op de buitenste achterrand die de condyle in een groter voorste deel en kleiner achterste deel verdeelt.

###### Pijpbeenderen van het onderbeen
Het scheenbeen is korter dan het dijbeen, als aanpassing aan een stappende gang. Het is recht en tamelijk robuust. De uiteinden zijn flink verbreed en ten opzichte daarvan is de schacht haast slank te noemen. Het bovenvlak, het gewricht met het dijbeen, is plat of licht hol. Bij basale eusauropoden is dit vlak nog overdwars afgeplat maar bij neosauropoden meer verbreed zodat de omtrek cirkelvormig wordt. Bovenaan bevindt zich aan de voorste buitenhoek de crista cnemialis, de kam waarmee de poot gestrekt werd. Die vormt een verticaal lange richel die grotendeels naar buiten gericht is. De buitenste zijkant van het scheenbeen bolt nogal, vooral bij neosauropoden, zodat tussen die bolling en de crista cnemialis een verticale groeve ontstaat. Tegen de bolling rust de binnenste bovenkant van het kuitbeen en de voorrand ervan past in de groeve. De schacht heeft een ronde dwarsdoorsnede, wat platter aan de achterste buitenhoek zodat aan de voorste buitenhoek een scherpe rand ontstaat die naar boven overloopt in de crista cnemialis. De onderzijde van het scheenbeen is minder verbreed dan de bovenzijde. Het ondervlak aan de zijde van de enkelbeenderen heeft een driehoekig profiel. Bij basale eusasuropoden en titanosauriërs is het ondervlak van voor naar achter afgeplat. Bij de meeste neosauropoden echter is het overdwars even breed als in zijaanzicht. De voorkant van de driehoek is vlak of iets hol. De binnenste en buitenste beenstijlen richting de enkel worden gescheiden door een verticale groeve over de achterste buitenrand. De binnenste beenstijl steekt daarbij iets verder naar onderen uit maar is bij sauropoden toch relatief klein zodat het achterste plateau van het hoofdlichaam van het sprongbeen zichtbaar is.
Het kuitbeen is recht en veel slanker dan het scheenbeen, aan de buitenzijde waarvan het geplaatst is. Het is ook langer dan het scheenbeen, meer naar onderen uitstekend. Dat wordt wel gezien als een compensatie voor het verlies van het hielbeen. Het bovenvlak is van voor naar achter langwerpig en dus overdwars afgeplat. De buitenrand van het bovenvlak is bol, de binnenrand hol met lager een driehoekige gegroefde verruwing voor het contact met de buitenste bolling of crista fibularis van het scheenbeen. Afgeleide eusauropoden, Barapasaurus en hoger, hebben een verruwing voor de aanhechting van een spier aan de buitenkant van de schacht, op halve hoogte. Onder de slanke schacht is het uiteinde iets verbreed met vaak een scherpe richel op de onderste voorrand. Het ondervlak is meestal bol maar soms plat. Het is naar binnen verbreed om in een holte te passen aan de buitenkant van het sprongbeen.

###### Enkel
Bij dinosauriërs liggen de bovenste enkelbeenderen, het binnenste sprongbeen en buitenste hielbeen, naast elkaar. Het hielbeen vormt dus geen achterste hiel als bij zoogdieren. Beide botten zijn met de pijpbeenderen van het onderbeen vergroeid. Het functionele enkelgewricht ligt zo onder deze enkelbeenderen. Het vormt een eenvoudige rechte scharnier.
Het sprongbeen bestaat uit een hoofdlichaam en een opgaande tak. Die laatste bedekt de voorste onderkant van het scheenbeen. Het ondervlak van het sprongbeen is meestal zowel overdwars als van voor naar achter bol gekromd. Een uitzondering vormen de meest basale soorten waar het plat of zelfs wat hol kan zijn. Oorspronkelijk is het over de volle breedte overdwars uniform verticaal dik maar bij afgeleide eusauropoden neemt de hoogte naar binnen toe af. Daarbij loopt het bij sauropoden meestal ook in bovenaanzicht taps toe. Het voorvlak is opvallend glad, zonder de horizontale groeve en foramina die bij andere dinosauriërs aanwezig zijn. De opgaande tak, met een rechthoekige dwarsdoorsnede, ligt aan de buitenzijde van het hoofdlichaam. Het buitenvlak van die tak loopt steil af naar een holte waar de binnenste onderzijde van het kuitbeen in past. Aan de binnenzijde van de opgaande tak vormt het hoofdlichaam een breed vlak beenplateau dat in een binnenste en buitenste portie verdeeld wordt door een richel die een uitloper is van de achterste binnenzijde van de tak. Dit sluit niet perfect bij het scheenbeen aan. Bij basale vormen loopt de tak niet helemaal naar de achterrand door maar bij neosauropoden wel.
Het hielbeen of calcaneum is van veel soorten niet bekend. Het is wel verondersteld dat bij sommige afgeleide groepen, zoals de Diplodocidae, dit element helemaal verdwenen was of althans niet verbeende maar latere vondsten hebben laten zien dat dit niet klopt. De meeste vondsten betreffen basale eusauropoden, Camarasaurus en brachiosauriden. Het kan zijn dat de mate van verbening in de loop van de evolutie terugliep. Een calcaneum van kraakbeen zou een nuttige dempende functie gehad kunnen hebben. Voor zover verbeend aangetroffen betreft het meestal een onregelmatige ruw beenklomp. Bij de Brachiosauridae heeft het een rechthoekig profiel in bovenaanzicht met een hol bovenvlak voor het contact met het kuitbeen.
Het is waarschijnlijk dat de onderste enkelbeenderen, de distale tarsalia, zelden verbeenden. Soms worden ze als echte botten aangetroffen zoals bij Blikanasaurus. Vermoedelijk lag het enkelgewricht erboven en waren ze verbonden met de middenvoet. Het aantal is onzeker.

###### Voet

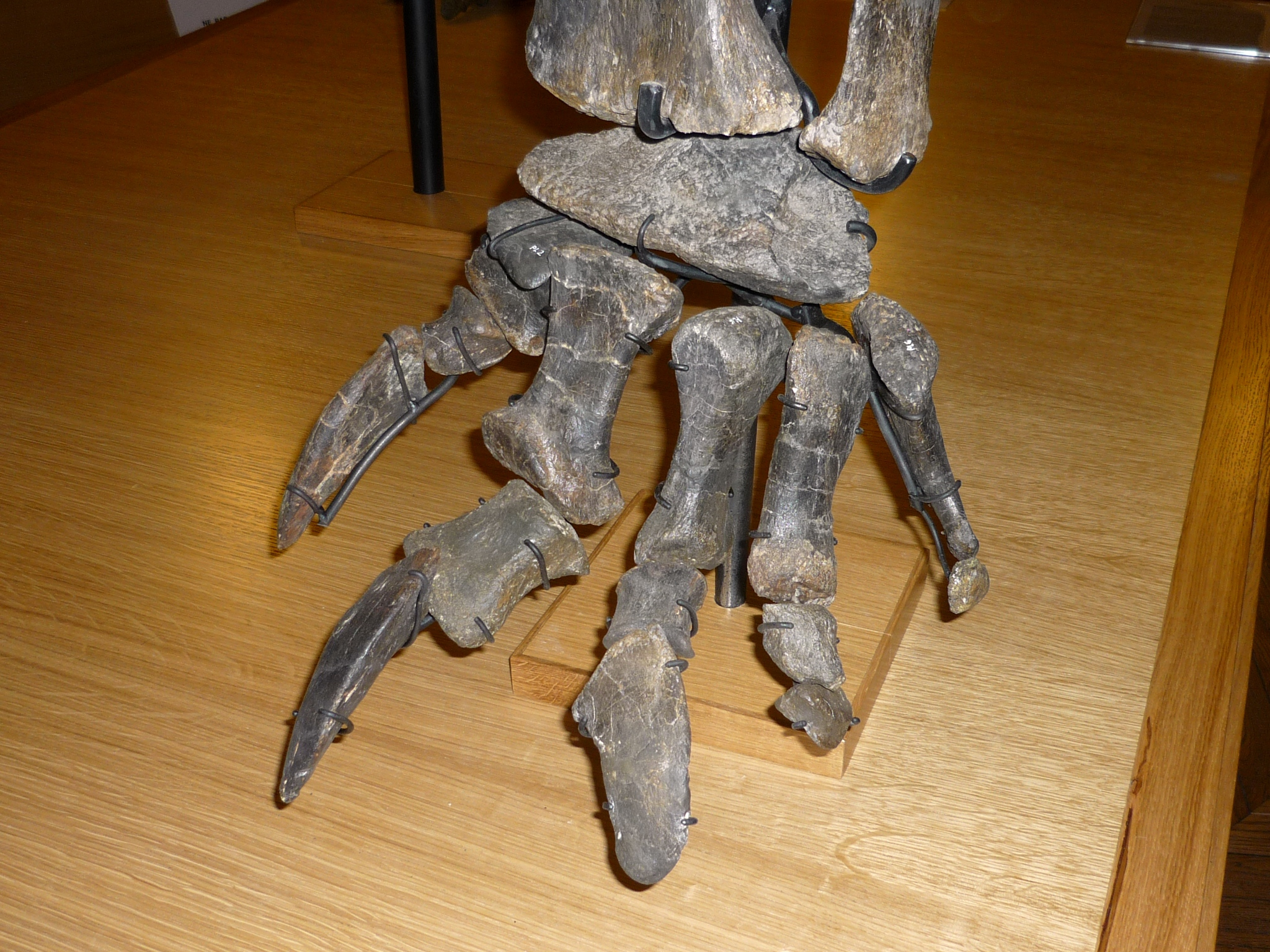
Een linkervoet van Suuwassea

De voet behoudt bij alle soorten het oorspronkelijke totaal van vijf digiti. Zelfs de zware sauropoden zijn nog teengangers als alle dinosauriërs. Bij basale vormen als Vulcanodon is de middenvoet nog een compact geheel. Meer afgeleide soorten hebben middenvoetsbeenderen of metatarsalia die onderaan uit elkaar staan maar dat betekent niet dat ze plat op de grond werden gehouden. Voetkussens zorgden ervoor dat ze achteraan schuin omhoog stonden. De middenvoetsbeenderen zijn in zijaanzicht iets gewelfd zodat ze zo'n kussen konden overkappen. Bij afgeleide soorten is de middenvoet ook asymmetrisch: de metatarsalia worden robuuster naar het eerste middenvoetsbeen toe, dus naar binnen. Het eerste metatarsale is dan een kort en robuust element waarvan de bovenste breedte steeds minstens twee derden van de verticale lengte bedraagt. Het bovenvlak ervan heeft een D-vormig profiel waarbij de rechte zijde naar buten gericht is. Het ondervlak wordt gevormd door twee uitstekende gewrichtsknobbels. Bij sommige soorten is er boven de buitenste knobbel een extra zijwaarts uitstekende stompe bult. De buitenste knobbel steekt verder uit, wat de eerste teen naar binnen richt. Het tweede middenvoetsbeen heeft een slankere en langere schacht. Hier is het bovenvlak rechthoekig of trapeziumvormig, waarbij de zijden gericht naar de naastliggende metatarsalia langer zijn. Ook hier richten de gewrichtsknobbels de teen naar binnen maar minder sterk; dit effect verdwijnt geheel bij het vierde middenvoetsbeen. Bij het eerste, tweede en derde metatarsale van diplodociden bevindt zich een langwerpige verruwing op de hoek net boven de buitenste knobbel. De gewrichtsvlakken van de knobbels zijn iets hol maar afgeleide soorten missen putjes voor gewrichtskapsels, een teken van een verminderde beweeglijkheid. Het vierde middenvoetsbeen heeft een driehoekig bovenvlak. Het vijfde middenvoetsbeen loopt taps toe richting teen. De achterzijde ervan, als het element verticaal gedacht wordt, is plat en de voorzijde, of bovenzijde in een horizontale stand, overdwars bol. Hier ontbreken de gewrichtsknobbels. Bij afgeleide soorten is het element echter verre van gereduceerd, tot meer dan driekwart van de lengte van het derde middenvoetsbeen bezittend, terwijl die ratio bij basale sauropodomorfen slechts 0,5 bedraagt.
De voet draagt vijf tenen die plat op de grond werden gehouden. Bij basale vormen is de formule van de teenkootjes 2-3-4-3-1; bij afgeleide soorten 2-3-4-2-1: daar is dus een kootje van de vierde teen verdwenen. De meeste teenkootjes zijn overdwars asymmetrisch met een steile verticale binnen zijde die met een geleidelijke kromming op de bovenzijde glad overgaat in de buitenzijde waarvan de onderrand dan een scherpe richel vormt. Het eerste kootje van de eerste teen is kort en breed in beide dimensies. Van boven bezien, als het element horizontaal gedacht wordt, is dit kootje vaak wigvormig, taps naar de binnenzijde, dus richting romp, toelopend. Dit richt de klauw extra naar binnen. Het bovenste gewrichtsvlak is licht hol. Bij diplodociden loopt een beenplaat van dit vlak uit tot achter het eerste middenvoetsbeen. Dat moet het onmogelijk gemaakt hebben de eerste teen sterk te krommen. De onderste gewrichtsknobbels worden op de middenlijn gescheiden door een verticale groeve. De buitenste knobbel is groter maar minder bol dan de buitenste. Afgezien van de klauwen is het eerste kootje van de tweede teen meestal het grootste element van de tenen. Bij dit kootje is de buitenste gewrichtsknobbel wat langer wat de rest van de teen verder naar binnen richt.

### Huid
Van verschillende soorten zijn huidafdrukken bekend: Barosaurus, Camarasaurus, Diplodocus, Haestasaurus, Mamenchisaurus en Tehuelchesaurus. Die zijn meestal beperkt van omvang. De huid is alleen bekend van de afdrukken of afgietsels van schubben: er zijn geen "sauropodenmummies" gevonden. Evenmin is er bewijs voor een lichaamsbedekking van haren of veren. De bedekking wordt meestal gevormd door grotere hoofdschubben die elkaar niet overlappen. Ze zijn meestal niet geclusterd en hebben vaak een buitenlaag bestaande uit een oppervlaktestructuur van kleinere bultjes, de papillae. De hoofdschubben zijn typisch veelhoekig, meestal met het profiel van een vijfhoek of zeshoek, maar zijn ook wel afgerond. De hoofdschubben zijn soms vrij klein, niet meer dan een tot drie millimeter in diameter, maar van Barosaurus zijn forse schubben bekend met een diameter van zesendertig millimeter. Een enkele fragmentarische vondst uit Zuid-Korea betreft een schub van vijf centimeter. De grootte lijkt af te hangen van de positie op het lichaam en de individuele omvang of ouderdom van het dier.
In de Auca Mahuevo-broedkolonie in Argentinië zijn beschubde embryo's van sauropoden gevonden. Opmerkelijk is dat die een veel complexer patroon vertonen dan bij de volwassen dieren, in zes verschillende configuraties met ook langwerpige schubben, schubben in rijen, rosettes en bloempatronen.

## Levenswijze

### Houding
Hoewel deze vormen kennelijk een evolutionair voordeel bezaten bij het zo groot mogelijk worden, zijn er veel aanpassingen om het gewicht voor een gegeven grootte zo laag mogelijk te houden. Over het algemeen zijn de botten elegant gevormd en vooral de wervels zijn hol van binnen. Er zijn sterke aanwijzingen dat de sauropoden ademden via luchtzakken. Ze waren niet erg gespierd en hun maximumsnelheid kan niet hoger gelegen hebben dan zo'n 25 km/u. Om het gewicht te dragen zijn de achterpoten recht; rennen was uitgesloten. De horizontale staart is meestal lang; vaak wordt dat omschreven als een tegenwicht voor de zeer lange nek, hoewel er bij langzame viervoeters als de sauropoden nauwelijks sprake zal zijn geweest van een echte balanswerking.

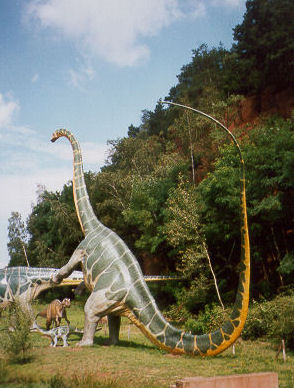
Misschien konden sauropoden op de achterpoten staan

Over de functie van die nek zijn de meningen zeer verdeeld. Sommige vormen, zoals Brachiosaurus en zijn verwanten, lijken duidelijk te zijn aangepast aan het eten van hoge takken. Vaak spreekt men hierbij van het "eten in de boomtoppen", maar er waren toen al coniferen van 120 meter hoogte. Hun schouders zijn hoger dan het bekken. Bij andere vormen is dat andersom: bij Apatosaurus is de nek naar beneden gericht. Dit wordt op twee manieren verklaard. Volgens één theorie konden de dieren zich op hun achterpoten oprichten en staken zo de lange nek de bomen in. Een aanwijzing voor deze functie ziet men in de lengte van de doornuitsteeksels op de ruggenwervels ter hoogte van het bekken die als een soort hefboom konden dienen. Het is niet duidelijk of de spieren in staat zouden zijn geweest de forse lichaamsmassa zo te heffen. Natuurlijk zouden de beesten ook hun voorpoten op een heuveltje hebben kunnen doen rusten. Volgens een andere theorie graasden de dieren varens en cycaden op de grond en was de nek alleen zo lang om de energiekosten van het doen van een paar stappen te besparen. Het is echter omstreden of die kosten werkelijk hoger waren dan die van het doen groeien, in stand houden en bewegen van de nek en het inlaten van verse lucht over een lengte van soms dertien meter (vandaar overigens de luchtzakken). Dit — als het al bestaat — zeer relatieve voordeel moet dan weer afgezet worden tegen het voordeel om niet acuut te verhongeren als al het lagere groen opgevreten is. Veel sauropoden leefden in een klimaat dat duidelijk een droge periode kende.

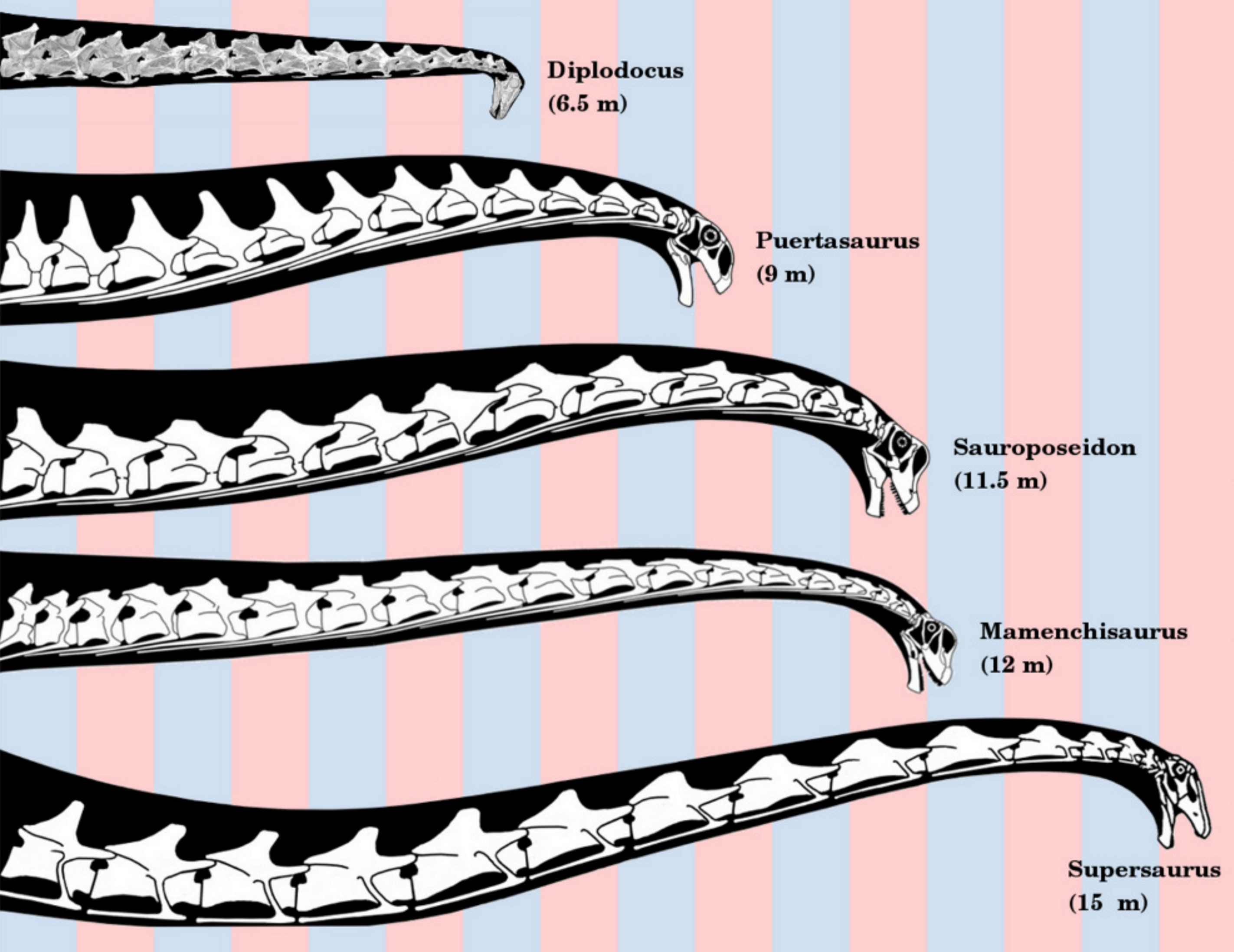
De nek van sauropoden maakte ten opzichte van het hart een hoogte van de kop tot twaalf meter mogelijk

Ook over de beweeglijkheid van de nek verschillen veel wetenschappers van mening. Volgens sommigen kon de nek alleen sterk zijwaarts en neerwaarts gebogen worden maar slechts heel beperkt naar boven. Er zijn computerprogramma's ontwikkeld die dit zouden aantonen, maar de daar ingevoerde data hebben een vrij grote foutmarge. Omdat de meeste fossielen sterk vervormd zijn is het zeer lastig de precieze onderlinge bewegingsvrijheid van de nekwervels te bepalen, iets wat verder bemoeilijkt wordt door onzekerheid over de dikte van het kraakbeen dat de botten bedekte en de tussenwervelschijven. In levende dieren is de nek meestal beweeglijker dan het naakte skelet alleen toestaat. Als de achterste nekwervels een onderlinge hoek konden maken van tien graden dan konden de meeste soorten — met uitzondering van de Diplodocidae en Dicraeosauridae — het rechtere middenstuk van de nek zo'n zestig graden omhoog steken. Alle huidige Tetrapoda houden de nek in een rustpositie vrij sterk geheven en dat is als een aanwijzing gezien dat dit bij de Sauropoda ook het geval was.
Een ander probleem is of de bloeddruk vereist om de hersenen aan het eind van de lange nek van zuurstof te voorzien wel gehaald kon worden en of deze in dat geval niet te gevaarlijk hoog lag. Er is wel aangenomen dat het hart extra groot was, met een gewicht van twee ton voor de oppompende linkerhelft die 64% van het energiebudget van het lichaam zou opslokken, dat er een soort steunharten in de nek aanwezig waren, of dat net als de aderen ook de slagaderen kleppen bezaten. Een studie uit 2016 concludeerde dat het vasculaire systeem in de nek als een hevel werkte volgens de Wet van Bernoulli en dat met een bloeddruk gelijk aan die van een giraffe, maximaal 235 mmHg, waarvan we dus weten dat die in beginsel veilig gehandhaafd kon worden, een verticale neklengte van twaalf meter mogelijk was. Dat de feitelijke maximale neklengte bij sauropoden daarbij in de buurt ligt, zou bewijzen dat de hoogte van twaalf meter een biomechanische begrenzing vormde die evolutionair niet doorbroken kon worden. Omdat het heveleffect afhankelijk is van de luchtdruk zouden sauropoden in berggebieden hun koppen lager hebben moeten houden: bij een hoogte van vierduizend meter mag de kop maar acht meter hoger gehouden worden dan het hart. Om zo'n systeem te laten werken moeten wel de aderen in de nek extra verstevigd zijn teneinde te voorkomen dat ze in elkaar zouden klappen door de zuigende werking van het neergaande bloed.

### Stofwisseling
Een ander twistpunt vormt de vraag of de sauropoden warm- of koudbloedig waren. Sommige dinosauriërs waren vrijwel zeker warmbloedig, zoals de Coelurosauria. Het lijkt waarschijnlijk dat ook de meeste Theropoda en Ornithopoda endotherm waren. Daarnaast is het plausibel dat de Sauropodomorpha zelf afstamden van kleine roofsauriërs met een verhoogd metabolisme. Toch zijn er gegevens en overwegingen die er op duiden dat de sauropoden weleens een vrij trage stofwisseling konden hebben bezeten. Om te beginnen hield het een voordeel in om zo min mogelijk energie aan verwarmingskosten te besteden. Daarbij kwam dat volwassen sauropoden juist het gevaar liepen van hyperthermie (oververhitting) omdat de massa van hun gigantische lichaam zo makkelijk warmte vasthield: ze waren dus al gigantotherm. De enige vondsten van de huid van babysauropoden duiden op schubben, niet op een isolerend verenkleed: warmbloedige kleintjes zouden dus van de kou sterven. In de gebieden die in het Mesozoïcum in de poolstreken lagen, zijn vondsten van sauropoden zeer zeldzaam.
Al deze argumenten zijn echter niet strikt dwingend. Omdat sauropoden zo groot waren konden ze relatief gemakkelijk aan voedsel en water komen. Een groot dier beweegt efficiënter, kan vetreserves opbouwen en loopt minder het gevaar van uitdroging. Coniferen vormen een rijke energiebron die door middel van maagstenen (sauropoden konden niet kauwen) goed benut kon worden. De selectiedruk voor energiebesparing was dus gering. Omdat ze al gigantotherm waren, vielen de kosten van echte warmbloedigheid erg mee. De lichaamsmassa vormde ook een bescherming tegen temperatuurstijging door zonnestraling en dus konden ze het zich veroorloven de temperatuur 's nachts niet te laten afnemen. De strenge regulering van de lichaamstemperatuur bij warmbloedigheid bouwde dan een extra veiligheid in. Daarnaast gold ook bij sauropoden dat warmbloedige dieren koudbloedige dieren kunnen wegconcurreren omdat ze juist door het hogere energieverbruik meer van het voedsel konden en zouden opeten. Misschien waren ze juist hierom zeldzaam in de poolstreken dat de warmbloedige jongen niet tegen de kou beschermd waren. Daarbij zijn goede gegevens over de faunae van de poolstreken alleen bekend uit het Krijt van Noord-Amerika, een gebied waar sauropoden toen in het algemeen zeldzaam waren.

### Sociaal gedrag
Alle theorieën over het gedrag van uitgestorven dieren hebben natuurlijk een sterk speculatief element. We kunnen de beesten immers niet meer direct waarnemen. Bij de sauropoden is er dan nog het bijkomend probleem dat er eigenlijk geen moderne dieren zijn die in grootte met ze overeenkomen en een aanwijzing voor hun levenswijze zouden kunnen opleveren. De beste gegevens levert nog wel de ichnologie, de wetenschap van het sporenonderzoek. Gefossiliseerde voetafdrukken van sauropoden zijn niet héél zeldzaam en lijken aan te tonen dat de dieren in kudden leefden. In Argentinië zijn broedkolonies gevonden met eieren van het type dat aan sauropoden toegeschreven wordt. Het is zeer onduidelijk hoe de broedzorg in zijn werk ging. Er was een enorm verschil in grootte tussen volwassen dieren en pas uitgekomen jongen. Misschien werden de kleintjes gewoon aan hun lot overgelaten: door het grote aantal eieren dat een moeder kon leggen, kon ze het zich veroorloven er veel te verliezen, de zogenaamde r-strategie in de voortplanting. Aan de andere kant kennen de nauwst nog levende verwanten, de vogels, juist een uitstekende broedzorg. In 2022 werd een titanosauriërei gemeld met een pathologische dubbele wand, vermoedelijk omdat het vertraagd werd in de eileider; dit is een aanwijzing dat de eieren met een zekere onderbreking werden gelegd, niet alle in een keer. Ook wijst de botstructuur op een zeer snelle groei — overigens een sterke aanwijzing voor warmbloedigheid. Sauropodenwijfjes werden rond hun vijftiende geslachtsrijp en de dieren benaderden tegen hun dertigste hun maximumgrootte. De jongen waren misschien al snel groot genoeg om met een kudde verder te trekken. De broedkolonies werden kennelijk vele jaren achtereen gebruikt. In dat geval moesten de moeders voor de eierleg grote vetvoorraden hebben opgebouwd want een grote groep sauropoden zou al snel de wijde omgeving volledig hebben kaalgevreten. Waar het voedsel voor de jongen dan vandaan kwam, blijft nog een mysterie.
Het leven in een kudde zou bescherming hebben geboden aan het individu. Dat kon zich echter ook in zijn eentje verdedigen. Als passieve bescherming hadden de meeste soorten vermoedelijk allerlei schubuitsteeksels, bijvoorbeeld als een rij op de rug zoals bij Diplodocus. Soms waren die verbeend tot een echt pantser (zoals bij Saltasaurus) of staken de doornuitsteeksels zelf uit (Amargasaurus). Een actieve verdediging was mogelijk door het slaan van de staart waarvan het uiteinde dan als een zweep werkte of voorzien was van een benen knuppel; ook kon een dier zich misschien opheffen om zich met de sterke duimklauwen te verdedigen of om een aanvaller gewoon te verpletteren met zijn sterkste wapen: zijn gewicht.
Soms wordt betwijfeld of sauropoden wel intelligent genoeg waren voor enige vorm van sociaal gedrag. Met ongeveer twee gram hersenen per ton hoort hun encefalisatiequotiënt inderdaad tot de laagste onder de gewervelde landdieren, liggend tussen de 0,2 en 0,35. Het is echter zeer de vraag of de relatieve hersengrootte wel zo belangrijk is en of de geëxtrapoleerde statistische curves wel bruikbaar zijn in deze extreme gevallen. Als ze warmbloedig waren, zouden ook hun hersenen tot een tienmaal hogere activiteit in staat zijn geweest. Een gelijkstellen aan moderne reptielen is dus zeer riskant. Zoals de meeste dinosauriërs hadden sauropoden relatief goed ontwikkelde reuklobben, gezichtscentra en hypofysen.

### Evolutie van de tandbreedte
Sinds lang worden de sauropoden ingedeeld in geslachten die brede tanden hebben en geslachten die smalle tanden hebben. In het late Jura kwamen beide tandvormen tezamen voor en enkel de smalle tandvorm bleef behouden tot op het einde van het Krijt. De tendens om de tanden te versmallen begon in het vroege Krijt, een periode in de evolutie van de sauropoden waarvan weinig bekend is, vooral in Noord-Amerika. Men vermoedt dat sauropoden in Noord-Amerika na het Albien (laat Onder-Krijt) uitstierven. Tijdens het Maastrichtien (laat Boven-Krijt) migreerden zij via Zuid-Amerika of Azië weer naar Noord-Amerika.
Men gebruikt de ratio tandhoogte/tandbreedte ("slenderness index" ("SI")) om grote veranderingen in tandmorfologie bij sauropodomorfe dinosauriërs te onderzoeken, voor de indeling van sauropoden in de groep met brede tanden (SI ≤ 4.0) en in de groep met smalle tanden (SI ≥ 4.0) en om de graduele vervanging van brede door smalle tanden tijdens het Krijt te herkennen. Prosauropoden, de mogelijke parafyletische vooroudergroep van de latere sauropoden, hadden gedurende hun veertig miljoen jaar lange evolutie een SI van 1,56 tot 2,43. Deze ratiowaarde kan als de primitieve conditie voor sauropoden beschouwd worden. Prosauropoden en basale sauropoden hadden overlappende SI's wanneer zij gedurende bijna twintig miljoen jaar tijdgenoten waren.
Opmerkelijk genoeg ontwikkelden basale sauropoden bredere tanden dan prosauropoden in hun vroege evolutie en bereikten op het einde van het Midden-Jura hun grootste tandbreedte (SI = 1,16). Alhoewel prosauropoden en basale sauropoden overlappende SI's hebben, weten we niet of zij voedselconcurrenten waren. Basale sauropodomorphen en basale sauropoden komen tezamen in slechts weinig formaties voor, bv. in de Onder- en Boven-Elliot-formatie van Zuid-Afrika en Lesotho (tijdsnede Norien (Boven-Trias) tot Sinemurien (Onder-Jura) van de Stormberg Groep). Er is heel weinig tijdsoverlapping tussen het voorkomen van basale sauropoden en de meer afgeleide neosauropoden (superfamilies Diplodocoidea en Macronaria). De indeling van sauropoden in basale sauropoden en in neosauropoden is op hun stratigrafische verspreiding langs elke kant van de overgang midden-laat Jura gebaseerd.
Met het verschijnen van diplodocoïde geslachten zoals Apatosaurus en Diplodocus tijdens het late Jura, vond de vroegste tandversmalling buiten de primitieve prosauropode conditie plaats. Een opmerkelijk hiaat in hun SI scheidt de Diplodocoidea van hun neosauropode tijdgenoten. Nog onbekende fylogenetische intermediaire geslachten uit het vroege Boven-Jura of uit het Midden-Jura kunnen dit hiaat opvullen. De grootste tandbreedte werd tijdens het late Jura bereikt. Daarna werden de tanden van neosauropoden (Diplodocoidea en Macronaria) snel smaller. De SI van Diplodocoidea en Macronaria overlappen niet, niettegenstaande zij bijna 50 miljoen jaar tijdgenoten waren. Tijdens het late Jura en het vroege Krijt hadden Macronaria een breed SI-spectrum,
maar bereikten nooit de tandsmalte van Diplodocoidea. Na het uitsterven van deze laatste aan het begin van het late Krijt evolueerden de Macronaria naar de smalle tandvorm die eerder voor de Diplodocoidea kenmerkend was, en namen de vrijgekomen niche in die voortaan dus enkel uit geslachten met smalle tanden zou bestaan. Abydosaurus mcinthoshi (superfamilie Macronaria, familie Brachiosauridae), uit het Albien (laat Onder-Krijt) van de Cedar Mountain-formatie van Utah (Verenigde Staten) neemt een intermediair stadium in. De tanden zijn bij dit geslacht smaller dan bij basale Sauropodomorpha en basale sauropoden, maar niet zo smal als bij diplodocoïden of titanosauriërs. Abydosaurus maakt deel uit van een groep uit het late Onder-Krijt waarvan de tanden smaller zijn dan bij hun voorgangers en geeft een wijziging aan in de tandbreedte die onafhankelijk schijnt te zijn van de tendens om de tanden bij diplodociden uit het Late Jura en bij titanosauriërs uit het Krijt te versmallen. Deze wijziging bracht geen belangrijke veranderingen met zich qua absolute en relatieve biodiversiteit onder sauropoden en qua aantal individuen. Deze factoren bleven relatief stabiel door het Krijt heen, buiten een kleine terugval in het midden van het Krijt die samenvalt met een vermindering van het aantal sedimenten die fossielen van dinosauriërs bevatten. Op het einde van het Krijt zijn de Titanosauria de enige overgebleven sauropoden. Deze hebben de smalste tanden van alle sauropodomorfe dinosauriërs.

### Verband evolutie tandbreedte met evolutie flora?
De samenstelling van de flora onderging tijdens het Krijt een belangrijke wijziging. Het was tijdens dit geologisch tijdperk dat de overgang van een breed scala tandbreedtes naar overwegend en later uitsluitend smalle tanden plaatsgreep. Door de functionele implicaties van smalle tanden te bestuderen, kan men eventuele oorzakelijke verbanden tussen de veranderingen in de toenmalige flora en de aanpassingen van de tanden van sauropoden aantonen. Een toename van het aantal tanden bij sauropoden is het gevolg van het smaller worden van de tanden. Per functionele tand hebben Diplodocoidea, die hele smalle tanden hebben, zeven vervangingstanden. Bij Nigersaurus was er tandvervanging om de dertig dagen, bij Diplodocus om de vijfendertig dagen. Bij sauropoden met brede tanden is de vervangingssnelheid lager, om de 62 dagen bij bijvoorbeeld Camarasaurus. Ornithischia met tandbatterijen (Hadrosauroidea) vervangen hun tanden minder snel dan Sauropoda met smalle tanden. Edmontosaurus vervangt elke vijftig dagen de tanden en is hiermee de hadrosauroïde die de tanden het snelst vervangt. Ook de tandvorming gaat, naast de tandvervanging, bij de smaltandige Diplodocus bijna tweemaal zo snel als bij de breedtandige Camarasaurus (resp. ongeveer 185 dagen tegenover ongeveer 315 dagen). De functionele tand en de vervangingstand zijn in een gebit waar tanden snel vervangen worden bijna even groot. De tanden zullen meer in afmetingen verschillen in een gebit waar ze traag vervangen worden. Smalgetande Macronaria hebben, zoals Diplodocoidea, tandgroepen waarvan de tanden bijna even groot zijn, wat impliceert dat ook zij snel vervangen werden. Chure et al. veronderstellen dat de hoge vervangingssnelheid bij smalle tanden suggereert dat ze aan hevige slijtage onderhevig waren. Deze slijtage kan door één of meerdere factoren veroorzaakt zijn, zoals het dieet, de bijt en/of kauwmechanismen en de voedselecologie. Hoewel vele auteurs een verband tussen de oorsprong en verspreiding van de bedektzadige planten en veranderingen in de fauna van plantenetende dinosauriërs gesuggereerd hebben, besloten meer recente studies dat er geen aanwijsbaar evolutionair verband bestaat tussen de voornaamste gebeurtenissen in de evolutie van dinosauriërs en planten.
Van het Albien, de bovenste etage van het Onder-Krijt (ca. 113,0 tot 100,5 Ma), tot het einde van het Krijt maakten naaldbomen en bedektzadige planten 80% uit van de flora. Sauropoden zullen dus doorgaans meer met deze planten dan met andere in contact gekomen zijn. Ondanks het 'tijdsverband' tussen de wijzigingen in de tandbreedte bij sauropoden en het overvloedig voorkomen van bedektzadige planten en naaldbomen, zijn deze niet in het bijzonder slijtend en zouden dus geen grote slijtagesporen hebben kunnen achterlaten. De huidige bedektzadigen en naaldbomen bevatten minder siliciumdioxide dan andere plantengroepen. Er bestaan aanwijzingen voor de aanwezigheid van hedendaagse grassoorten in het Krijt. Zij waren ecologisch niet overheersend. Onder meer de hedendaagse varen Osmunda en de hedendaagse zaadvaren Equisetum kwamen in het Mesozoicum voor. Deze planten zijn zeer abrasief en verteerbaar en voedzaam. Er zijn geen bewijzen dat sauropoden deze planten aten, maar daar zij siliciumdioxide opslaan kunnen zij een potentiële abrasieve voedselbron geweest zijn. Tot op heden werden nog geen plantenresten, gastrolieten en coprolieten in associatie met sauropodenskeletten gevonden. Matley beschreef overvloedige, goed bewaarde coprolieten uit de Indiase Lameta-formatie van het late Krijt. In die formatie zijn sauropoden de enige grote herbivoren en zij komen overvloedig voor. De coprolieten bevatten resten van zaadvarens (Pteridophyta), gymnospermae, grassen en andere angiospermen, die dus een gemengd en abrasief dieet vertegenwoordigen.
Ondanks overeenkomsten in de schedelvormen van sauropoden met smalle tanden, waarvan sommige geslachten een verlengde schedel hebben met vooraan weinig tanden, is er geen bewijs dat de mechanica van deze schedels de tandslijtage zou versnellen. Eigenlijk is de belasting gegenereerd door de kauwspieren op de achteraan geplaatste tanden in een verlengde schedel met lange kaken normaliter lager dan de belasting gegenereerd door een schedel met kortere kaken en met een proportioneel langere tandenreeks. Verschillen in de richting van de bijtkracht zouden normaliter geen grote toename van tandslijtage veroorzaken. Dit suggereert dat de wijziging in tandbreedte verband kan houden met andere factoren dan kaakmechanica, bijvoorbeeld een verandering in dieet en/of in voedselecologie.
Alhoewel smaltandige sauropoden geen monofyletische groep vormen, hebben bepaalde geslachten van de twee voornaamste evolutielijnen toch gemeenschappelijke kenmerken aan de schedel. Het smaller worden van de tanden bij zowel afgeleide Titanosauria, zoals Nemegtosaurus en Rapetosaurus, als bij afgeleide Diplodocoidea, zoals Nigersaurus en Diplodocus, resulteerde in vooraan in de kaak geplaatste tanden. Een tandplaatsing die beperkt is tot vooraan in de schedel, tezamen met een verlengde schedel, versnelde tandvervanging en een verticale stand van de schedel, in combinatie met gegevens over tandslijtage, werden voor Nigersaurus als een aanpassing aan laag grazen geïnterpreteerd. Upchurch en Barrett beschouwen Diplodocoidea als lage grazers. In 2010 waren vergelijkbare gegevens met betrekking tot de stand van de schedel bij Titanosauria nog niet beschikbaar, maar de verlengde schedel met tanden die snel vervangen werden en waarvan de plaatsing beperkt bleef tot vooraan in de schedel, kunnen erop wijzen dat sommige titanosauriërs ook lage grazers waren. De overschakeling bij sauropoden uit het Krijt naar tanden die onderhevig waren aan zware slijtage en die snel vervangen werden, schijnt niet in verband te staan met een belangrijke verandering in de globale floradiversiviteit, ondanks het samenvallen van deze verandering met een toegenomen overvloed aan coniferen en bedektzadigen. Dit patroon kan integendeel te wijten zijn aan een overschakeling naar het verbruiken van sterk abrasieve vegetatie of een verschuiving naar laag grazen.